# Fougères
Cet article possède un paronyme, voir Feugères.
Ne doit pas être confondu avec Pleine-Fougères ou Fougères-sur-Bièvre.
Pour la plante (fougère), voir Filicophyta.
Fougères est une commune française sous-préfecture d'Ille-et-Vilaine, en région Bretagne.
Fougères compte 20 602 habitants en 2022, faisant d'elle la troisième commune d'Ille-et-Vilaine après Rennes, la capitale régionale (227 830 habitants), et Saint-Malo (47 255 habitants). Elle devance Bruz (19 667 habitants) et Vitré (18 892 habitants).
Elle est également au cœur de la communauté d'agglomération Fougères Agglomération (55 120 habitants) et du Pays de Fougères regroupant près de 88 000 habitants.
Cette ville comporte de nombreux sites touristiques, tels que son château ou son beffroi. Ses habitants sont appelés les Fougerais et les Fougeraises.

## Géographie

### Description
Fougères est située au nord-est du département d'Ille-et-Vilaine. La ville fortifiée s'est développée initialement sur le plateau (vers 140 m d'altitude) de la rive gauche du Nançon, un affluent de rive droite du fleuve côtier Couesnon, le château, curieusement en position basse (à 114 m d'altitude), occupant une éminence de la rive convexe d'un méandre particulièrement accentué du Nançon ; seuls des faubourgs s'étaient développés de manière limitée sur l'autre rive.
L'extension de la ville, principalement au XXe siècle, s'est faite en partie sur le plateau de rive droite du Nançon (quartier de la Croix Hamon), mais débordant au-delà de la vallée du ruisseau de Groslay (affluent de rive gauche du Nançon) vers le sud (par exemple le quartier du Bourg d'Iné), vers le nord-est (quartiers de Montaubert, la Verrerie, etc.) et surtout vers l'est (zones industrielles de la Guénaudière et de l'Écartelée, complexe sportif du Paron, etc.) au-delà de la rocade routière de la partie est de la ville.

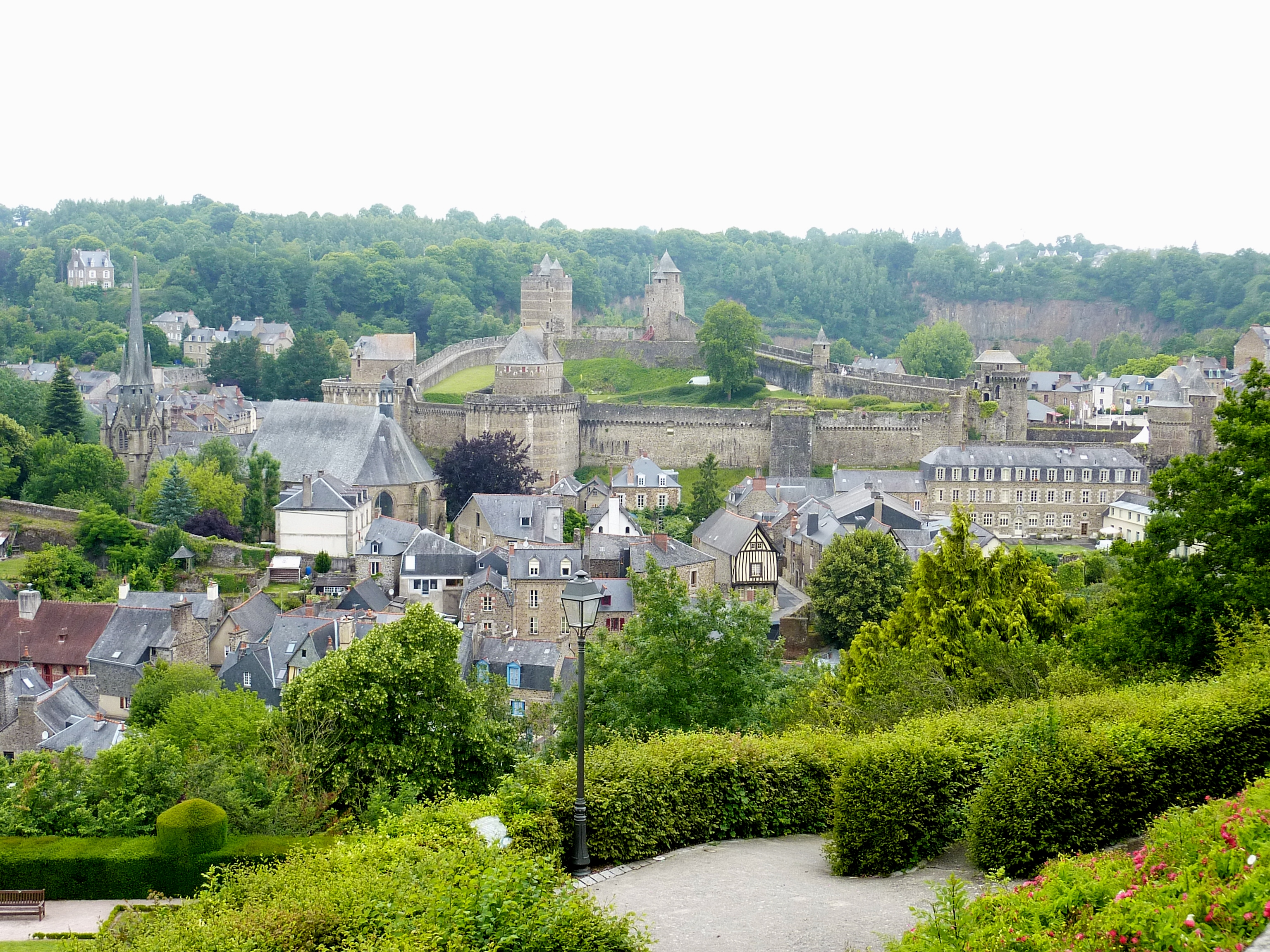
Le château de Fougères dans la vallée du Nançon vu du jardin public avoisinant l'église Saint-Léonard.
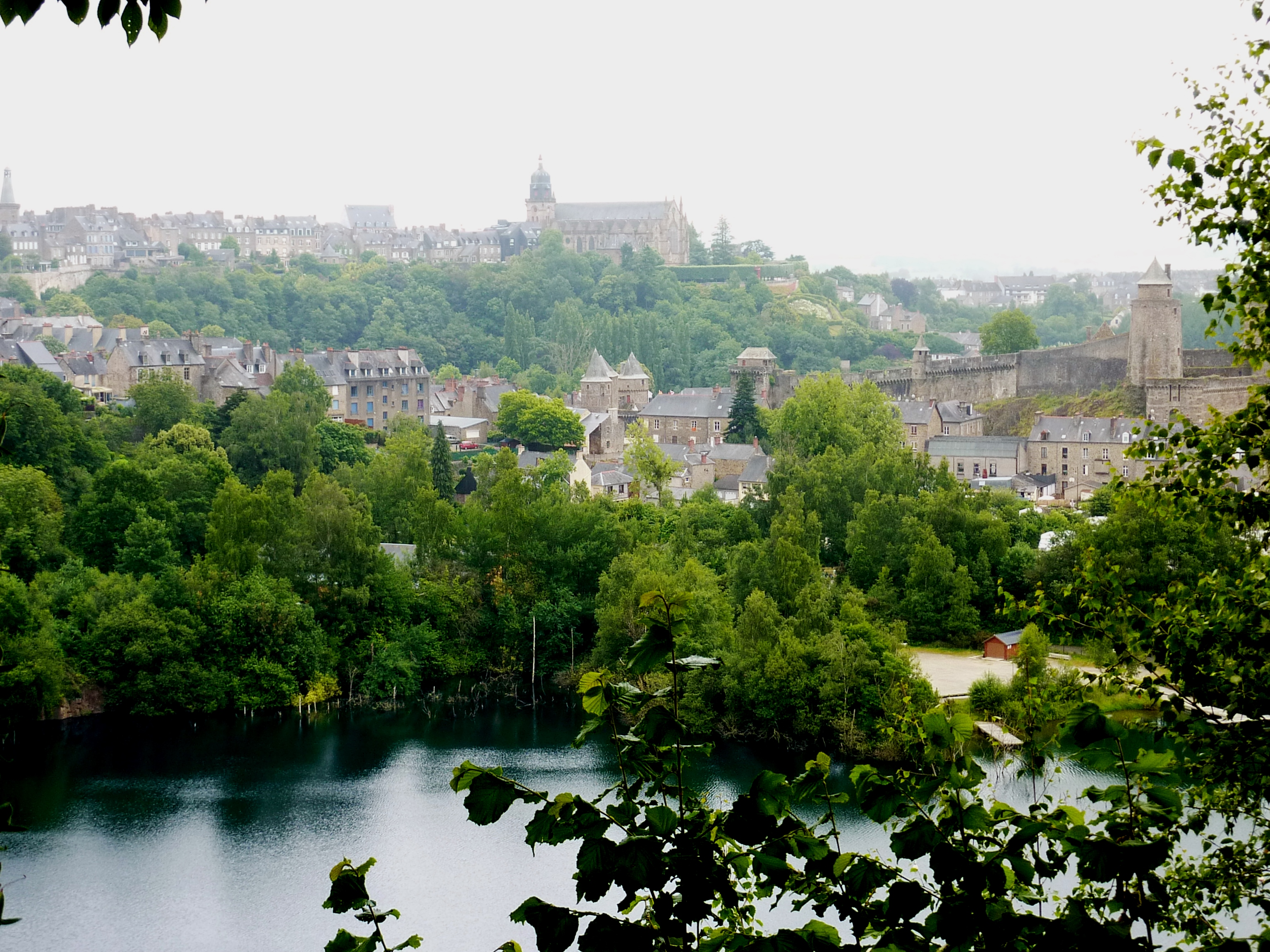
Fougères vu du point de vue dominant, l'ancienne carrière du Rocher coupé.

### Communes limitrophes
Les communes limitrophes sont Laignelet, Beaucé, La Selle-en-Luitré, Javené et Lécousse.

### Géologie

Carte géologique du Massif armoricain, avec au nord-est le batholite mancellien et ses nombreux plutons de granite cadomien (Lanhélin, Louvigné, Vire, Avranches…). Ce batholite dessine une ellipse de 150 km (d'Alençon à la Rance) sur 90 km (de Vitré à Vire).

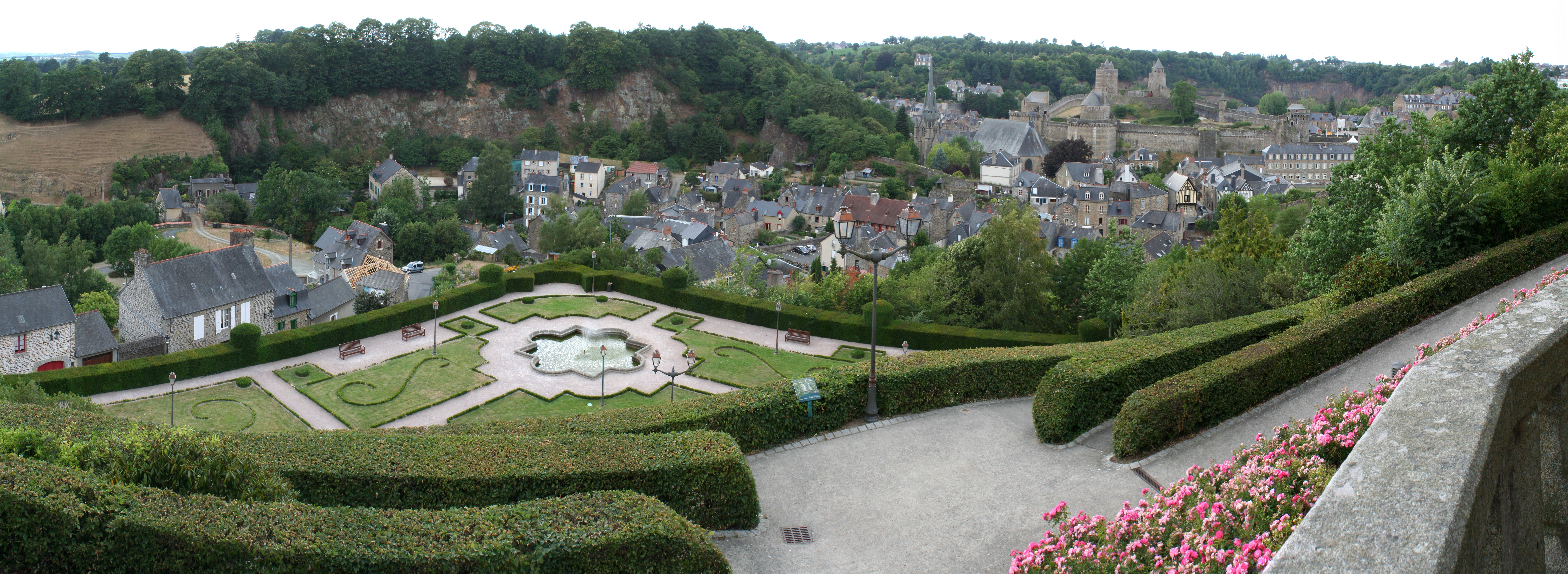
Une vue panoramique depuis le jardin public permet de repérer à gauche une falaise qui correspond à l'ancien front de taille de la carrière de cornéenne de Savigny, au pied de la Butte à Bigot, et celle du Rocher coupé, derrière le château.

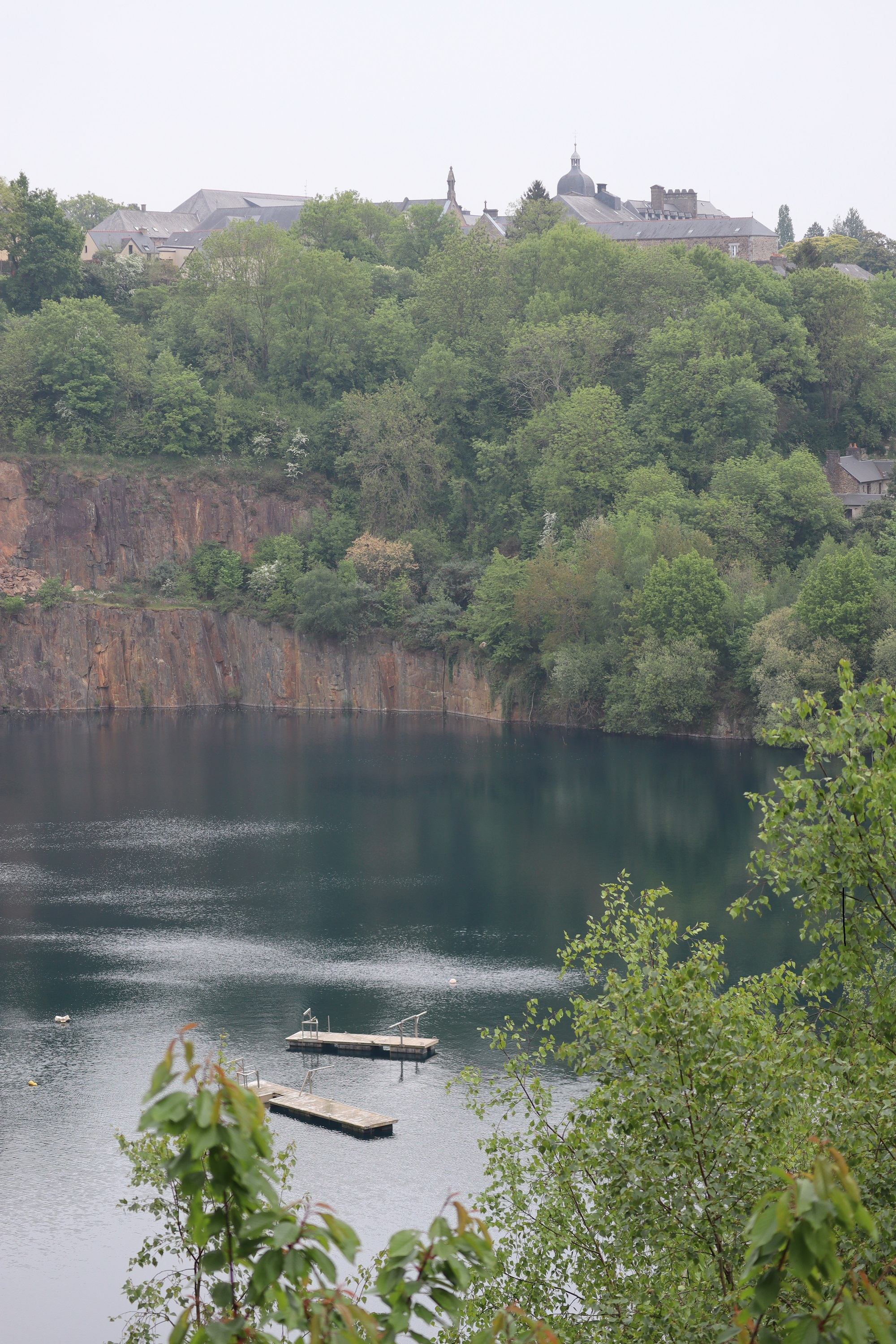
La carrière du Rocher Coupé et ses pontons flottants.

Fougères est localisée dans le domaine nord armoricain, dans la partie orientale du Massif armoricain qui est le résultat de trois chaînes de montagne successives. Le site géologique de Fougères se situe plus précisément dans un bassin sédimentaire essentiellement briovérien limité au nord par un important massif granitique cadomien, le pluton dit de Louvigné-Gorron (connu localement sous le nom de granite de Louvigné-du-Désert). Ce pluton fait partie d'un ensemble plus vaste, le batholite mancellien. Le territoire fougerais comprend ainsi au Nord de la ville, un plateau de 180-190 mètres d'altitude, correspondant au massif granitique de Fougères (massif allongé W.SW—E.NE, faisant partie du massif de Louvigné-du-Désert qui représente un des apex affleurants du batholite mancellien), et au Sud, un plateau de 140 mètres d'altitude sur laquelle la ville s'est construite, et qui correspond à ce bassin sédimentaire.
L'histoire géologique de la région est marquée par la chaîne cadomienne. À la fin du Précambrien supérieur, les sédiments briovériens environnants sont fortement déformés, plissés et métamorphisés par le cycle cadomien. Cette chaîne montagneuse, qui devait culminer à environ 4 000 m, donne naissance à des massifs granitiques (batholite côtier nord-trégorrois, granite de Saint-Brieuc, immense batholite mancellien formé de nombreux plutons granitiques) produits par le surépaississement crustal. Ces intrusions vers 540 millions d'années, de magmas granitiques issus du vaste batholite mancellien, développent un métamorphisme de contact : le refroidissement des masses granitiques à des températures de l'ordre de 700 °C et à des profondeurs de l'ordre de 4 km dans l'écorce terrestre, font que les schistes briovériens, tendres et friables, sont transformés par « cuisson », variable selon la distance du massif granitique : intense et forte à proximité, cette cuisson donne les cornéennes, roches dures et compactes ; moindre et atténuée à quelques kilomètres du massif, elle donne des schistes tachetés (d'où une double auréole de cornéennes et de schistes tachetés). Ce thermométamorphisme développé par l'intrusion du granite a ainsi provoqué la cristallisation de minéraux nouveaux (biotite, andalousite), soulignant l'ancien litage sédimentaire. Ces deux roches magmatique (granite) et métamorphique (cornéenne, schiste tacheté) affleurent à la suite de longs processus d'érosion qui ont aplani les reliefs anciens,.
La ville de Fougères est principalement construite à l'aide de ces deux matériaux géologiques mis à nu, depuis 540 Millions d'années, par l'érosion : la cornéenne a été largement exploitée dans les carrières de Savigny et du Rocher Coupé. Dans le détail, il est possible de retrouver, dans certains blocs servant à la construction, l'hétérogénéité sédimentaire initiale du schiste. Les bâtiments utilisent aussi le granite de construction de Louvigné, plus homogène, qui est en fait une granodiorite grise du type Vire. Il faut attendre l'arrivée du chemin de fer pour importer d'autres pierres à la fin XIXe (calcaire, ardoises). Dans le domaine de la castellologie, le château de Fougères, situé sur une percée est-ouest du Massif armoricain dans la vallée du Nançon, n'est pas construit sur la hauteur mais à l'abri de trois collines de cornéennes à l'ouest, au nord et à l'est, le premier donjon étant élevé sur un îlot de cornéenne, cette roche dure empêchant les risques d'attaques par minage et souterrains.

### Localisation
Fougères est située à :
- 300 km de Paris ;
- 50 km de Rennes ;
- 47 km du Mont-Saint-Michel ;
- 75 km de Saint-Malo ;
- 290 km de Brest ;
- 150 km de Nantes ;
- 150 km de Caen ;
- 130 km d'Angers ;
- 50 km de Laval ;
- 52 km d'Avranches ;
- 103 km d'Alençon.
- 130 km du Mans

### Hydrographie
Pour un article plus général, voir Réseau hydrographique d'Ille-et-Vilaine.
La commune est située dans le bassin Loire-Bretagne. Elle est drainée par le Couesnon, le Nançon, le ruisseau de Groslay et le ruisseau du Pont sec, et un autre petit cours d'eau,.
Le Couesnon, d'une longueur de 97 km, prend sa source dans la commune de Saint-Pierre-des-Landes et se jette  dans la Manche au niveau du Mont-Saint-Michel, après avoir traversé 25 communes.
Le Nançon, d'une longueur de 20 km, prend sa source dans la commune de Landéan et se jette  dans le Couesnon sur la commune, après avoir traversé six communes.

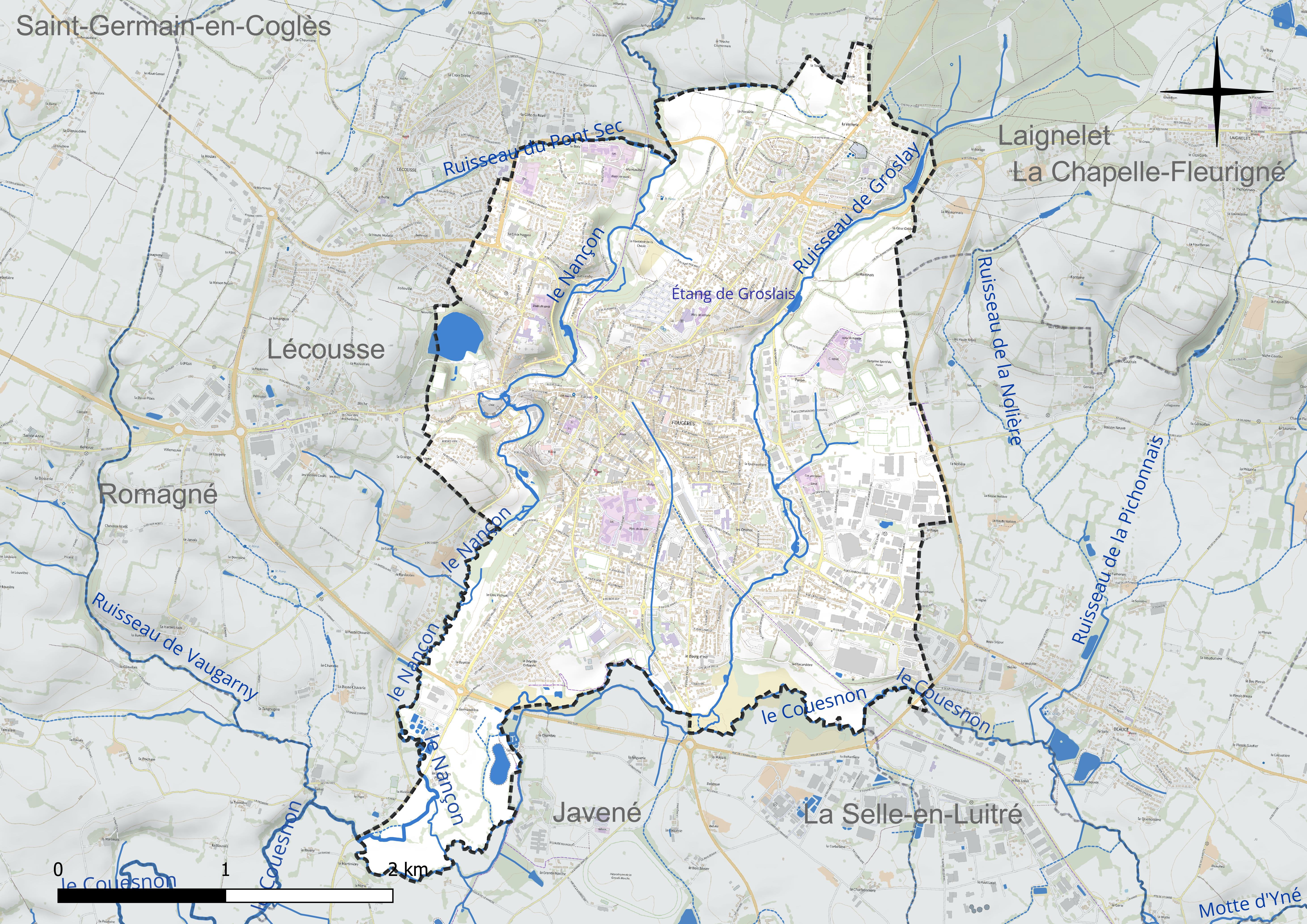
Réseau hydrographique de Fougères.

Deux plans d'eau complètent le réseau hydrographique : l'étang de Groslais (0,54 ha) et l'étang des Cotterêts (0,76 ha),.

### Climat
Le climat qui caractérise la commune est qualifié, en 2010, de « climat océanique franc », selon la typologie des climats de la France qui compte alors huit grands types de climats en métropole. En 2020, la commune ressort du type « climat océanique » dans la classification établie par Météo-France, qui ne compte désormais, en première approche, que cinq grands types de climats en métropole. Ce type de climat se traduit par des températures douces et une pluviométrie relativement abondante (en liaison avec les perturbations venant de l'Atlantique), répartie tout au long de l'année avec un léger maximum d'octobre à février.
Les paramètres climatiques qui ont permis d'établir la typologie de 2010 comportent six variables pour les températures et huit pour les précipitations, dont les valeurs correspondent à la normale 1971-2000. Les sept principales variables caractérisant la commune sont présentées dans l'encadré ci-après.
| Paramètres climatiques communaux sur la période 1971-2000 - Moyenne annuelle de température : 11,1 °C - Nombre de jours avec une température inférieure à −5 °C : 1,9 j - Nombre de jours avec une température supérieure à 30 °C : 1,9 j - Amplitude thermique annuelle : 13,1 °C - Cumuls annuels de précipitation : 880 mm - Nombre de jours de précipitation en janvier : 13,6 j - Nombre de jours de précipitation en juillet : 8 j |

Avec le changement climatique, ces variables ont évolué. Une étude réalisée en 2014 par la direction générale de l'Énergie et du Climat complétée par des études régionales prévoit en effet que la  température moyenne devrait croître et la pluviométrie moyenne baisser, avec toutefois de fortes variations régionales. La station météorologique de Météo-France installée sur la commune et mise en service en 1966 permet de connaître l'évolution des indicateurs météorologiques. Le tableau détaillé pour la période 1981-2010 est présenté ci-après.
| Mois                                  | jan.             | fév.             | mars          | avril           | mai           | juin            | jui.            | août           | sep.            | oct.            | nov.            | déc.            | année      |
| ------------------------------------- | ---------------- | ---------------- | ------------- | --------------- | ------------- | --------------- | --------------- | -------------- | --------------- | --------------- | --------------- | --------------- | ---------- |
| Température minimale moyenne (°C)     | 2,8              | 2,7              | 4,5           | 6               | 9,5           | 12,1            | 13,8            | 13,8           | 11,6            | 9,1             | 5,6             | 3,2             | 7,9        |
| Température moyenne (°C)              | 5,3              | 5,7              | 8,2           | 10,2            | 13,8          | 16,6            | 18,5            | 18,5           | 16              | 12,6            | 8,4             | 5,8             | 11,7       |
| Température maximale moyenne (°C)     | 7,9              | 8,8              | 11,8          | 14,4            | 18            | 21,3            | 23,2            | 23,2           | 20,4            | 16,2            | 11,2            | 8,3             | 15,4       |
| Record de froid (°C) date du record   | −15,2 08.01.1985 | −10,6 08.02.1991 | −6,8 01.03.05 | −4,2 08.04.2022 | −1 07.05.1979 | 3 05.06.1989    | 6,2 12.07.00    | 3,9 31.08.1986 | 2,7 30.09.21    | −1,6 14.10.1992 | −5,7 22.11.1993 | −9 29.12.1996   | −15,2 1985 |
| Record de chaleur (°C) date du record | 15,6 13.01.1993  | 19,4 23.02.1990  | 23 19.03.05   | 27,6 30.04.2025 | 30,5 27.05.05 | 37,6 18.06.2022 | 39,1 18.07.2022 | 37,2 05.08.03  | 33,7 09.09.2023 | 29,4 09.10.2023 | 19,8 02.11.1970 | 27,5 31.12.2022 | 39,1 2022  |
| Précipitations (mm)                   | 95,1             | 73               | 71,2          | 62              | 78,3          | 54,1            | 70,8            | 51,6           | 71,9            | 95,4            | 97,2            | 102,6           | 923,2      |

## Urbanisme

### Typologie
Au 1er janvier 2024, Fougères est catégorisée centre urbain intermédiaire, selon la nouvelle grille communale de densité à sept niveaux définie par l'Insee en 2022.
Elle appartient à l'unité urbaine de Fougères, une agglomération intra-départementale regroupant quatre  communes, dont elle est ville-centre,,. Par ailleurs la commune fait partie de l'aire d'attraction de Fougères, dont elle est la commune-centre,. Cette aire, qui regroupe 26 communes, est catégorisée dans les aires de 50 000 à moins de 200 000 habitants,.

### Occupation des sols
L'occupation des sols de la commune, telle qu'elle ressort de la base de données européenne d'occupation biophysique des sols Corine Land Cover (CLC), est marquée par l'importance des territoires artificialisés (77,1 % en 2018), en augmentation par rapport à 1990 (72,2 %). La répartition détaillée en 2018 est la suivante : 
zones urbanisées (56,9 %), prairies (17,8 %), zones industrielles ou commerciales et réseaux de communication (15,6 %), espaces verts artificialisés, non agricoles (4,6 %), terres arables (3,1 %), zones agricoles hétérogènes (1,6 %), forêts (0,4 %). L'évolution de l'occupation des sols de la commune et de ses infrastructures peut être observée sur les différentes représentations cartographiques du territoire : la carte de Cassini (XVIIIe siècle), la carte d'état-major (1820-1866) et les cartes ou photos aériennes de l'IGN pour la période actuelle (1950 à aujourd'hui).

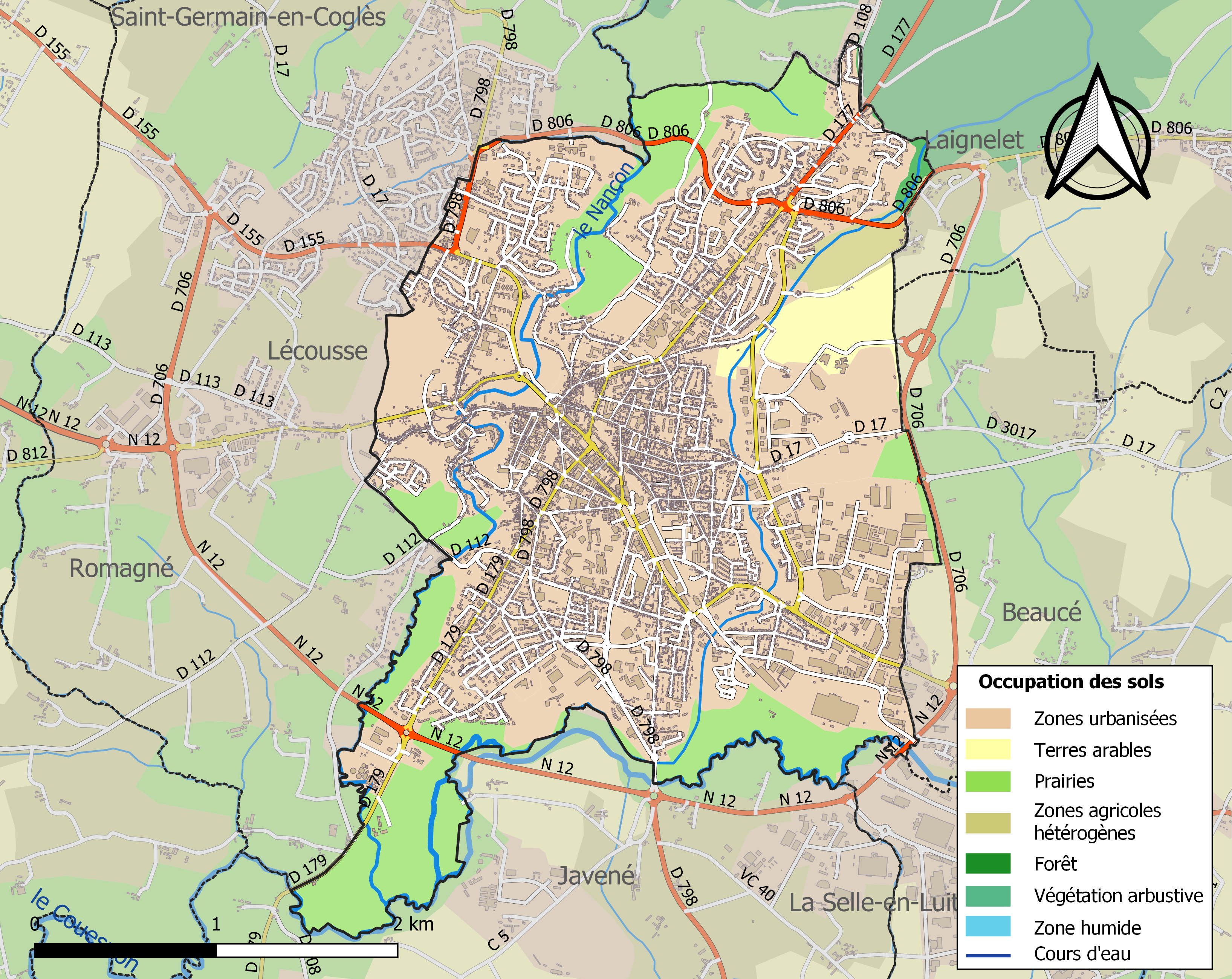
Carte des infrastructures et de l'occupation des sols de la commune en 2018 (CLC).

### Voies de communication et transports

#### Réseau routier
La commune est traversée (désormais contournée en raison de la rocade routière) par la RN 12 allant de Brest à Paris via Rennes et Alençon, mais dont un tronçon est désormais déclassé en route départementale entre Romagné et Rennes, depuis la construction de l'autoroute A84 qui passe un peu à l'ouest de la ville, mais à laquelle Fougères est, depuis sa rocade routière, rattachée par une route à quatre voies.
Plusieurs routes départementales traversent la commune :
- la RD 112 entre Fougères et Châteaubourg ;
- la RD 155 entre Fougères et Saint-Malo ; il s'agit de l'ancienne RN 155, déclassée dans les années 1970 ;
- la RD 177 entre Saint-Hilaire-du-Harcouët et Redon ; il s'agit de l'ancienne RN 177, déclassée dans les années 1970 ;
- la RD 179 entre Fougères et Vitré ; il s'agit de l'ancienne RN 178, déclassée dans les années 1970 ;
- la RD 798 entre La Croixille et Saint-James ; il s'agit de l'ancienne RN 798, déclassée dans les années 1970 ;
- la RD 806 entre Fougères et Saint-Ellier-du-Maine ; il s'agit de l'ancienne RN 806, déclassée dans les années 1970.

#### Réseau ferroviaire
Fougères fut un carrefour ferroviaire pendant la majeure partie du XXe siècle, des voies ferrées (désormais des voies vertes) reliant la ville à Antrain et Pontorson (Ligne de Vitré à Pontorson), à Saint-Hilaire-du-Harcouët (Ligne de Saint-Hilaire-du-Harcouët à Fougères), à Mayenne (Ligne de Mayenne à La Selle-en-Luitré) et surtout à Vitré où se trouvait la correspondance avec la ligne de Paris-Montparnasse à Brest, toutes fermées progressivement dans la seconde moitié du XXe siècle.

## Toponymie
Fougères est une ville située à la limite de la Bretagne, du Maine et de la Normandie et tire son nom de la plante. Le toponyme est en effet issu du latin populaire filicaria, fougeraie, lui-même issu du latin classique filix « fougère » et du suffixe -aria, « espace, étendue ». La cité s'est probablement construite sur l'emplacement d'un bois défriché où abondaient des fougères.
Fougères est historiquement, depuis l'arrivée du latin en Armorique, en territoire de pratique du gallo dans laquelle elle se nomme Foujerr. La forme bretonne proposée par l'Office public de la langue bretonne est Felger. Cependant le breton n'a jamais été parlé dans le pays de Fougères qui se trouve en dehors de l'aire traditionnelle de diffusion de la langue bretonne. L'un des deux bagadoù de la ville reprend ce nom : Bagad Bro Felger. L'école Diwan ouverte en 2013 s'appelle également Skol Diwan bro Felger. Le dictionnaire en ligne de Francis Favereau donne l'attestation du 11e siècle en vieux-breton Fulgeres dans le Cartulaire de Redon. Cette attestation provient cependant d'une charte du cartulaire de Redon, entièrement rédigée en latin, et signalant comme l'un des témoins Raoul de Fougères (Radulfus de Fulgeres). La première mention de la forme Felger ne remonte qu'à 1971, alors que d'autres textes bretons plus anciens en mentionnent plusieurs autres : Fougéra, Foujer ou encore Foujerez.

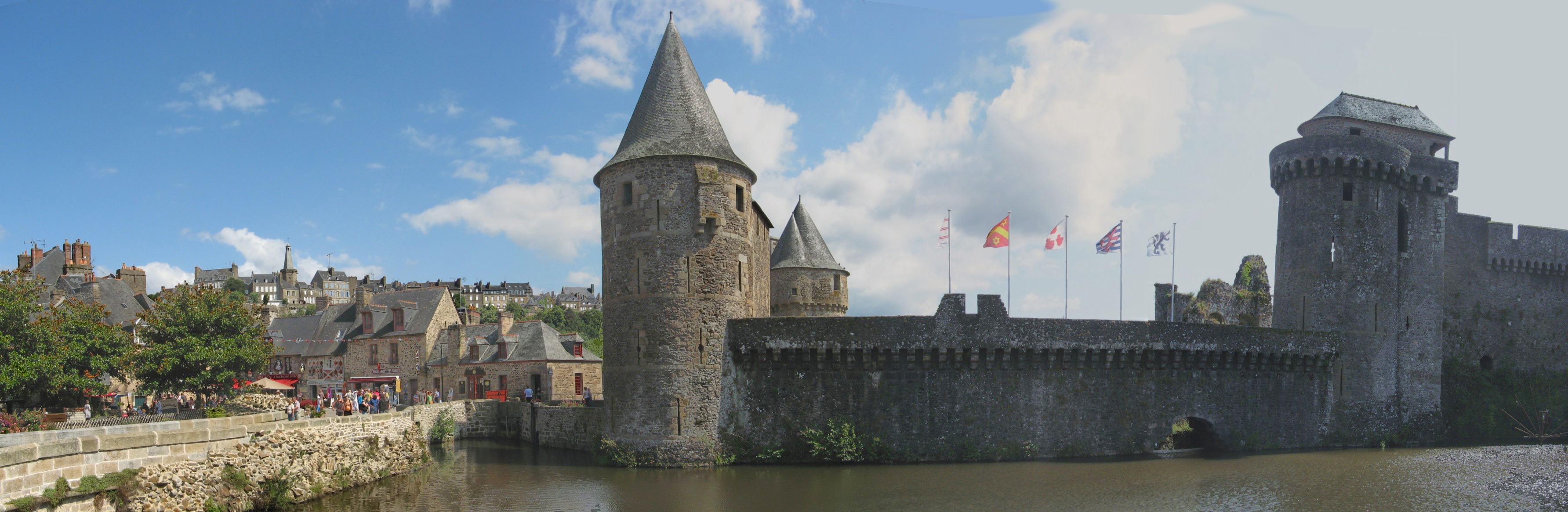
Château fort de Fougères vu de la place Raoul-II.

## Histoire

### Préhistoire
La présence de nombreux monuments mégalithiques en particulier en forêt de Fougères laisse à penser que la région était déjà habitée au Néolithique (5 000 à 2000 ans av. J.-C.).

### Moyen Âge

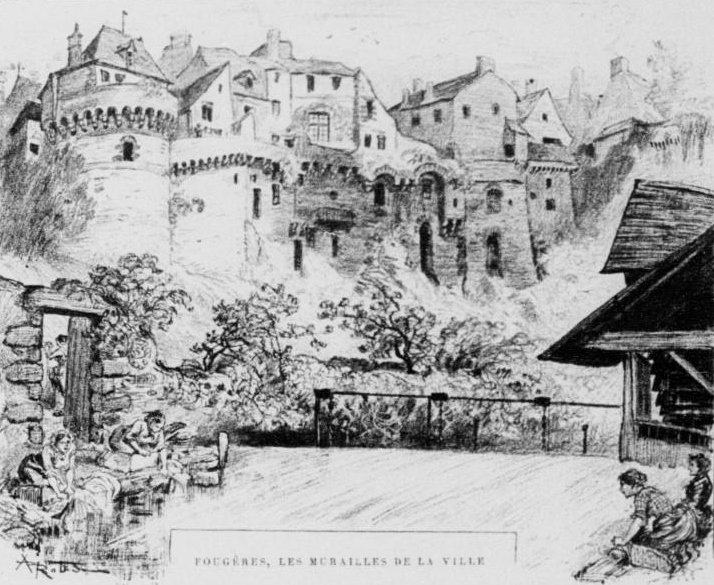
Fougères : les murailles de la ville (lithographie d'Albert Robida, vers 1900).

La création de Fougères remonte au Moyen Âge. On retrouve la première mention du château de Fougères vers la fin du Xe siècle. C'était à l'époque une simple fortification en bois située sur une crête rocheuse, dont la position dominait avantageusement la vallée du Nançon et les marais environnants. Fougères se trouvait au croisement de deux voies romaines, l'une allant de Chartres à Carhaix et l'autre d'Avranches à Nantes. À partir du XIIe siècle, la population s'éloigne de la rive du Nançon et la ville se développe plus en hauteur, partagée en deux paroisses : Saint-Sulpice pour la ville basse et Saint-Léonard pour la ville haute. Dès le Moyen Âge, l'activité artisanale se développe autour de la tannerie, des tisserands et des drapiers dans la ville basse.
La première fortification est bâtie au XIe siècle par les seigneurs de Fougères dont le premier est Main II de Fougères. Elle est défendue par Raoul II (1130-1194), mais prise, avec la ville, par Henri II Plantagenêt en 1166 ; le château est rasé. Raoul II, obstiné, la fera reconstruire en plus imposante, et elle deviendra une place forte défendant les frontières de la Bretagne, du mont Saint-Michel à Nantes.
Cependant, la position géographique et les intérêts des seigneurs de Fougères les font souvent pencher en faveur du roi de France. Quand Raoul III en offre la possession à Louis IX, le duc Pierre Ier s'empare de la ville en 1231, mais elle est ensuite reprise par le roi.
La fille de Raoul III, Jeanne de Fougères, mariée à Hugues XII de Lusignan, entreprendra de nouveaux travaux de fortification et embellira la ville. La fin du XIIIe siècle est une période de paix et de prospérité pour Fougères.
En 1307, Philippe le Bel rachète le domaine mais le royaume de France ne s'y intéresse guère et ne l'entretient pas. Après divers combats et retournements d'alliances, Bertrand du Guesclin y pénètre en 1373, mais la situation ne s'améliore pas. Livrée à elle-même et victime du pillage, la population de Fougères demande assistance au duché de Bretagne. Elle rentre dans son giron en 1428, vendue par Jean II d'Alençon. Mais en 1449, un dénommé François de Surienne, un mercenaire aragonais au service des Anglais, s'en empare et la met à sac, et ce, dans le but de forcer la Bretagne à s'allier à l'Angleterre. Il y a de nombreux massacres, ce qui provoque la réaction de François Ier de Bretagne, bien décidé à se débarrasser des Anglais. Le duc de Bretagne s'allie à Charles VII de France, attaque le sud de la Normandie et met le siège devant Fougères. Surienne et ses hommes parviennent toutefois à résister et se rendent sous condition de pouvoir repartir libres. Cet épisode annonce la bataille de Formigny.
Pendant la Guerre de Bretagne, la garnison bretonne de Fougères envahit le pays d'Ernée et s'empare de la ville, à laquelle ils mettent le feu. L'incendie dure du 18 au 21 mai 1488.
Finalement La Trémoille, général français, s'empare de Fougères en 1488.

### Temps modernes
Thomas II de Guémadeuc, gouverneur de Fougères, fut craint pour son despotisme. Il fit assassiner en 1615 le baron Jacques II de Névet en raison d'une querelle de préséance lors d'une réunion des États de Bretagne. Le duc de Brissac, lieutenant général du Roi en Bretagne, fit assiéger le château de Fougères afin de s'emparer de lui ; envoyé à Paris, il fut condamné à avoir la tête tranchée en Place de Grève et « icelle portée en la ville de Fougères, plantée au bout d'une pique et fichée sur le principal portail du château ».
Au XVIe siècle, la ville perd son rôle défensif. L'artisanat continue à se développer, notamment le travail de l'étain (rue de la Pinterie). Pendant les guerres de Religion, la ville reste catholique alors que Vitré est touchée par les affrontements avec les huguenots.
Fougères connut des épidémies de « fièvre maligne » (peste ? choléra ? dysenterie ? typhus ?) en 1562, 1581, 1632.
Jusqu'en 1775, Fougères ne fera plus guère parler d'elle. Le marquis de La Rouërie, un jeune homme exalté, part alors aux États-Unis pour lutter auprès des insurgés américains. De retour en France, après avoir été emprisonné pendant un mois pour avoir mené la conjuration bretonne, il est accueilli en héros au pays natal.

### Révolution française

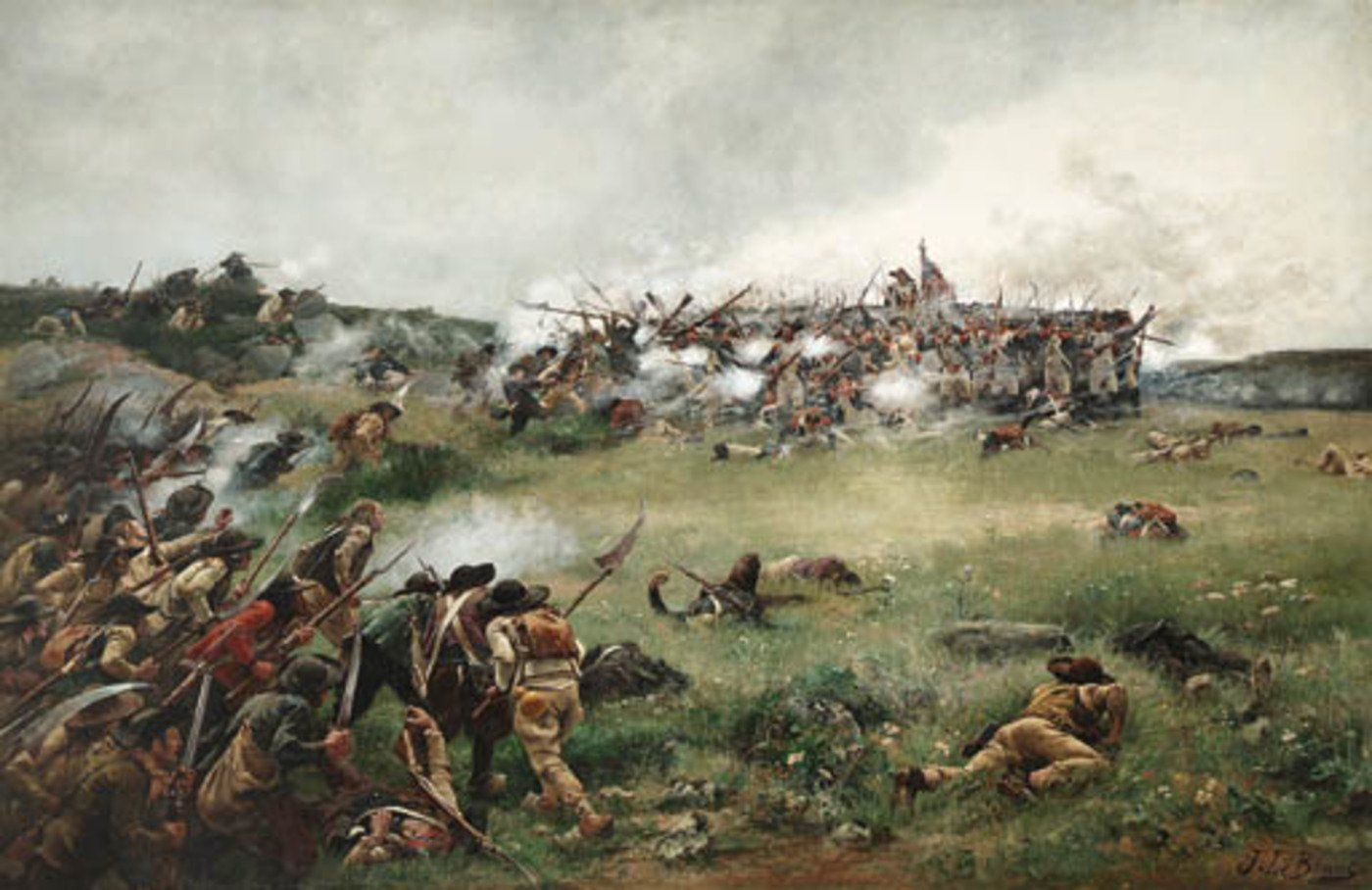
Julien Le Blant, Le Bataillon carré - Affaire de Fougères, 1793, 1880, huile sur toile, Provo, université Brigham-Young.

Lors de la Révolution, la province de Bretagne disparaît ainsi que ses privilèges. Les premiers changements apportés sont bien accueillis, mais la population se divise ensuite : la constitution civile du clergé des prêtres, la levée en masse déclenchent une rébellion, la chouannerie. « Les districts de Vitré, Fougères et La Guerche restent en grande partie gangrenés, (...) la chouannerie est la maladie […] du pays, et quoiqu'il n'y ait pas de grands rassemblements, […] là où il y a un homme, il y a un Chouan de fait ou d'intention. Les patriotes y sont dans une excessive minorité » écrivent les représentants en mission Dubois-Crancé, Alquier et René François-Primaudière.
En 1793, lors de la levée en masse, 767 hommes devaient être enrôlés dans le district de Fougères par tirage au sort. En réaction, des attroupements de paysans armés de fusils, de pistolets et de sabres se forment spontanément dès le 10 mars 1793. Les campagnes se soulèvent et bientôt les troubles dégénèrent en émeutes. La même année, pendant la virée de Galerne, les chouans et les Vendéens s'emparent de la ville le 3 novembre 1793 qui est reprise le 18 novembre 1793 par les républicains. Pendant huit ans, la ville et sa région passent de main en main, avec au passage de nombreux massacres et pillages. Le chef des chouans des environs de Fougères était le jeune général Aimé du Boisguy.
L'organisation des fêtes révolutionnaires témoigne cependant du maintien d'un sentiment favorable au nouveau régime :
- les victoires des armées républicaines sont fêtées, notamment la reprise de Toulon aux Anglo-royalistes[46] ;
- la fête du 26 messidor (14 juillet), instituée en 1794, est célébrée à Fougères[46] ;
- l'anniversaire de l'exécution de Louis XVI, accompagnée d'un serment de haine à la royauté et à l'anarchie, est fêté (à partir de 1795)[47] ;
- les autres fêtes républicaines sont très suivies, comme l'anniversaire de la République jusqu'à l'an VIII (22 septembre, 1er vendémiaire[48]), la fête de la Jeunesse (le 10 germinal, soit le 30 mars[49]), la fête de la Reconnaissance, pourtant peu suivie dans le département (le 10 prairial[50]) ou celle de l'Agriculture, le 10 messidor[50].

### LeXIXesiècle

#### Les «Louisets»
La région de Fougères fut concernée par le schisme de la Petite Église, des catholiques refusant le Concordat de 1801, connus localement sous le nom de « Louisets ».

#### Les «chaussonniers»
Pendant longtemps, la forêt de Fougères a été le siège d'une activité intense de sabotiers. Pendant la première moitié du XIXe siècle se développe à Fougères l'industrie du chausson tressé (raison pour laquelle les ouvriers de la chaussure furent par la suite appelés localement « chaussonniers ») ; cette activité fut touchée par la crise à partir de 1850, les chaussons étant désormais fabriqués en tissu). Fougères se reconvertit alors dans l'industrie de la chaussure : 2 200 ouvriers en 1874, 5 000 en 1880, 7 000 en 1884, 11 000 en 1890 ; le nombre d'usines passa de 13 à 27 pendant cette période, la plus importante étant l'usine Cordier, dont les patrons étaient réputés être durs et intransigeants à l'égard de leurs ouvriers. En 1913, 38 "fabriques" de chaussures existaient à Fougères. De nombreuses marques reconnues étaient présentes sur la région, notamment JB Martin, qui a été créée à Fougères en 1921.

### LeXXesiècle

#### Le Drapeau de Fougères
Une association sportive pratiquant notamment le tir et la gymnastique, est créée en 1893 : l'Association de l'Œuvre Saint-Joseph, renommée Drapeau de Fougères après la loi de séparation des Églises et de l'État de 1905 (le terme « drapeau » s'explique par le contexte revanchard consécutif à la défaite de la Guerre de 1870). La section football est créée vers le début de la décennie 1920.

#### La vie industrielle au début duXXesiècle

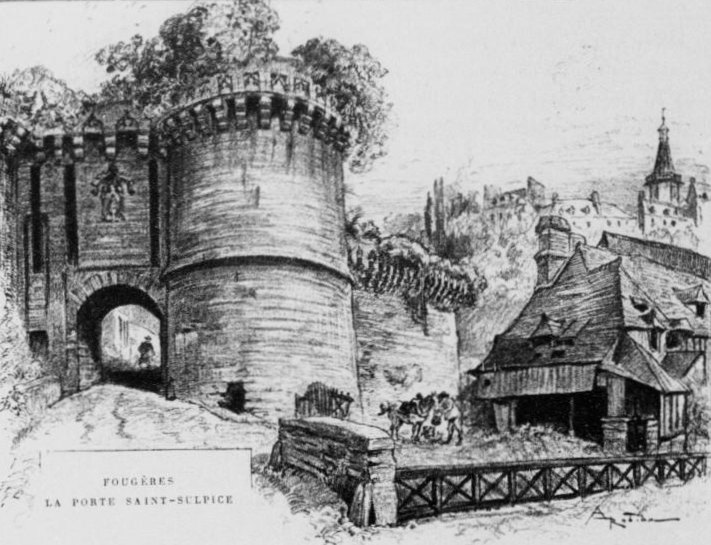
Albert Robida, Fougères : la Porte Saint-Sulpice (vers 1900), lithographie.

L'industrie remplace peu à peu l'artisanat et Fougères voit l'implantation de manufactures de chaussures. À l'hiver 1906-1907 éclate une grande grève d'ouvriers dans les usines de chaussures fougeraises. La grève dure plusieurs mois, touchant 32 usines. En réaction, les patrons organisent un lock-out qui laissa sans travail des milliers d'ouvriers, ce qui provoqua une grande misère dans la région. La solidarité est très forte dans la ville (soupes « communistes » pour nourrir les familles de grévistes sans revenus) mais aussi au-delà : des enfants sont accueillis dans des familles rennaises et parisiennes le temps du conflit. Jean Jaurès vient à Fougères pour soutenir le mouvement.

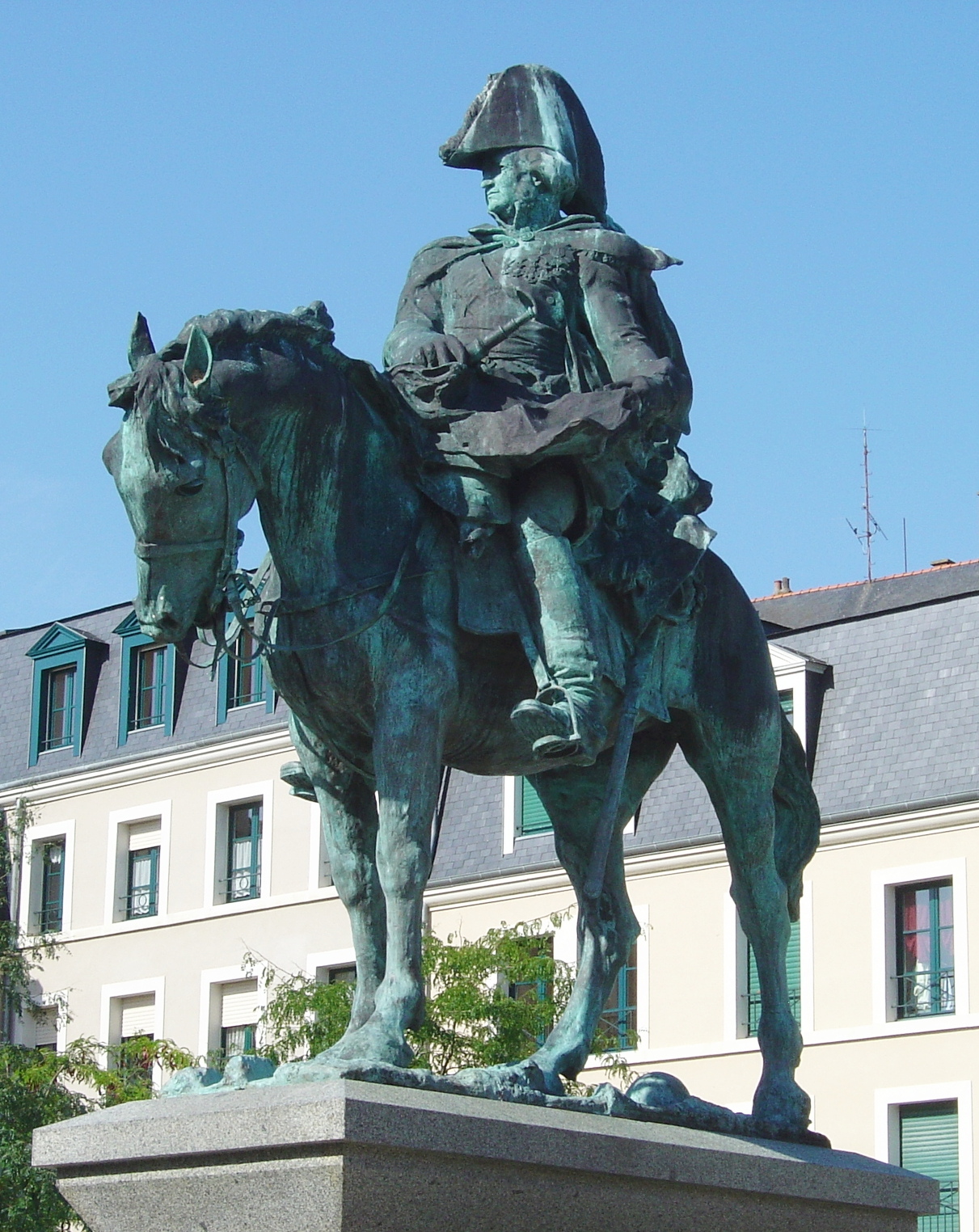
Georges Récipon, Monument au général Jean Ambroise Baston de Lariboisière (1893).

La verrerie existe aussi dans la région fougeraise depuis l'arrivée de maîtres verriers italiens aux XVIe et XVIIe siècles. L'installation de cette industrie dans le Pays de Fougères s'explique par la présence de facteurs indispensables : un terrain sablonneux (le sable étant le composant principal du verre), une forêt (puisque la fusion du sable s'obtenait à haute température) et enfin de la fougère (plante riche en soude). Ainsi, il existait déjà une verrerie aux portes de la ville (à Laignelet) qui prospérait au XIXe siècle. Mais, à la suite des revendications sociales de 1921, le syndicalisme religieux se mobilise, l'abbé Bridel très social, fonde une nouvelle verrerie à Fougères, la Cristallerie fougeraise, ainsi qu'une cité ouvrière pour loger le personnel, construites par l'architecte Hyacinthe Perrin, dès 1922.

#### La Première Guerre mondiale
Le monument aux morts de Fougères, créé par Armel Beaufils, porte les noms de 640 soldats originaires de la commune morts pour la France pendant la Première Guerre mondiale. Le carré militaire porte les noms de 148 autres soldats morts à Fougères, mais non originaires de cette ville, car Fougères a accueilli dans son hôpital pendant la Première Guerre mondiale de nombreux blessés de guerre.

#### L'Entre-deux-guerres
L'abbé Louis Bridel, vicaire à l'Église Saint-Léonard de Fougères à partir de 1909, fut un militant syndicaliste chrétien et fonda à Fougères plusieurs coopératives : de consommation en 1919, l' Étoile fougeraise de production, comme la Cristallerie fougeraise (à la suite d'une grève en 1921 dans une verrerie locale), d'habitation en 1922 (Le foyer fougerais), d'ameublement et menuiserie en 1924 (Le Genêt d'or) et une coopérative de chaussures en 1928 (l'Abeille).

#### La Seconde Guerre mondiale
Le monument aux morts de Fougères porte les noms de 52 personnes mortes pour la France pendant la Seconde Guerre mondiale.
Le « groupe Gallais », un groupe de résistants fondé par René Gallais (guide et gardien du château de Fougères), qui avait adhéré à Ceux de la Libération, stockait des armes et aidait des personnes à passer en zone libre. À la suite d'une trahison, une cinquantaine de personnes furent arrêtées le 9 octobre 1941 et 14 membres du réseau Gallais furent déportés en Allemagne où 8 furent guillotinés à la prison Stadelheim de Munich : René Gallais, Jules Frémont, Jules Rochelle, François Lebosse, Raymond Loyzance, Antoine Pérez, Marcele Pitois, Louis Richer. D'autres membres du réseau moururent en Allemagne (Joseph Brindeau, mort d'épuisement à Augsbourg ; Louise Pitois au camp de concentration de Bergen-Belsen) ; seuls survécurent Andrée et Huguette Gallais ainsi que Marcel Le Bastard. Les membres du groupe René Gallais étaient considérés comme "NN" et ceux décédés en Allemagne sont morts pour la France. Ils avaient été dénoncés par « Alain Guerduel » (et son épouse dont le pseudonyme était « Marie Kerlivan »), pseudonyme d'un membre du Parti national breton né à Lézardrieux et qui fut instituteur dans une école privée de Guiscriff en 1939 ; ils sévirent d'abord à Saint-Malo en 1941 avant de s'installer à Fougères et d'infiltrer le réseau Gallais en disposant de faux papiers fabriqués par l' Abwehr qui leur permirent de prétendre être des membres de l' Intelligence Service. « Alain Guerduel », qui participa aussi le 7 juillet 1944 sous l'uniforme du Bezen Perrot à la destruction du maquis de Broualan, parvint à s'enfuir en Allemagne à la fin de la guerre et il y mena une nouvelle vie avec une autre identité.
Fougères a aussi eu d'autres collaborateurs notoires, par exemple André Collin, un adhérent du Parti national breton né en 1915, et Gérard Goavec, âgé de 17 ans en 1943, qui devinrent de redoutables agents du SD en 1943-1944 ; ils participèrent notamment à la destruction d'un maquis le 27 juillet 1944 à Saint-Marc-sur-Couesnon en compagnie d'hommes du Bezen Perrot et du groupe d'action du Parti populaire français.
La Libération fut marquée par les terribles bombardements américano-britanniques des 6 et 8 juin 1944, qui visaient à rendre la traversée de la ville impraticable pour les troupes allemandes : ce bombardement, qui visait principalement le quartier de la gare, tua 256 personnes (voir la plaque commémorative située square Marcel Ménager), en blessa deux fois plus, et détruisit la plupart des équipements publics et industriels. Sous les bombes, l'ancienne usine Cordier, la sous-préfecture, l'Œuvre Saint-Joseph, la gare, le lycée, etc. furent atteints autant que les logements ouvriers.

#### L'après Seconde Guerre mondiale
Treize soldats originaires de Fougères sont morts pour la France pendant la guerre d'Indochine et sept pendant la guerre d'Algérie.
Ville pionnière de l'industrie de la chaussure, la ville perd une partie de ses usines lors du choc pétrolier de 1973, puis les autres ferment successivement.
À partir des années 1970, l'industrie s'est diversifiée : agro-alimentaire, ameublement, mécanique, verre, électronique, informatique et robotique. Fougères organise également un important marché au bétail. À partir des années 2000, la ville s'ouvre plus largement au tourisme, grâce à une mise en valeur de son château médiéval et de ses quartiers historiques.

## Emblèmes

### Héraldique
| Blason | Blasonnement : D'or à la plante de fougère de trois pièces de sinople, arrachée de sable, au chef soudé d'argent chargé de trois mouchetures d'hermine de sable. |

La ville de Fougères étant depuis le 11 novembre 1948 titulaire de la Croix de guerre 1939-1945, cette décoration accompagne depuis la figuration de ses armes.

### Drapeau municipal

Drapeau de Fougères.

### Identité visuelle (logo)

Logo jusqu'en 2013.
Logo à partir de février 2013.

## Pays de Fougères

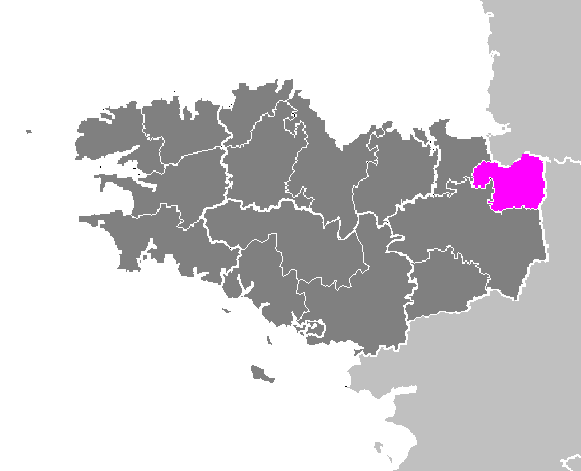
Pays de Fougères.

Situé au nord-est de l'Ille-et-Vilaine, le Pays de Fougères compte 83 000 habitants. Cette population ne cesse de croître et représente 11,77 % de la population du département qui regroupent 977 449 habitants et 7 pays. Le Pays regroupe 58 communes, réparties dans quatre communautés :
- Communauté de communes du canton d'Antrain ;
- Communauté de communes du Coglais ;
- Fougères Agglomération (comprenant l'ancienne Louvigné communauté) ;
- Communauté de communes du Pays de Saint-Aubin-du-Cormier.

## Patrimoine
Fougères est classée ville d'art et d'histoire depuis 1985. Elle abrite 24 monuments historiques et 87 bâtiments inventoriés.
Fougères bénéficie du label Tourisme et handicap depuis juillet 2011.

### Patrimoine militaire

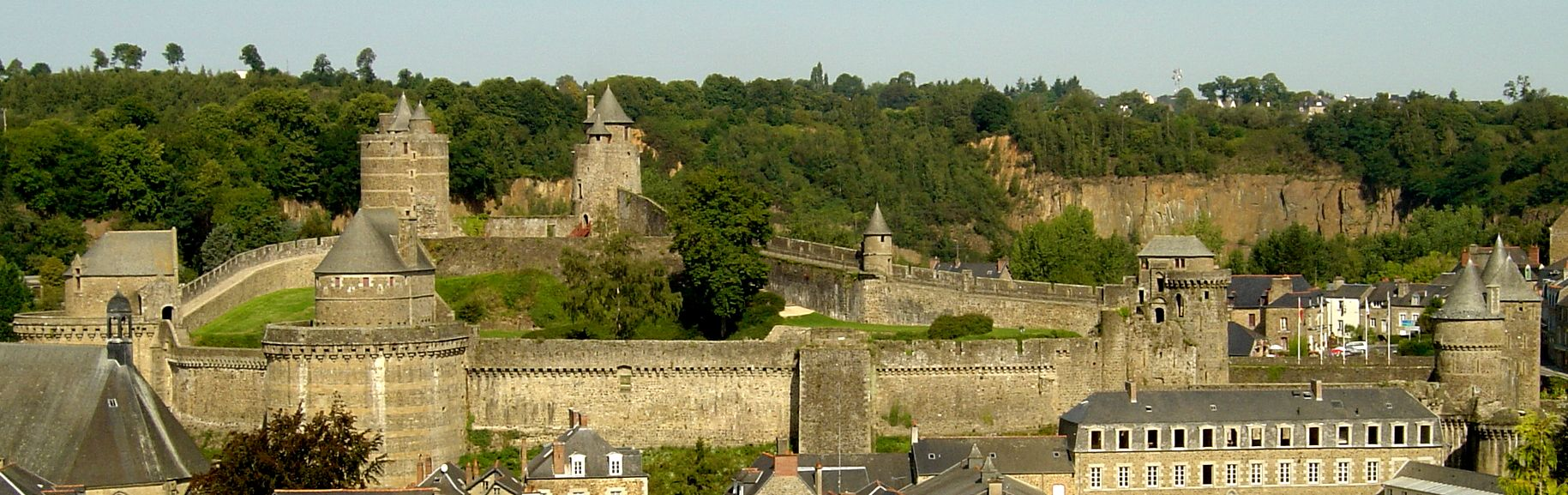
Vue générale du château.

- Le château : il occupe une superficie de deux hectares. Il est constitué de trois enceintes en bon état de conservation, construites avec les matériaux locaux : la cornéenne, assemblée en moellons irréguliers en raison de la taille difficile de cette pierre ; le granite de Louvigné utilisé en ornementation (courtines et tours construites en assises régulières de moellons de cornéenne et de granite calibré, renforcement des archères)[67]. Si le logis seigneurial est en ruine, les treize tours sont quant à elles, encore debout. Certaines sont visitables, comme la tour du Hallay, la tour de la Haye (XIIe siècle), la tour Raoul (XVe siècle), ou la tour Mélusine. À l'entrée, on trouve un triple moulin à eau. L'accès à la courtine ouest permet d'observer la ville haute (48° 21′ 13″ N, 1° 12′ 34″ O).

Le château, ainsi que ses abords, a été classé monument historique par liste de 1862, par arrêté du 4 juillet 1928 et par arrêté du 26 février 1953.
Un timbre postal représentant le château a été émis le 18 janvier 1960.

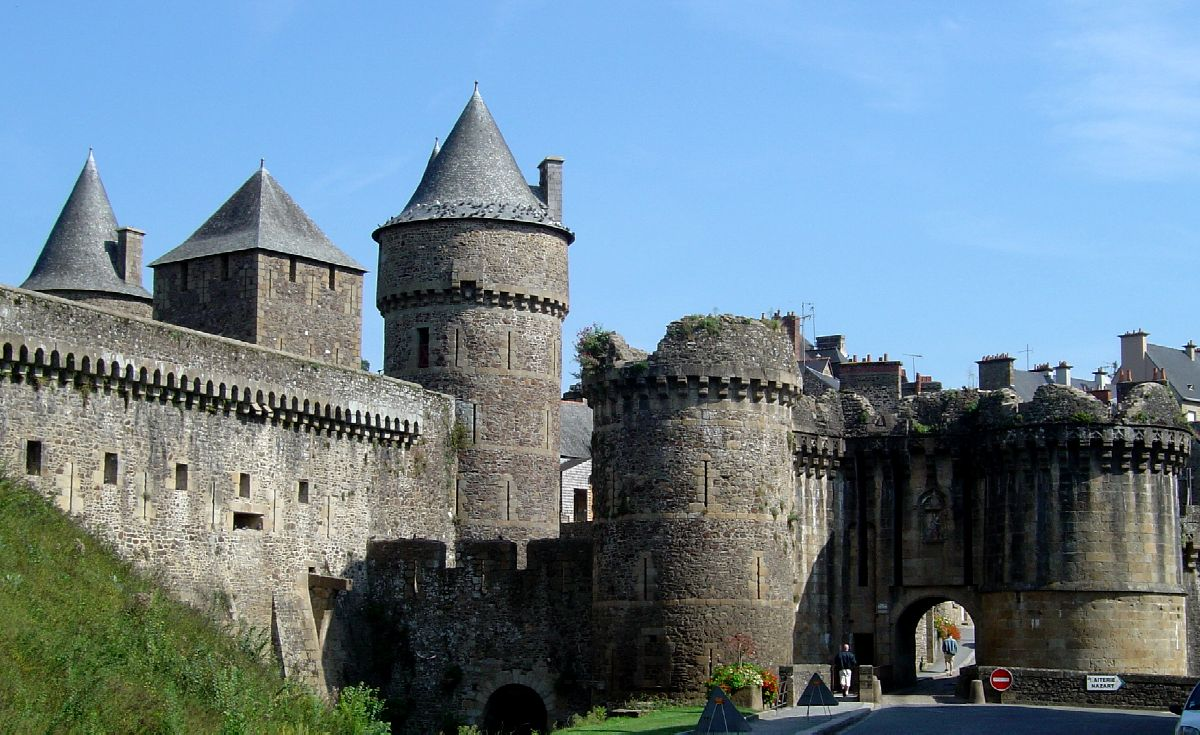
Porte Notre-Dame à l'ouest de la ville.

- La porte Notre-Dame : dotée d'un double pont-levis, cette porte du XVe siècle[69] présente de nombreuses défenses, en particulier des douves, des meurtrières et des mâchicoulis. Ornée d'une Vierge protectrice tournée vers l'extérieur, c'est la seule des quatre portes fortifiées de la ville qui subsiste de nos jours. La porte Notre-Dame a été classée monument historique par liste en 1862 comme faisant partie intégrante du château de Fougères[68].
- La tour Desnos.
- La tour du Four.
- La tour Montfromery.
- La tour Nichot.
- La tour du Papegaud, lieu où se dénoue l'intrigue du roman Les Chouans de Balzac.
- La tour du Ravelin.
- La tour Saint-Nicolas.

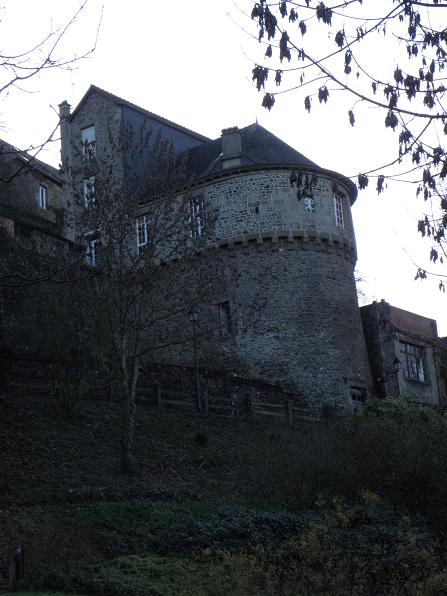
La tour Desnos.
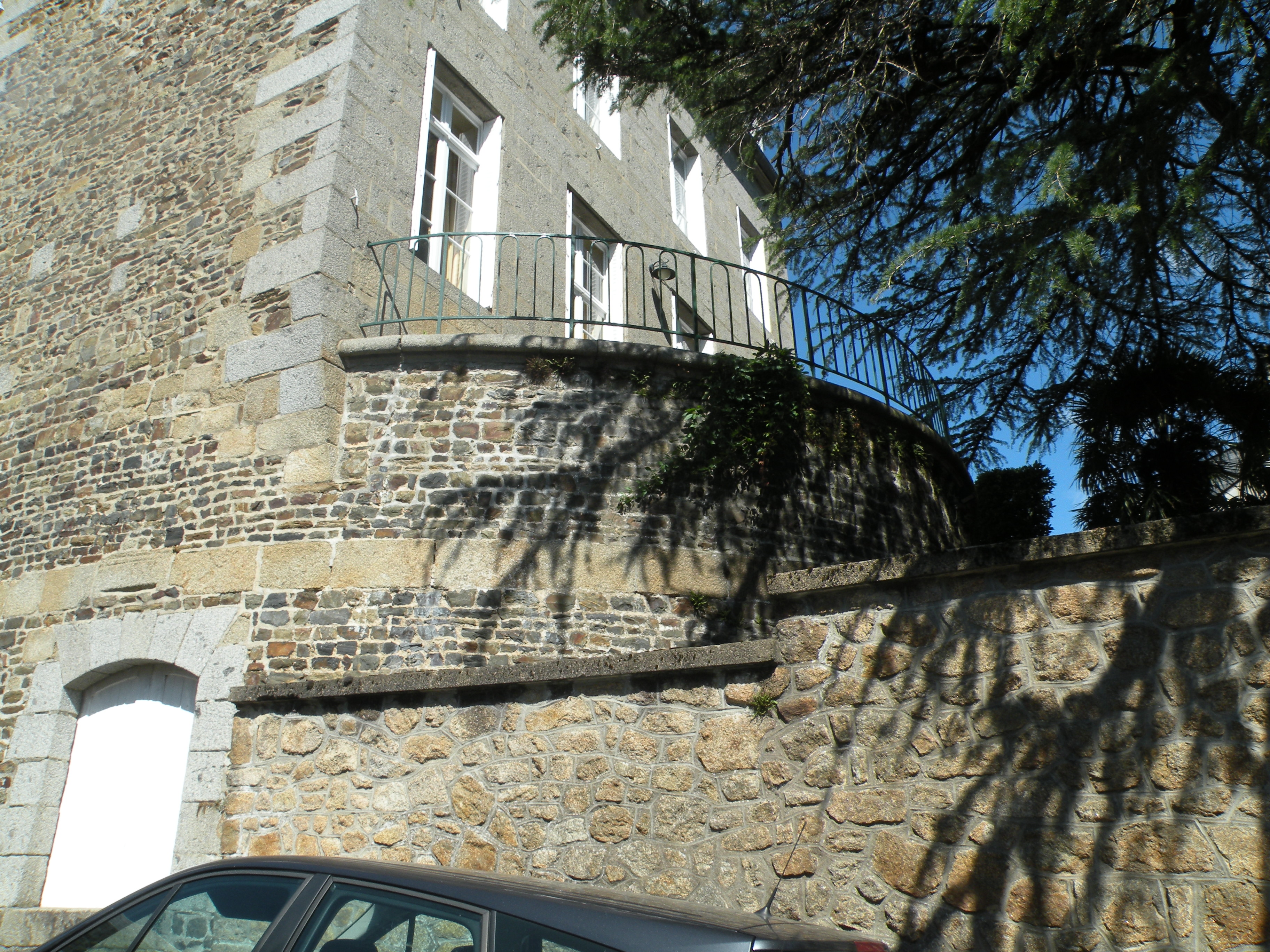
La tour du Four.
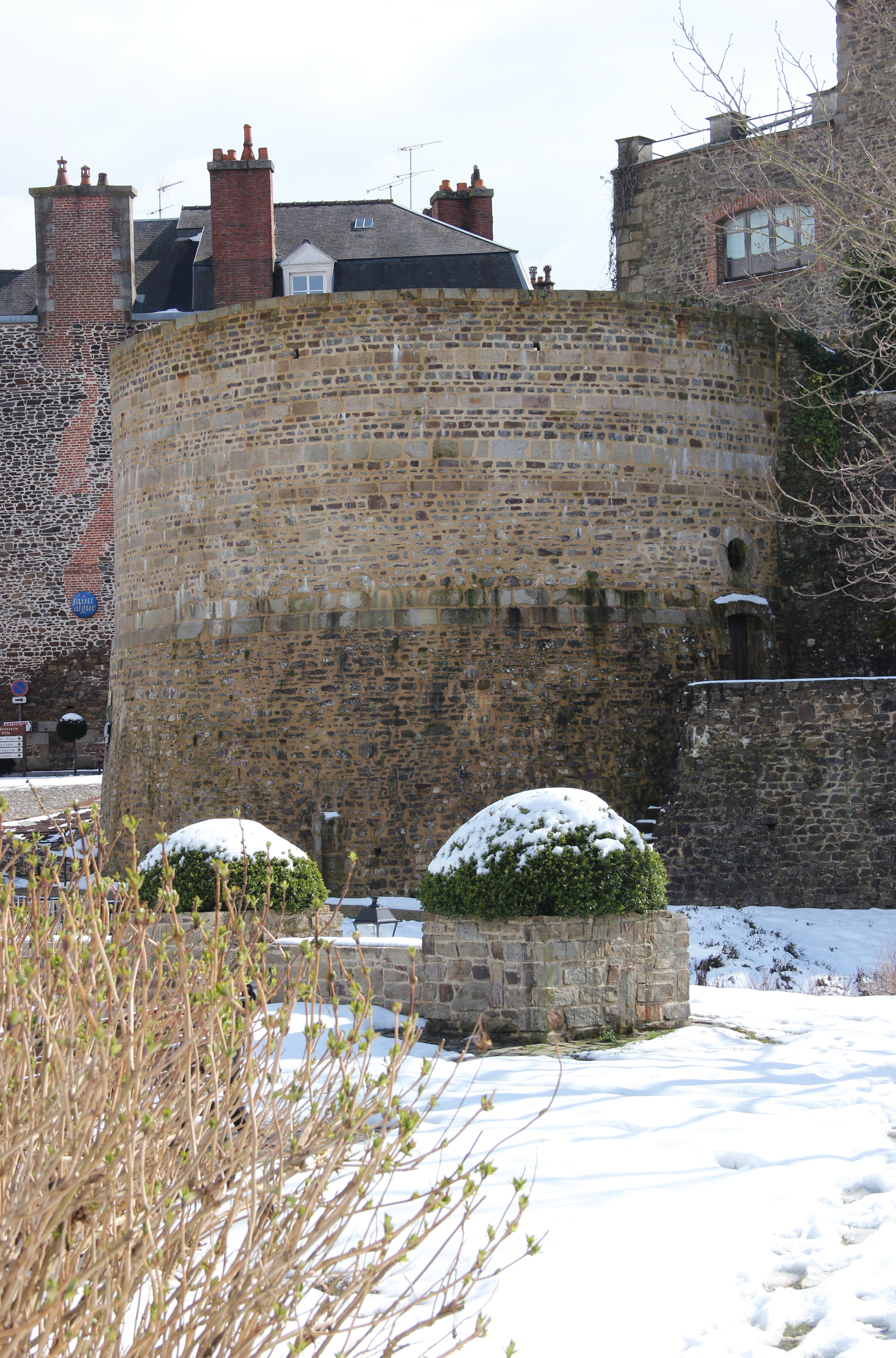
La tour Montfromery.
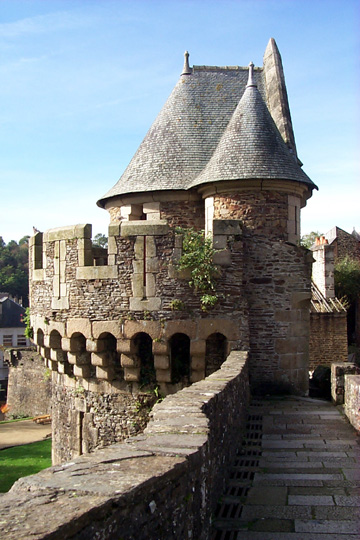
La tour Nichot.
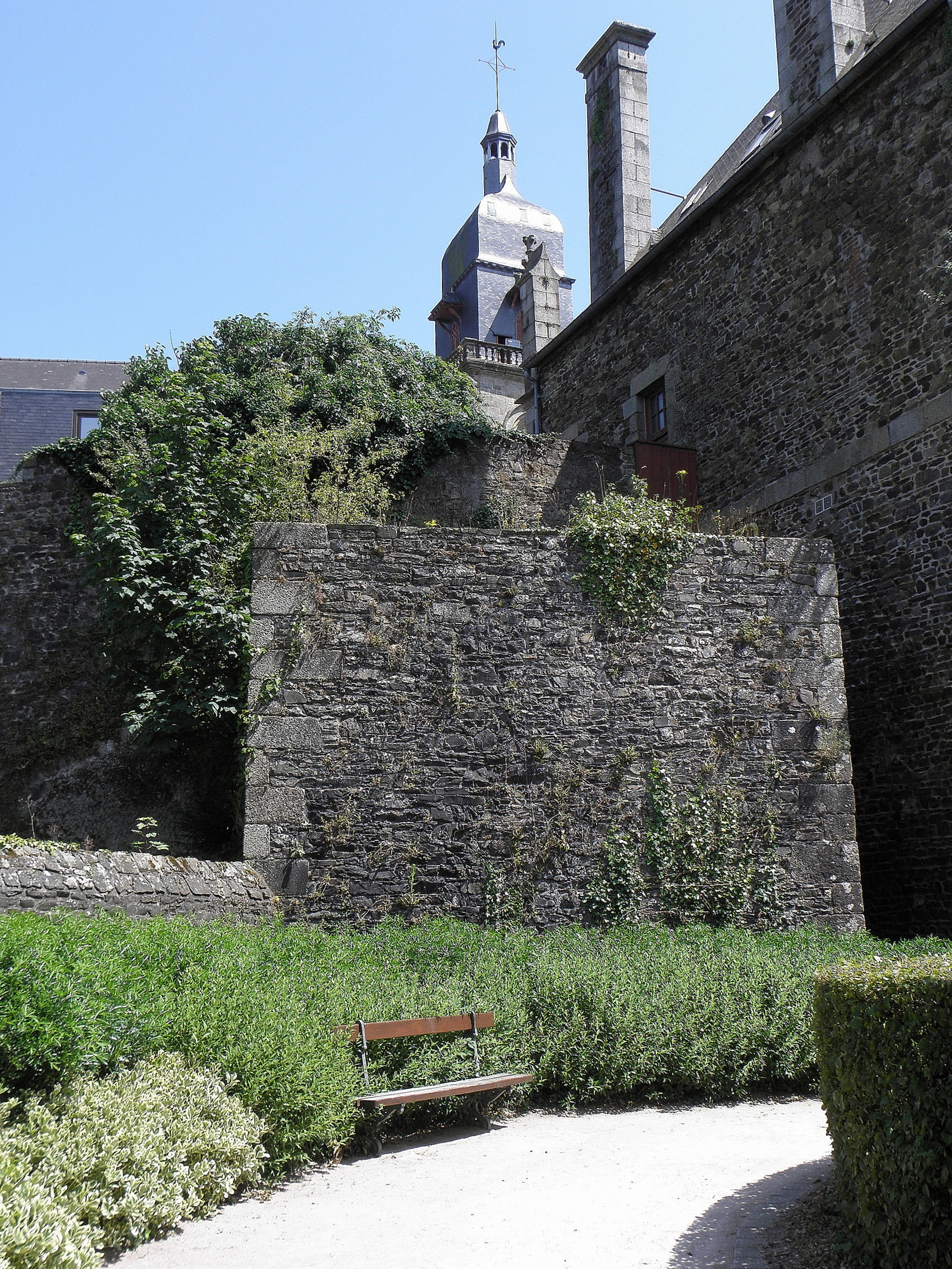
La tour du Papegaud.
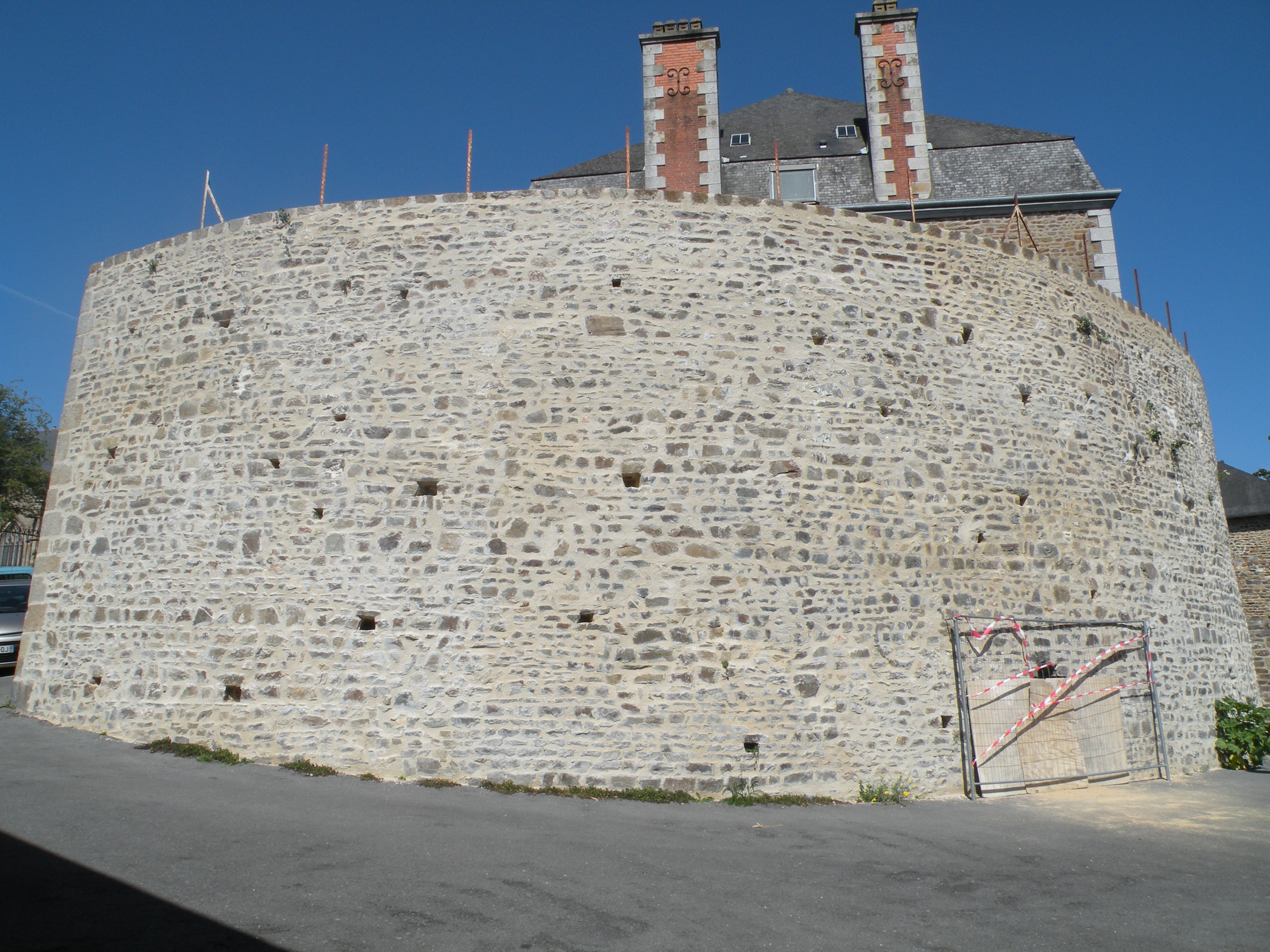
La tour du Ravelin.
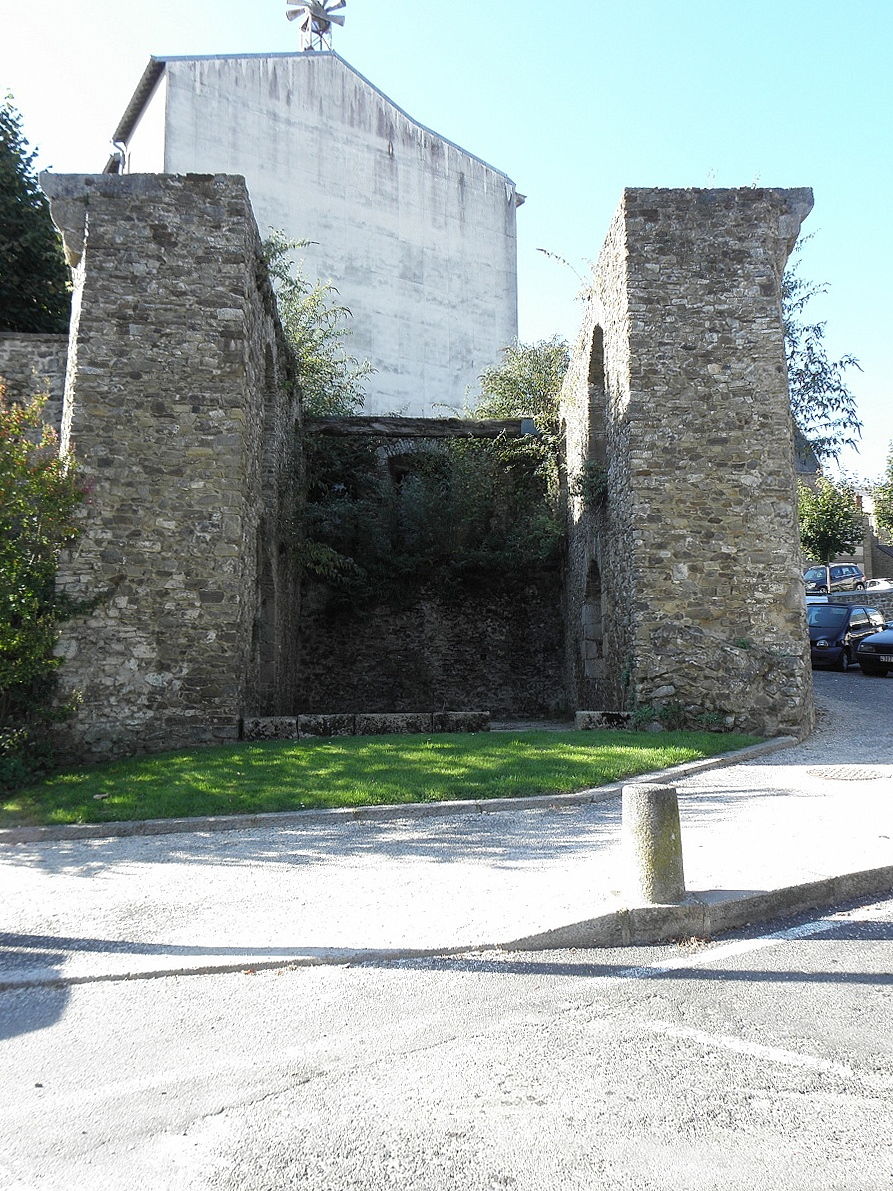
La tour Saint-Nicolas.

### Patrimoine civil

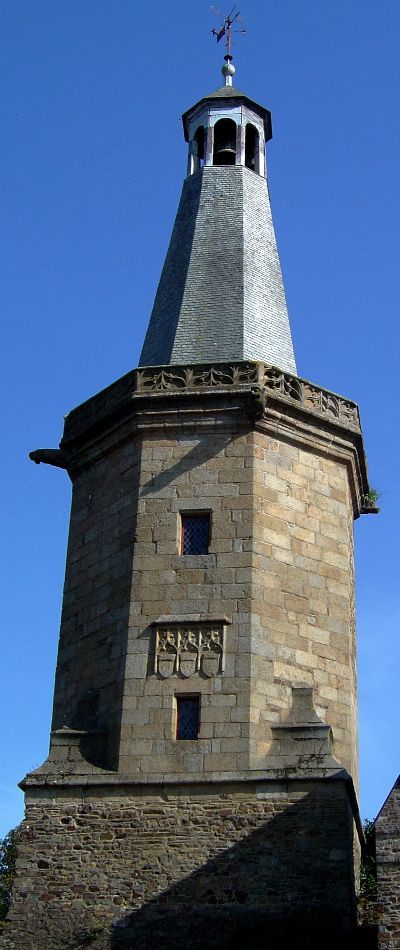
Le beffroi.

- Le beffroi : premier à être construit en Bretagne, en 1397, il symbolise le dynamisme d'une société artisanale civile en quête d'indépendance. Son architecture s'inspire des modèles flamands que les drapiers de Fougères ont découverts lors de leurs voyages en Flandres. Sur la cloche est gravée l'inscription : « En 1397 les bourges de Fougères me firent et m'appellent Roland Chapelle ». Le beffroi a été classé monument historique par arrêté du 1er septembre 1922[70].
- La cristallerie construite en 1922, par l'architecte Hyacinthe Perrin, restaurée, abrite aujourd'hui des bâtiments administratifs
- L'hôtel de la Belinaye, édifié en 1740, est la maison natale du marquis Armand Tuffin de La Rouërie. Il accueille désormais le tribunal de la ville. Sa façade sur jardin a été inscrite par arrêté du 3 février 1928[71].
- Hôtel Danjou de la Garenne
- Hôtel Gefflot de Marigny
- Hôtel de Saint-Brice
- L'hôtel de ville : construit au XVe siècle, il a été inscrit par arrêté du 14 octobre 1926[72].
- Le musée Emmanuel-de-la-Villéon : il est abrité dans une maison à porche construite au XVIe siècle, située à proximité de l'église Saint-Léonard, laquelle a été inscrite par arrêté du 13 mai 1929[73]
- Le théâtre municipal Victor-Hugo, l'un des derniers théâtres à l'italienne[réf. nécessaire], construit en 1888 par Jean-Marie Laloy, a été inscrit par arrêté du 1er juin 1988 ; sa façade a été classée par arrêté du 1er mars 1990[74].

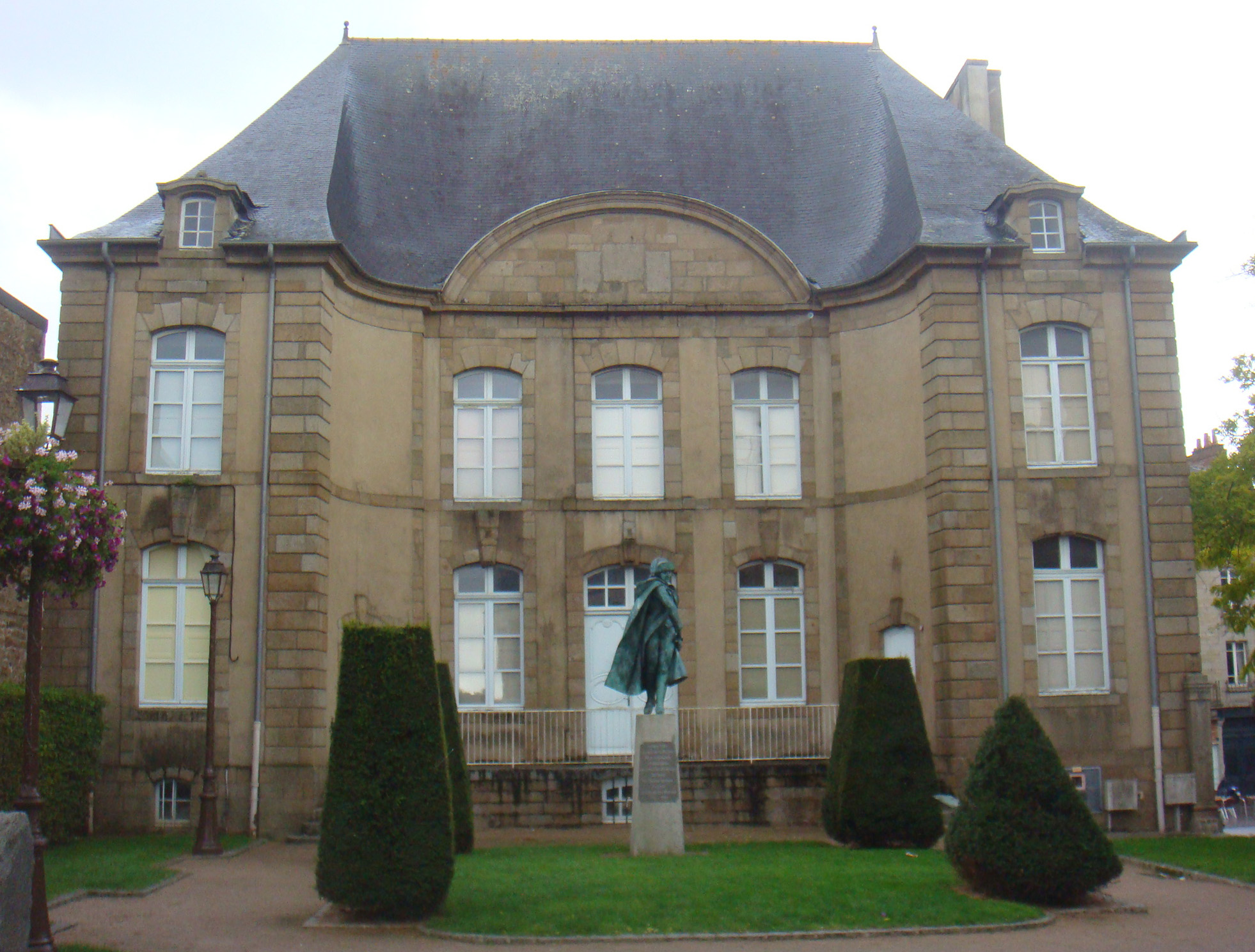
Hôtel de la Belinaye.
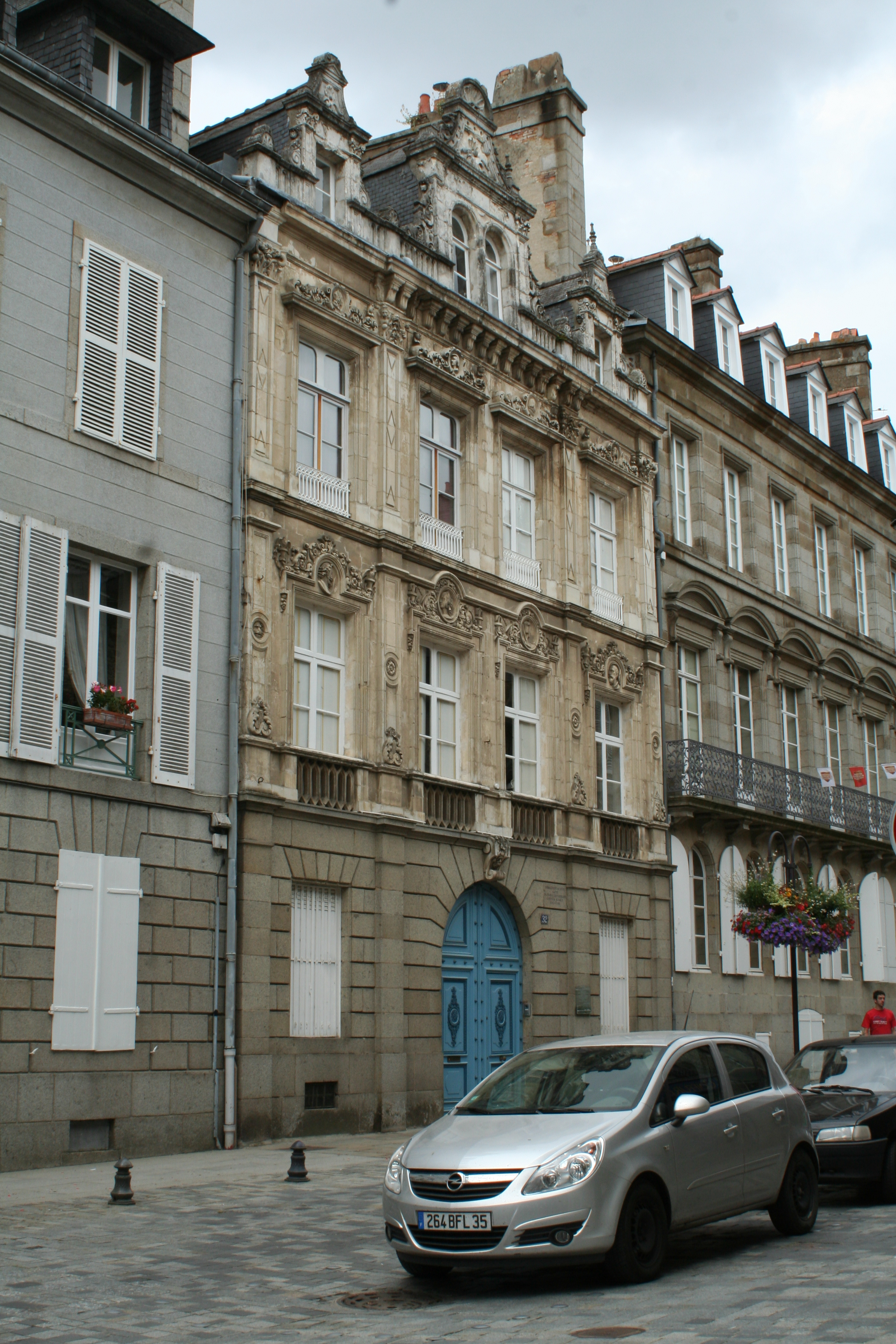
Hôtel Danjou de la Garenne.
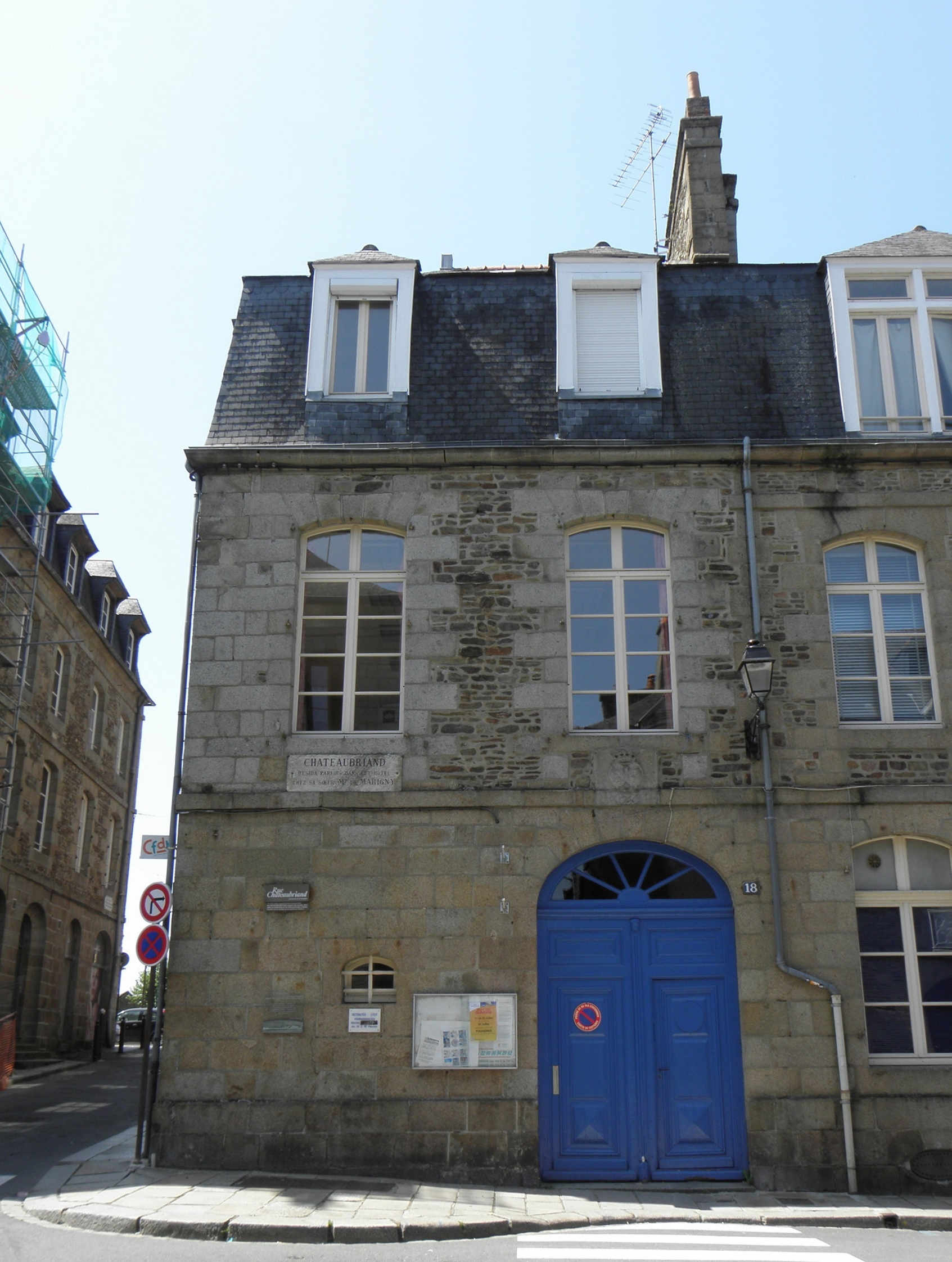
Hôtel Gefflot de Marigny.
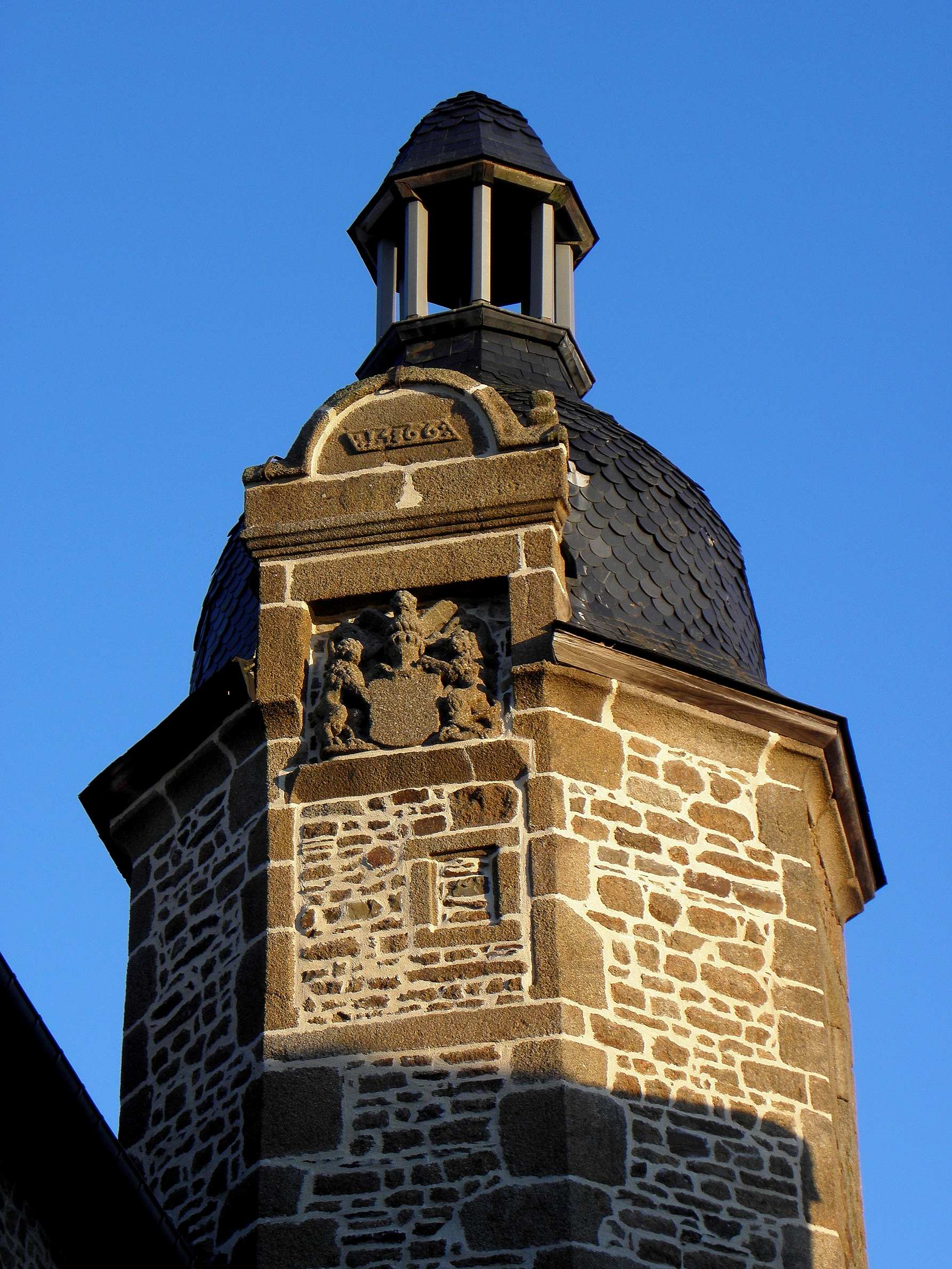
Hôtel de Saint-Brice.
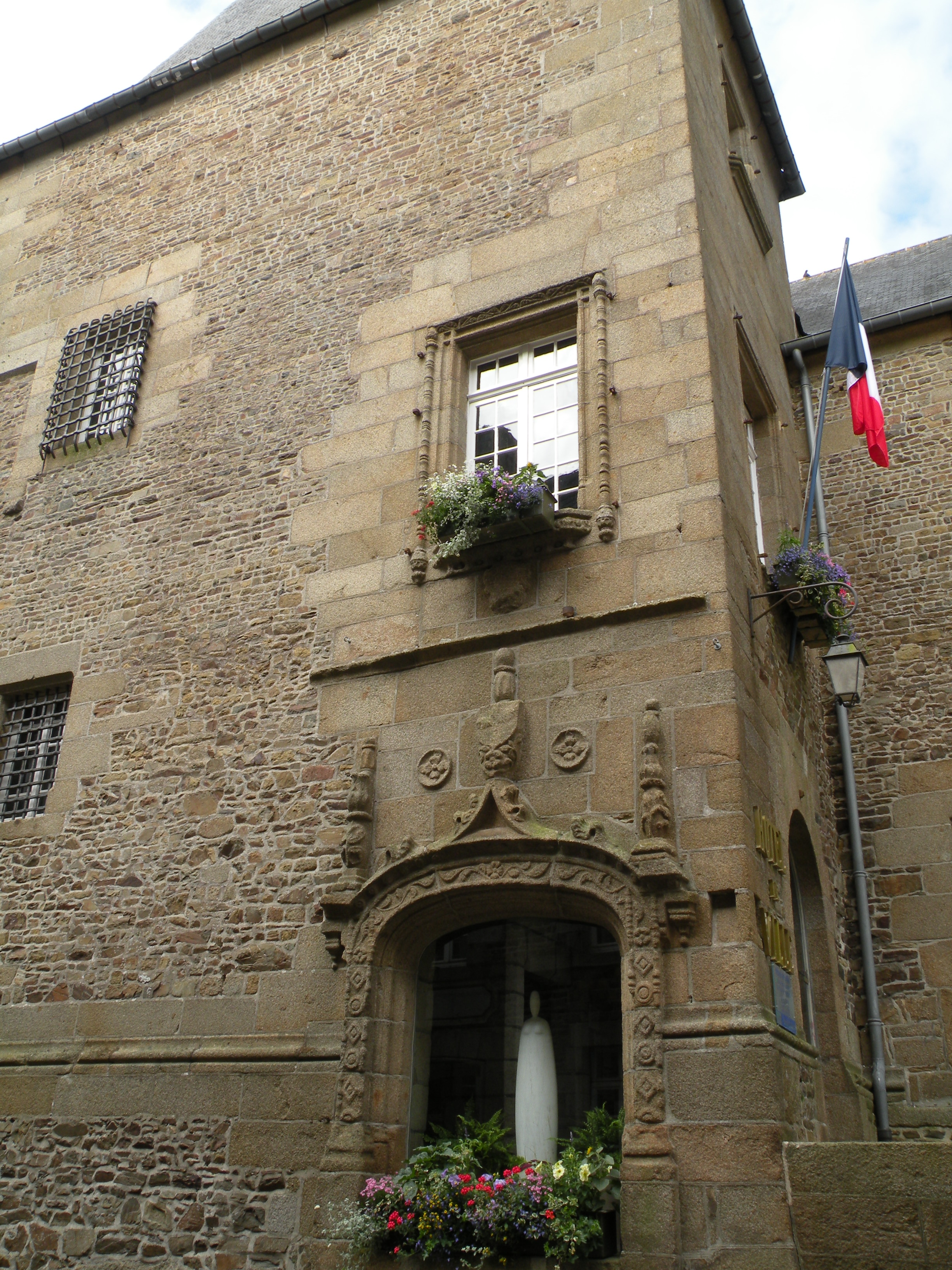
Façade de l'hôtel de ville.
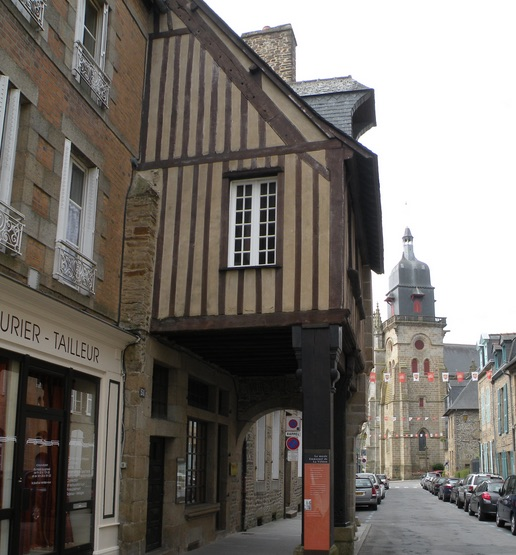
Le musée Emmanuel-de-la-Villéon.
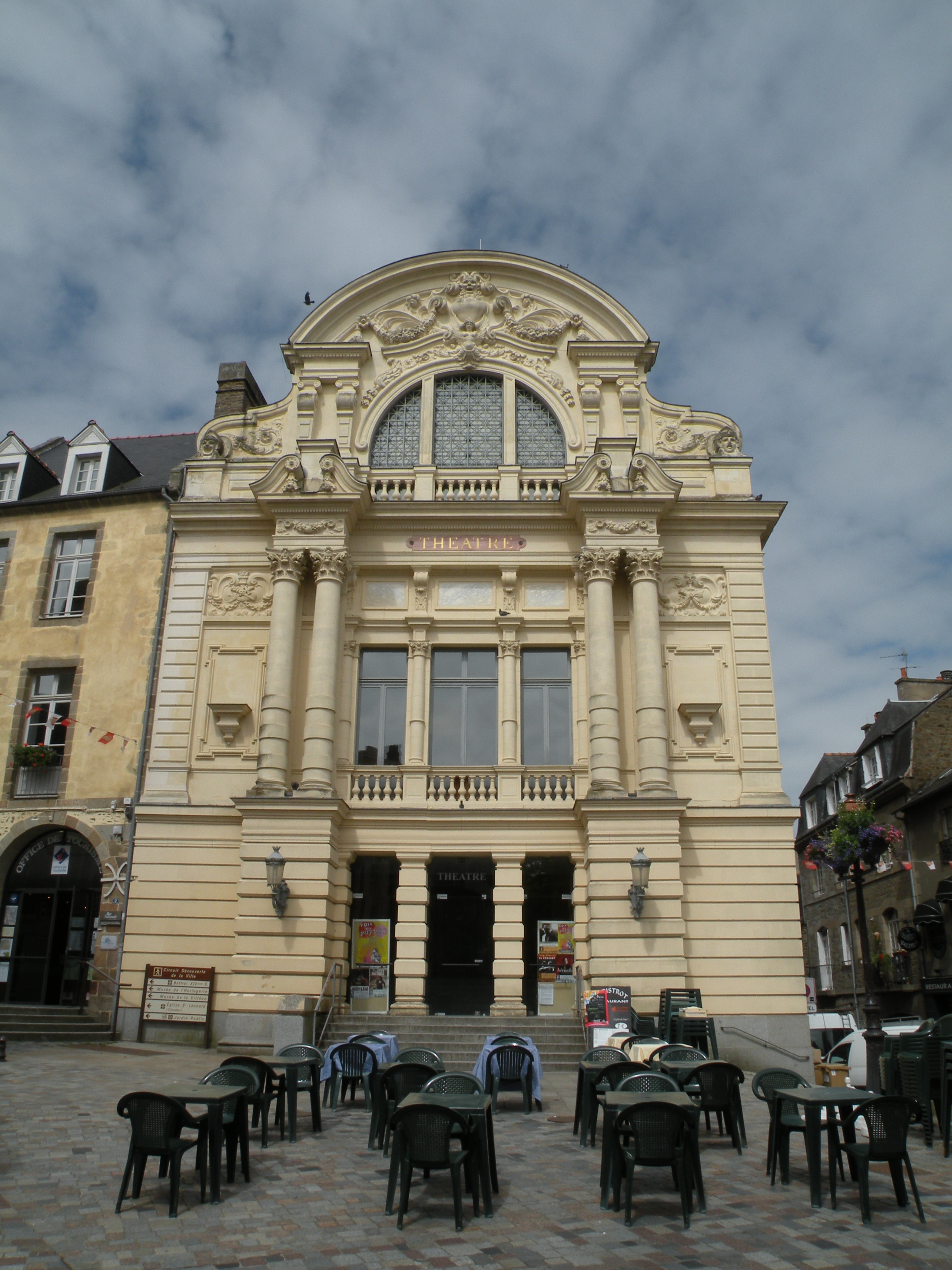
Façade du théâtre municipal.

### Patrimoine religieux

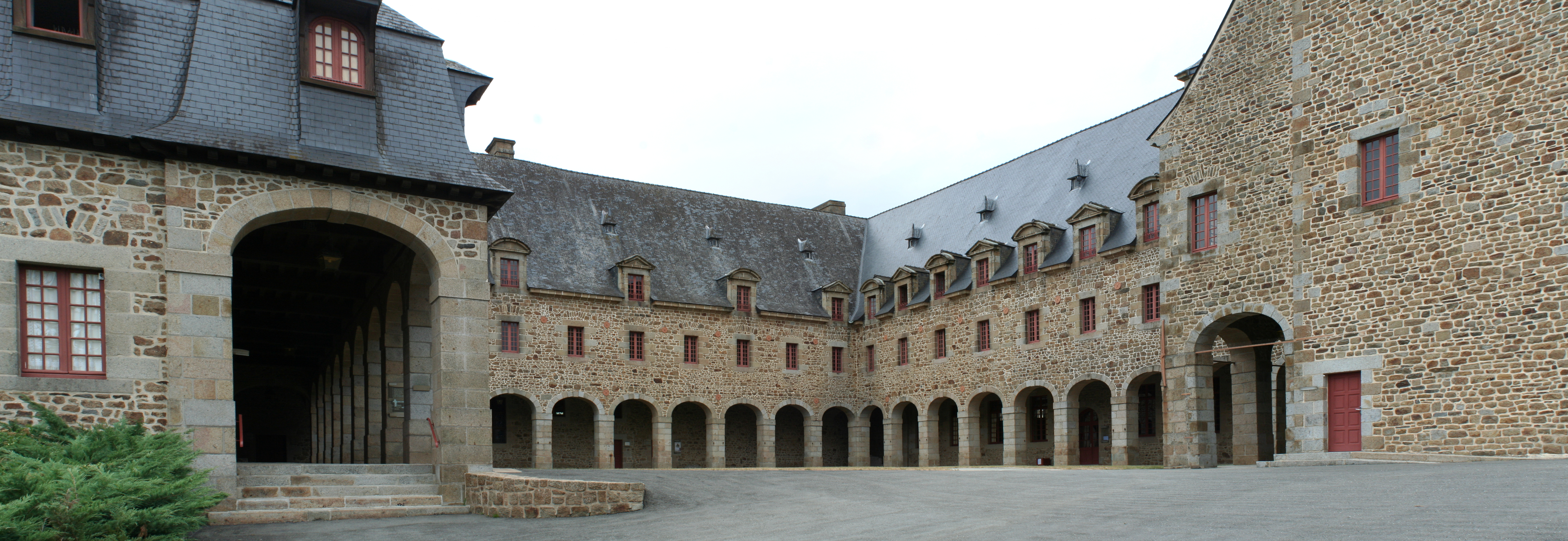
Couvent des clarisses urbanistes de Fougères.

- Abbaye Saint-Pierre de Rillé. C'était à l'origine une collégiale de chanoines réguliers augustiniens. Elle fut fondée en 1143 et devint au XVIIe siècle l'abbaye Sainte-Geneviève. Elle fut reconstruite une première fois entre 1724 et 1750, et de nouveau au XIXe siècle. De l'ancien édifice, visible dans sa totalité sur le plan de 1756, il ne reste plus que la tour d'escalier coiffée d'un toit à l'impérial.
- L'ancien couvent des clarisses urbanistes, construit en 1680 et détruit en partie par un incendie en 1794, héberge désormais un centre culturel après avoir été utilisé comme prison puis comme caserne. Il a été inscrit par arrêté du 15 juillet 1965[75].
- Chapelle Notre-Dame-de-Bon-Secours[76]
- Chapelle Saint-Joseph[77]
- Chapelle Saint-Pierre d'Iné, reconstruite en 1787 avec les matériaux de l'ancienne chapelle, elle possède une fresque représentant plusieurs personnages autour d'un autel avec le dauphin François (fils de François Ier) recevant la couronne ducale des mains de l'évêque de Rennes.  Classé MH (1972).
- Chapelle Saint-Yves
- Église Notre-Dame de Bonabry : l'édifice est dû au travail de l'architecte Mellet de Rennes. Les travaux commencèrent le 3 juin 1891 et s'achevèrent par une bénédiction de l'Archevêque de Rennes, Mgr Gonindard le 13 juin 1893[78]. De style néo-romano-byzantin, la façade de l'église est inspirée de Notre-Dame-La-Grande de Poitiers[79]. Le chœur a été reconstruit après les bombardements de 1944. Ses chapiteaux ont été exécutés en 1962 par Eugène Aulnette, sculpteur au Sel de Bretagne[80].
- Église Saint-Léonard : inscrite monument historique par arrêté du 15 mars 1949[81], elle est située tout en haut de la ville haute et offre un panorama sur l'agglomération.
- Église Sainte-Madeleine[82]
- Église Saint-Sulpice : classée monument historique par arrêté du 26 septembre 1910[83], elle abrite deux remarquables retables monumentaux. Sculptés dans le granite, leurs décors datent de la fin du Moyen Âge. Le retable de Notre-Dame-des-Marais relève du style gothique flamboyant tandis que celui des Tanneurs se pare déjà de motifs de la renaissance.

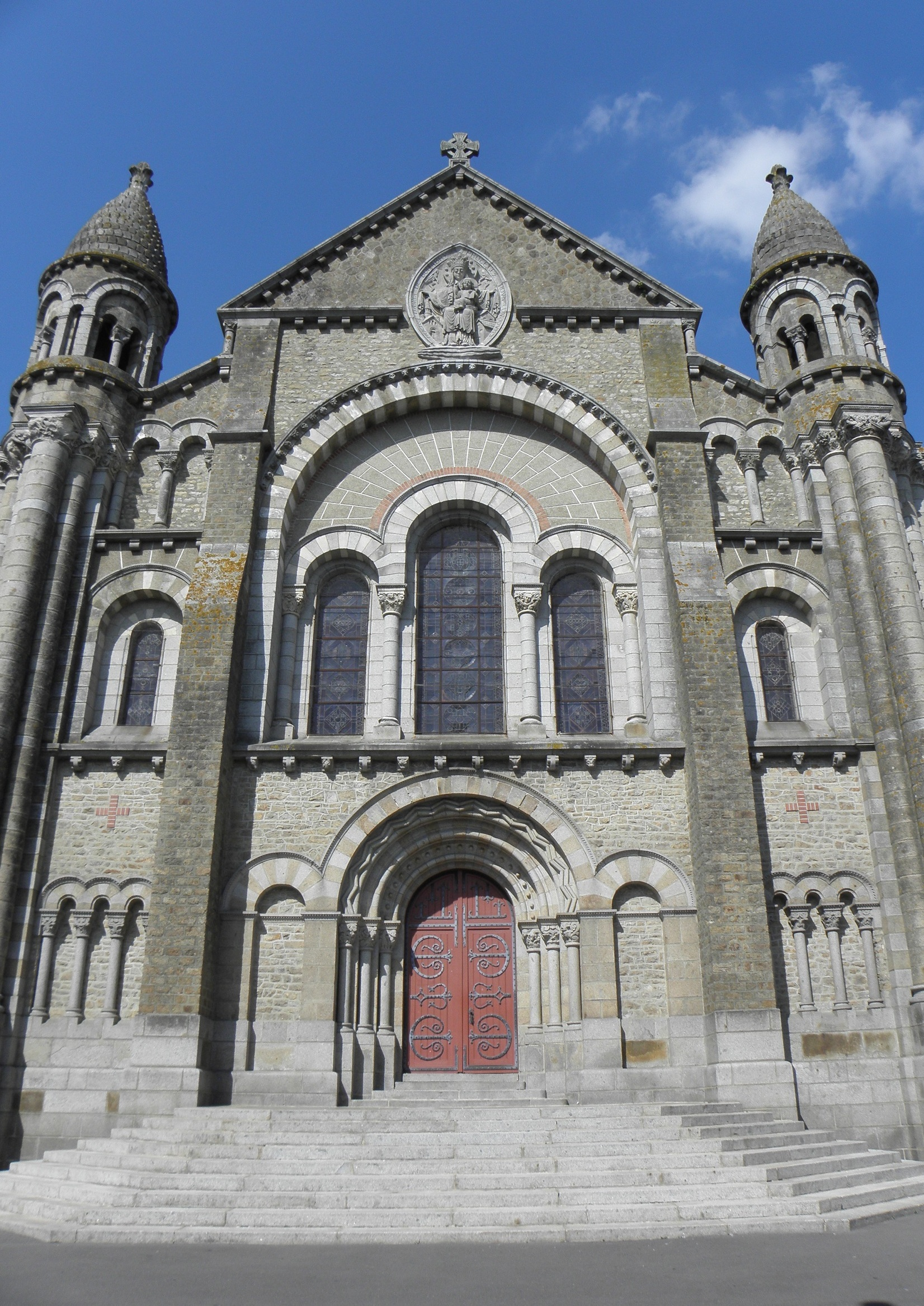
L'église Notre-Dame de Bonabry.
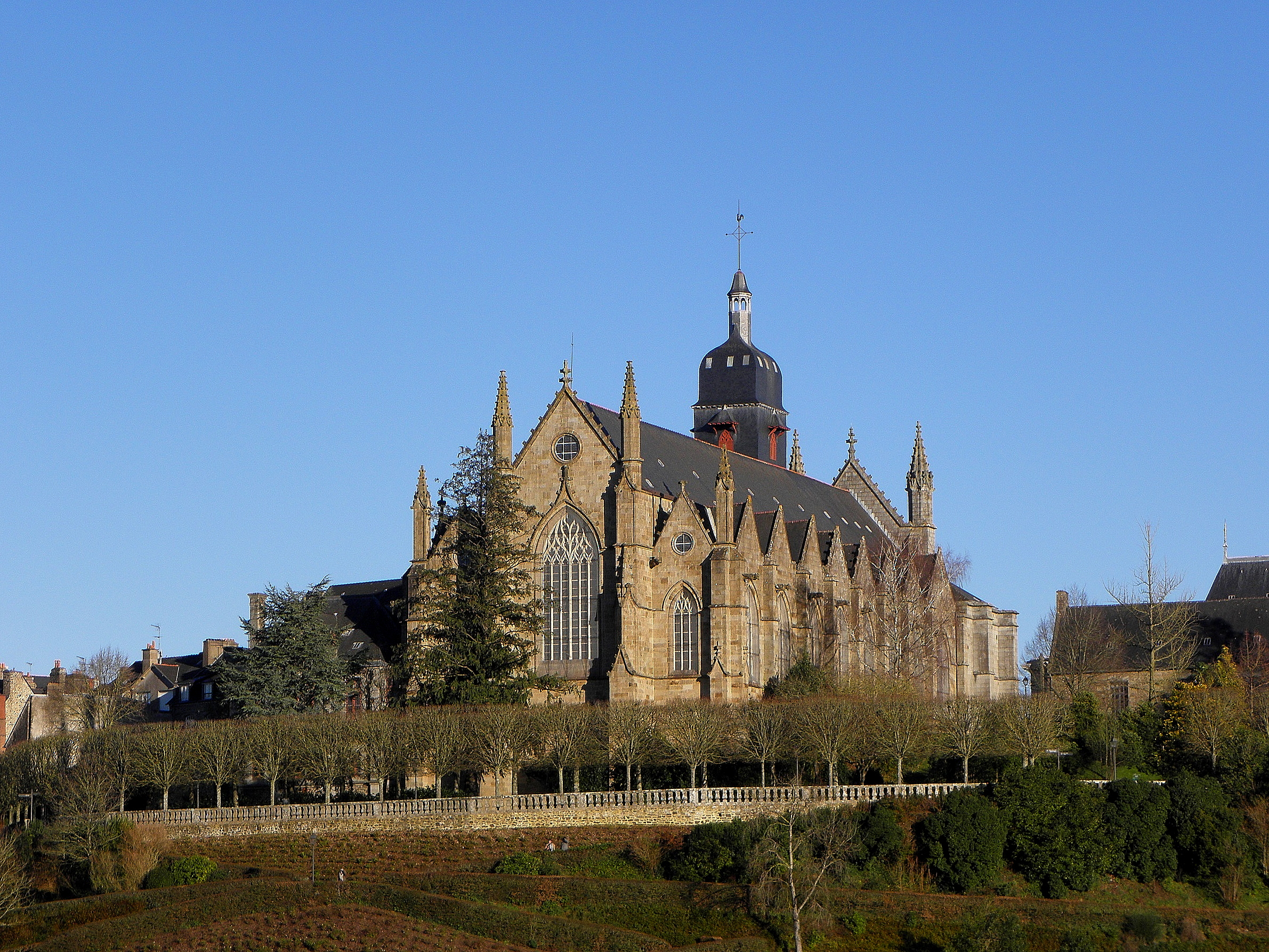
L'église Saint-Léonard.
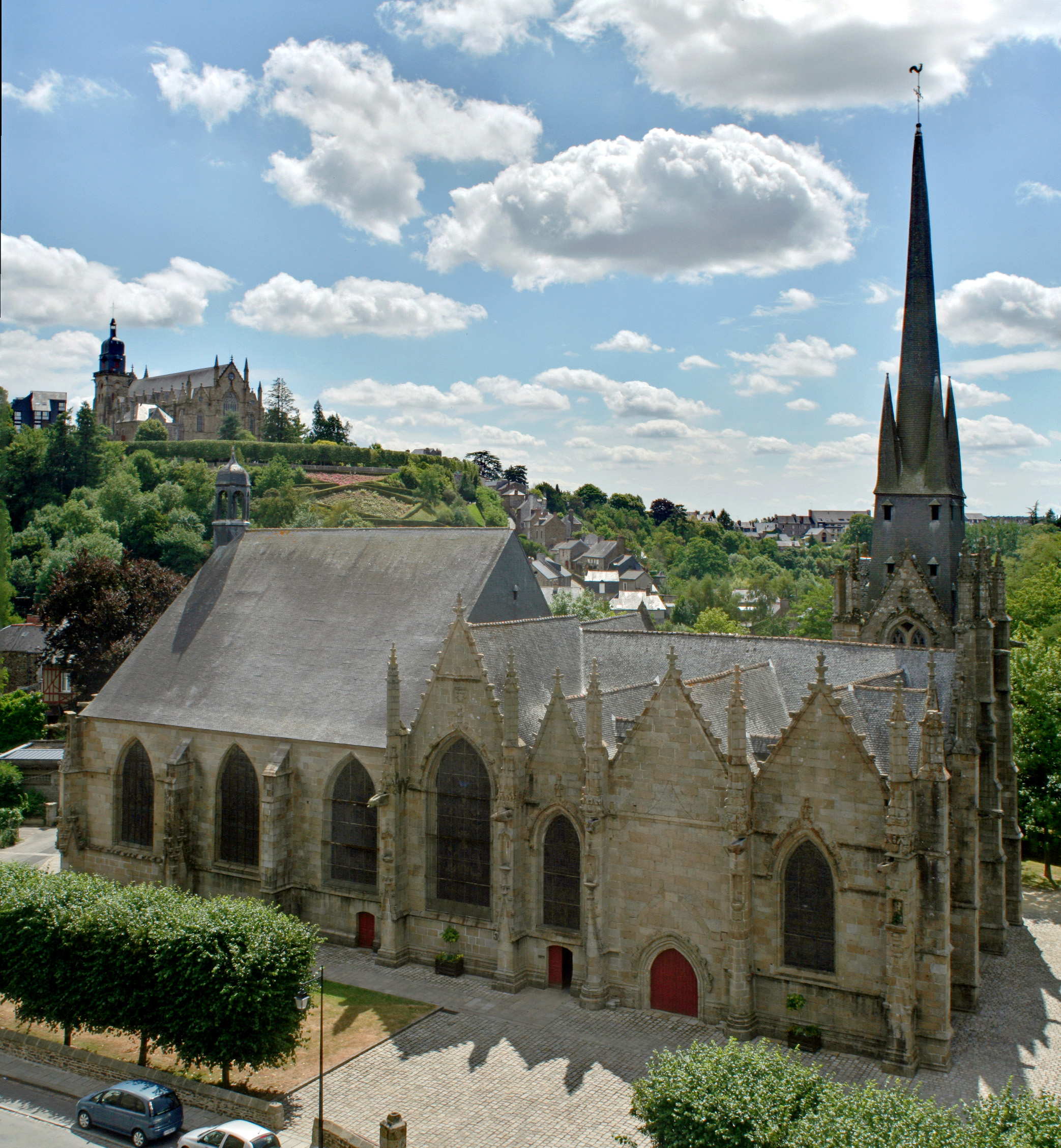
L'église Saint-Sulpice.

## Politique et administration

### Liste des maires
Depuis la Libération, six maires se sont succédé à la tête de la commune :
| Période         | Période                    | Identité          | Étiquette    | Qualité |
| --------------- | -------------------------- | ----------------- | ------------ | --- |
| 19 octobre 1944 | 26 octobre 1947            | Henri Rebuffé     | Rad.         | Directeur de La Chronique de Fougères Président de la délégation spéciale |
| 26 octobre 1947 | 21 mars 1965               | Hippolyte Réhault | MRP          | Industriel de la chaussure Conseiller de la République d'Ille-et-Vilaine (1946 → 1948) |
| 21 mars 1965    | 21 mars 1971               | Jean Madelain     | CD puis CDS  | Directeur d'usine Sénateur d'Ille-et-Vilaine (1980 → 1998) Conseiller général de Fougères-Nord (1964 → 1988) Président du District urbain de Fougères (1967 → 1971) |
| 21 mars 1971    | 13 mars 1983               | Michel Cointat    | UDR puis RPR | Ingénieur agronome, ministre Député de la 5e circonscription d'Ille-et-Vilaine (1967 → 1986) Député d'Ille-et-Vilaine (1986 → 1988, élu au scrutin proportionnel) Député de la 6e circonscription d'Ille-et-Vilaine (1988 → 1993) Président du District urbain de Fougères (1971 → 1983) |
| 13 mars 1983    | 29 juin 2007 (démission)   | Jacques Faucheux  | PS           | Travailleur social Conseiller régional de Bretagne (1986 → 2004) |
| 29 juin 2007    | En cours (au 24 juin 2024) | Louis Feuvrier    | DVG puis DVC | Ingénieur EDF retraité Conseiller général de Fougères-Nord (1994 → 2015) Vice-président du conseil général d'Ille-et-Vilaine (2004 → 2015) Président du District puis de Fougères communauté (1983 → 2014) Réélu pour le mandat 2020-2026                                                |

### Politique de développement durable
La ville a engagé une politique de développement durable en lançant une démarche d'Agenda 21 en 2005.

### Jumelages
| Ville | Ville            | Pays | Pays         | Période             |
| ----- | ---------------- | ---- | ------------ | ------------------- |
|       | Ashford          |      | Royaume-Uni  | depuis mai 1984     |
|       | Bad Münstereifel |      | Allemagne    | depuis juillet 1967 |
|       | Ouargaye         |      | Burkina Faso | depuis 2000         |
|       | Somoto           |      | Nicaragua    | depuis 1986         |

La commune est jumelée avec la ville allemande de Bad Münstereifel (Rhénanie-du-Nord-Westphalie) depuis 1967 et avec la ville anglaise d'Ashford, dans le comté du Kent, depuis 1984.
Ces deux villes sont également jumelées entre elles depuis 1964.
Par ailleurs, Fougères est engagée dans des jumelages de coopération avec Somoto (Nicaragua), dans le cadre d'une coopération décentralisée, depuis 1986 et avec Ouargaye (Burkina Faso) depuis 2000.

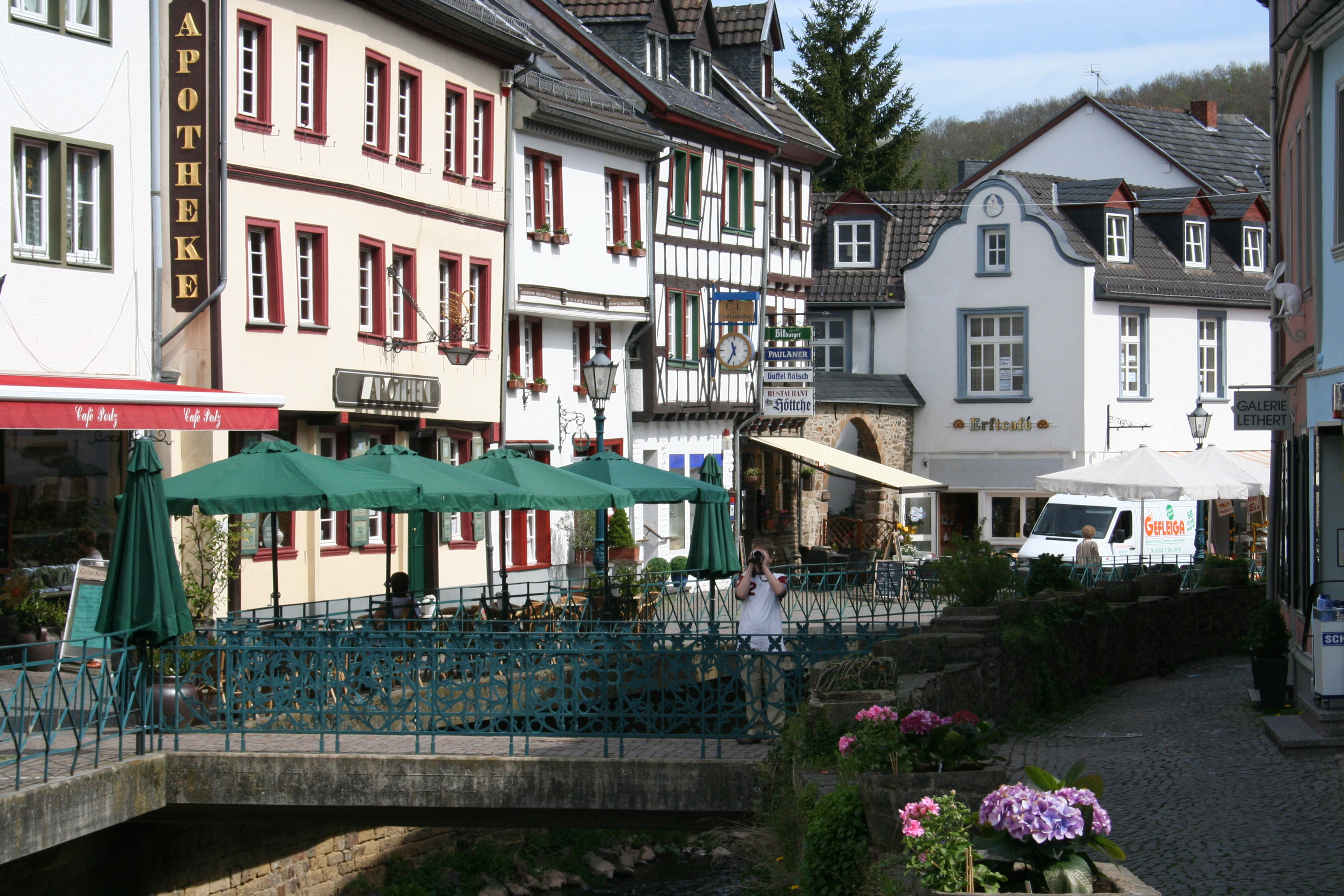
Bad Munstereifel
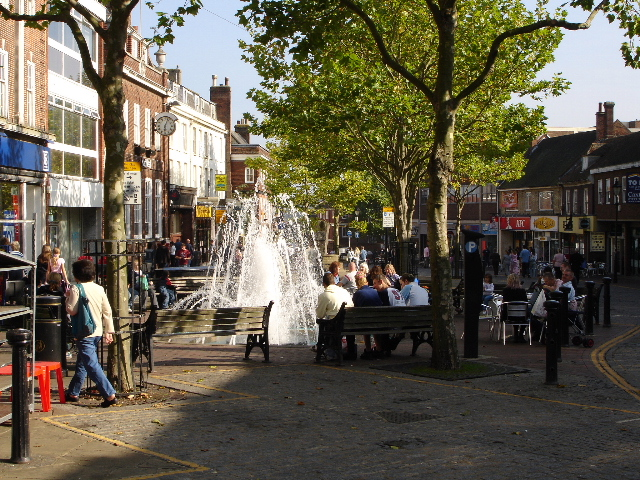
Ashford
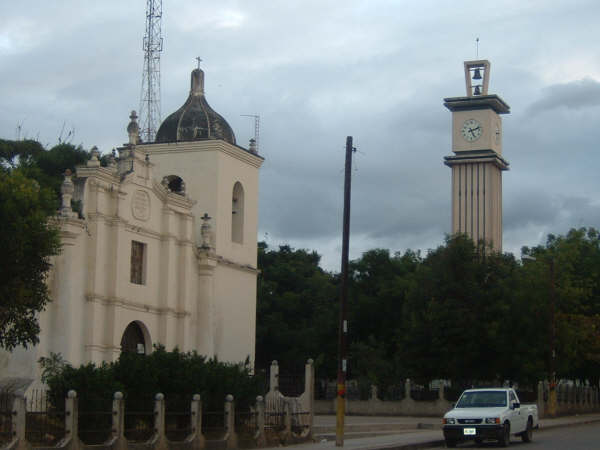
Église de Somoto

## Démographie
Fougères est une ville industrielle et son évolution démographique typique le montre très bien.
Dans les années 1850, la ville bretonne « s'oriente dans la fabrication de chaussures en cuir pour résoudre une crise dans l'industrie du chausson ». Le succès est au rendez-vous (usine Cordier par exemple) et Fougères voit sa population augmenter de 124 % et passe de 9 344 habitants en 1856 à 20 952 en 1901, soit un gain de population, en moins de 50 ans, de 11 608 personnes (soit plus que la population de Vitré). Au début du XXe siècle, Fougères devient la capitale de la chaussure féminine : « […] plus de 12 000 ouvriers y sont répartis dans 40 usines. En 1946, on y fabrique 10,7 % de la production française pour les usages de ville et fantaisie et 7 % des chaussures de travail » (Jérôme Cucarull). La crise des années 1930 met en difficulté de qu'il faut bien appeler un district industriel, (Florent Le Bot). La fermeture en masse de PME et la concentration de l'emploi dans quelques entreprises (principalement Réhault, JB Martin, Morel et Gâté) offrent un second souffle à l'industrie fougeraise (4 500 salariés en 1966). Le ralentissement de la croissance durant la seconde moitié des années 1960, puis le choc pétrolier de 1973, provoquent une hécatombe dans le secteur de la chaussure, en particulier en février-mars 1976, avec la fermeture de trois entreprises (Réhault, Morel et Gâté, Maunoir) et le licenciement de 1 140 salariés. Depuis 2008 et la fermeture de Hasley, seule la société JB Martin maintient la tradition de la chaussure fougeraise (F. Le Bot, Laurence Héry). La population reprend une dynamique de croissance positive dans les années 2010, repassant au-dessus des 20 000 habitants.

L'évolution du nombre d'habitants est connue à travers les recensements de la population effectués dans la commune depuis 1793. Pour les communes de plus de 10 000 habitants les recensements ont lieu chaque année à la suite d'une enquête par sondage auprès d'un échantillon d'adresses représentant 8 % de leurs logements, contrairement aux autres communes qui ont un recensement réel tous les cinq ans,.

En 2022, la commune comptait 20 602 habitants, en évolution de +2,02 % par rapport à 2016 (Ille-et-Vilaine : +5,46 %, France hors Mayotte : +2,11 %).
| 1793  | 1800  | 1806  | 1821  | 1831  | 1836  | 1841  | 1846  | 1851  |
| ----- | ----- | ----- | ----- | ----- | ----- | ----- | ----- | ----- |
| 7 177 | 7 297 | 7 443 | 7 600 | 7 677 | 9 384 | 9 182 | 9 931 | 9 083 |

| 1856  | 1861  | 1866  | 1872   | 1876   | 1881   | 1886   | 1891   | 1896   |
| ----- | ----- | ----- | ------ | ------ | ------ | ------ | ------ | ------ |
| 9 344 | 9 470 | 9 580 | 11 201 | 11 873 | 14 325 | 15 578 | 18 221 | 20 735 |

| 1901   | 1906   | 1911   | 1921   | 1926   | 1931   | 1936   | 1946   | 1954   |
| ------ | ------ | ------ | ------ | ------ | ------ | ------ | ------ | ------ |
| 20 952 | 23 537 | 22 178 | 21 167 | 21 061 | 21 033 | 20 432 | 19 281 | 23 151 |

| 1962   | 1968   | 1975   | 1982   | 1990   | 1999   | 2006   | 2011   | 2016   |
| ------ | ------ | ------ | ------ | ------ | ------ | ------ | ------ | ------ |
| 24 279 | 26 045 | 26 610 | 24 362 | 22 239 | 21 779 | 20 941 | 19 775 | 20 194 |

| 2021   | 2022   | - | - | - | - | - | - | - |
| ------ | ------ | - | - | - | - | - | - | - |
| 20 653 | 20 602 | - | - | - | - | - | - | - |

Depuis la fin de la Seconde Guerre mondiale, les Trente Glorieuses ont dynamisé Fougères et la ville a augmenté sa population jusqu'au recensement de 1975, arrivant à presque 27 000 habitants.
En 1975, la ville a profondément souffert de la crise pétrolière de 1973 et en a subi les contrecoups. La ville est sinistrée par des fermetures successives d'usines de chaussures, secteur en crise, et refuse l'implantation de l'entreprise Citroën sur son territoire[réf. nécessaire]. La ville a du mal à s'en remettre et voit sa population baisser.
Elle passe de 26 610 en 1975 à 19 820 en 2009 soit une baisse de 26 % en 34 ans, même si la périurbanisation compense cette diminution.
Aujourd'hui la chaussure n'offre plus que quelques centaines d'emplois dans la ville : par exemple l'entreprise JB Martin reste à Fougères, même si elle a complètement délocalisé sa production en Asie.
La ville est de plus en plus en relation avec Rennes depuis l'inauguration de l'autoroute des Estuaires en 2000 qui permet de rejoindre Rennes en 30 minutes, et connaît un développement satisfaisant basé sur l'essor d'activités économiques plus diversifiées. Plus de 30 hectares de zones d'activités, entre l'autoroute et la ville centre, viennent donner de l'attractivité économique au territoire.
L'aire urbaine de Fougères compte 20 communes regroupant 42 818 habitants (2009) dont 46 % de cette population vient de la ville centre. Ce qui fait de l'aire urbaine fougeraise la 164e des 241 grandes aires urbaines de France.

## Économie
Fougères était le siège de la chambre de commerce et d'industrie du pays de Fougères jusqu'en 2011, remplacée depuis par une délégation de la chambre de commerce et d'industrie de Saint-Malo-Fougères après la fusion de celles-ci.
En 2008, les principaux employeurs fougerais étaient le Centre hospitalier de Fougères, le groupe Sagem-Safran, Carl Zeiss Vision, la Ville de Fougères, les Transports Gelin, Carrefour (Sofodis), l'Association Jean-Baptiste Le Taillandier (AREP, lycées Notre-Dame-des-Marais, Edmond Michelet, Saint-Joseph, et Beau-Lieu), la cité scolaire Jean-Guéhenno, le Groupe Royer, Groom ainsi qu'Otima

## Santé
Le centre hospitalier du Pays de Fougères a achevé sa rénovation en 2013 : il propose l'accès à 13 services de soins, un service d'urgence, une maternité, 16 spécialités et 440 lits.
Les personnes âgées disposent de plusieurs structures adaptées : le foyer-logement Rebuffé, ouvert en 1987 dans les anciens locaux de l'entreprise Morel et Gaté à Bonabry, le foyer-logement des Cotterêts, et les EHPAD de Paron et la Chesnardière.
Un enfant autiste de 13 ans est mort en octobre 2022 à l'IME de Paron à Fougères, après avoir vomi et été retrouvé inconscient dans un couloir de l'établissement.

## Enseignement
L'enseignement supérieur est présent à Fougères, notamment dans le domaine de la santé :
- Institut de formation en soins infirmiers (centre hospitalier)
- École d'audioprothèse Bertin (pôle formation CCI Fougères)
- École supérieure d'optique Fizeau (pôle formation CCI Fougères)
- École de haute horlogerie Charles-Édouard-Guillaume (pôle formation CCI Fougères)
- Institut de formation de la CCI de Fougères

|        | maternelles                                                                                     | écoles                                                                                                | collèges                          | lycées |
| ------ | ----------------------------------------------------------------------------------------------- | --- | --------------------------------- | --- |
| Public | - Odile Gautry - La Forairie - Raoul II - Madeleine-Chattière - Skol Diwan                      | - Duguesclin - Odile Gautry - Les Bleuets - Madeleine-Chattière - Raoul II - La Forairie - Skol Diwan | - Mahatma Gandhi - Thérèse Pierre | Jean Guéhenno (général, technique et professionnel)                                                                           |
| Privé  | - Saint Joseph de Bonabry - Saint Jean-Baptiste de la Salle - Jean de la Mennais - Saint-Joseph | - Saint-Joseph - Jean de la Mennais                                                                   | - Jeanne d'Arc - Sainte-Marie     | Lycée polyvalent Jean-Baptiste Le Taillandier réparti sur trois sites : Notre-Dame des Marais, Edmond Michelet, Saint-Joseph. |

## Urbanisme et cadre de vie
La ville compte 38 arbres remarquables. Plusieurs d'entre eux (séquoia, tulipiers, châtaignier, araucaria) sont visibles dans un parc privé boulevard Saint-Germain.

### Quartiers
Fougères possède 5 quartiers :
- Centre-ville - Urbanistes: Quartier au centre de la ville, il regroupe la haute et basse ville ainsi que les principaux lieux de vie Fougerais (Places Carnot, République, Briand).
- Forairie - Cotterêts: Situé au nord de Fougères ce quartier est composé de trois ZUP dont deux particulièrement sensibles aux Bleuets et aux Cotterets et est constitué principalement de grands ensembles.
- Paron-Orières - Écartelée - Bonabry: Situé à l'est de la ville, il compte les zones industrielles de l'Aumaillerie et de l'Ecartelée et la Zone commerciale de la Guenaudiere, les principaux lieux de sports se trouvent à Paron ainsi que la piscine et le camping et Bonabry est la partie la plus proche de centre ville et ce dernier est un ancien sous-quartier industriel.
- Montaubert - Rillé - Saint-Sulpice: À l'ouest et au nord de la ville on y trouve le château ainsi que des zones commerciales et résidentielles et une partie de la basse ville.
- Madeleine - Sermandière - Chattière: Situé au sud de la ville, ce quartier compte quelques zones sensibles (Bois Guy, Chattiere) et des zones résidentielles.

### Parcs et espaces verts

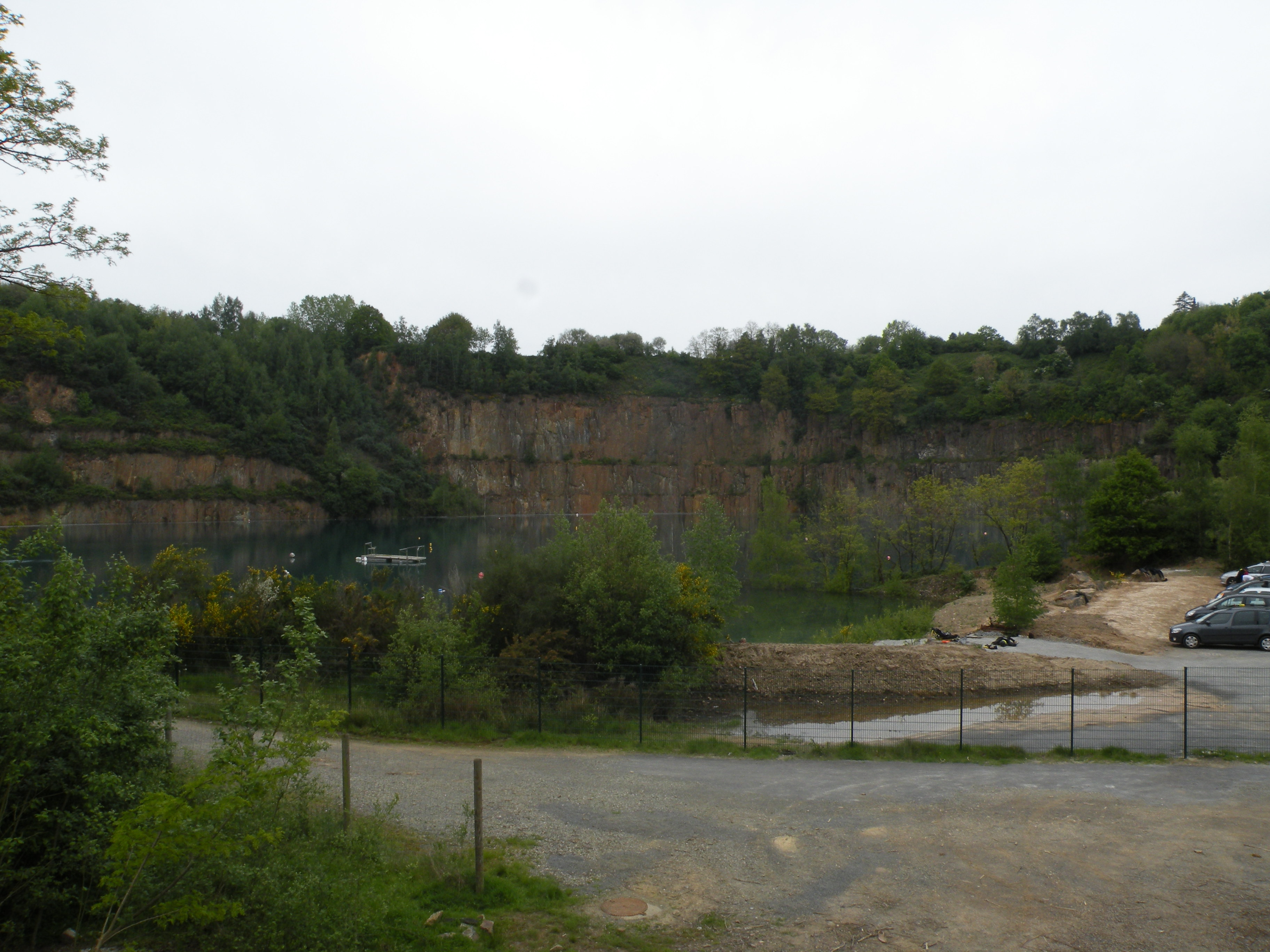
Carrière du Rocher Coupé, où deux fronts de taille sont encore visibles.

- Le jardin public : situé en ville haute, il offre un panorama remarquable sur la ville, surplombant le château et le quartier médiéval autour de l'église Saint-Sulpice.
- Le Val Nançon : jardin aménagé qui offre de nombreuses ambiances à découvrir au fur et à mesure. Exposition d'œuvres contemporaines notamment L'Œuvre à la vie de Louis-Marie Catta présente depuis 2000.
- Le parc des Orières : étendu sur plus de 4 hectares, le ruisseau de Groslay rejoint un petit étang et une aire de jeux. On y trouve également un parcours sportif.
- Le parc René-Gallais : devant le centre culturel Juliette-Drouet.

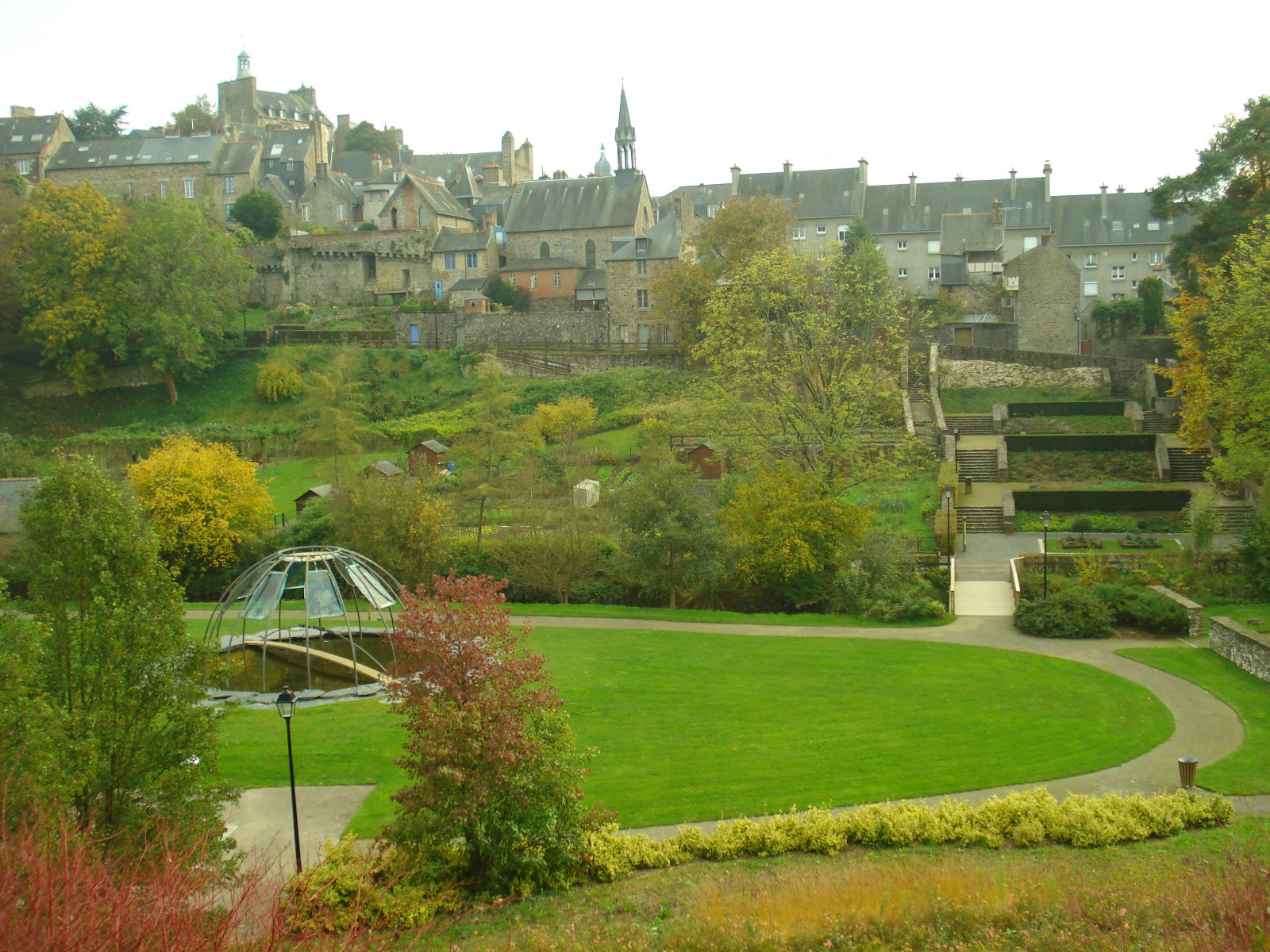
Le Val Nançon

- La carrière du Rocher Coupé, surnommée aussi la carrière de Californie[Note 16], est un lieu de promenade aménagé, à proximité du château[Note 17]. Un lac remplace aujourd'hui l'ancienne exploitation de schiste cornéen, roche très dure recherchée pour l'obtention de granulats[95] qui a duré de 1925 à 1999 et a servi notamment à la construction de l'autoroute A84. Ce site d'environ 250 m de large sur 400 m de long est acquis par la ville en 2000. Avec ses 60 m de profondeur (80 m par endroits), le lac est de plus un lieu d'entrainement à la plongée subaquatique, en apnée (avec notamment deux gueuses lourdes à 27 m et 48 m, et plusieurs épaves immergées) ou en bouteille[96],[97].
- Des chemins piétonniers balisés au sol, permettent de découvrir la haute et la basse ville ainsi que ses nombreux monuments. La promenade le long de l'ancienne voie ferrée, depuis le pont de l'Abattoir mène à la forêt de Fougères.

### Fleurissement
Fougères participe au concours des villes et villages fleuris et obtient le label quatre fleurs (220 villes récompensées en France et cinq en Ille-et-Vilaine) pour la qualité de son aménagement et la gestion des espaces paysagers. Les panneaux l'indiquant sont situés à toutes les entrées de la ville.

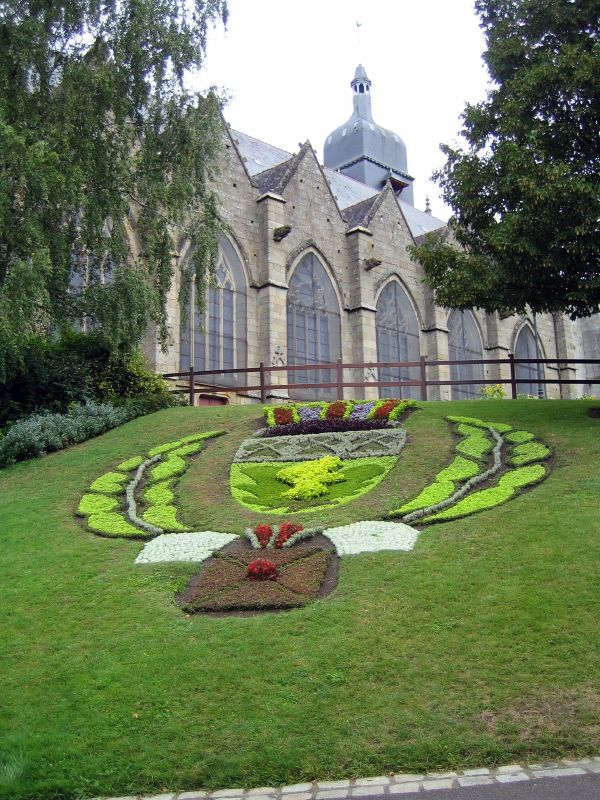
Vue du jardin public et de l'église Saint-Léonard.
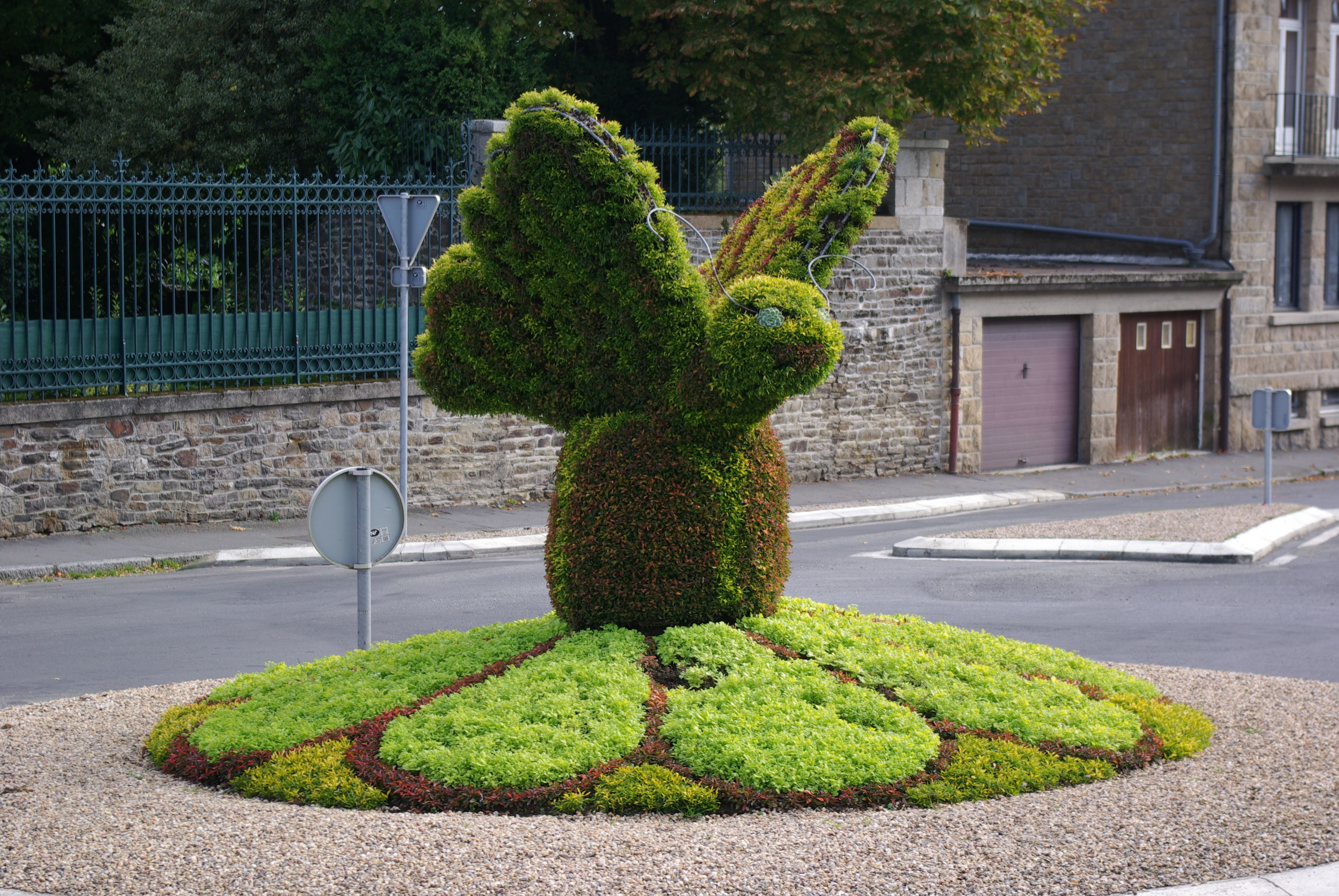
Rond-point fougerais

## Transports

### Transports en commun
Le réseau de bus de Fougères, nommé le SURF, est composé de cinq lignes de bus, et une sixième ligne est ouverte au 1er septembre 2018 (Beaucé-Carnot-Laignelet).
Le lieu de correspondance est la Place Carnot.
Fougères est également desservie par le réseau interurbain Illenoo (devenu BreizhGo depuis septembre 2018).

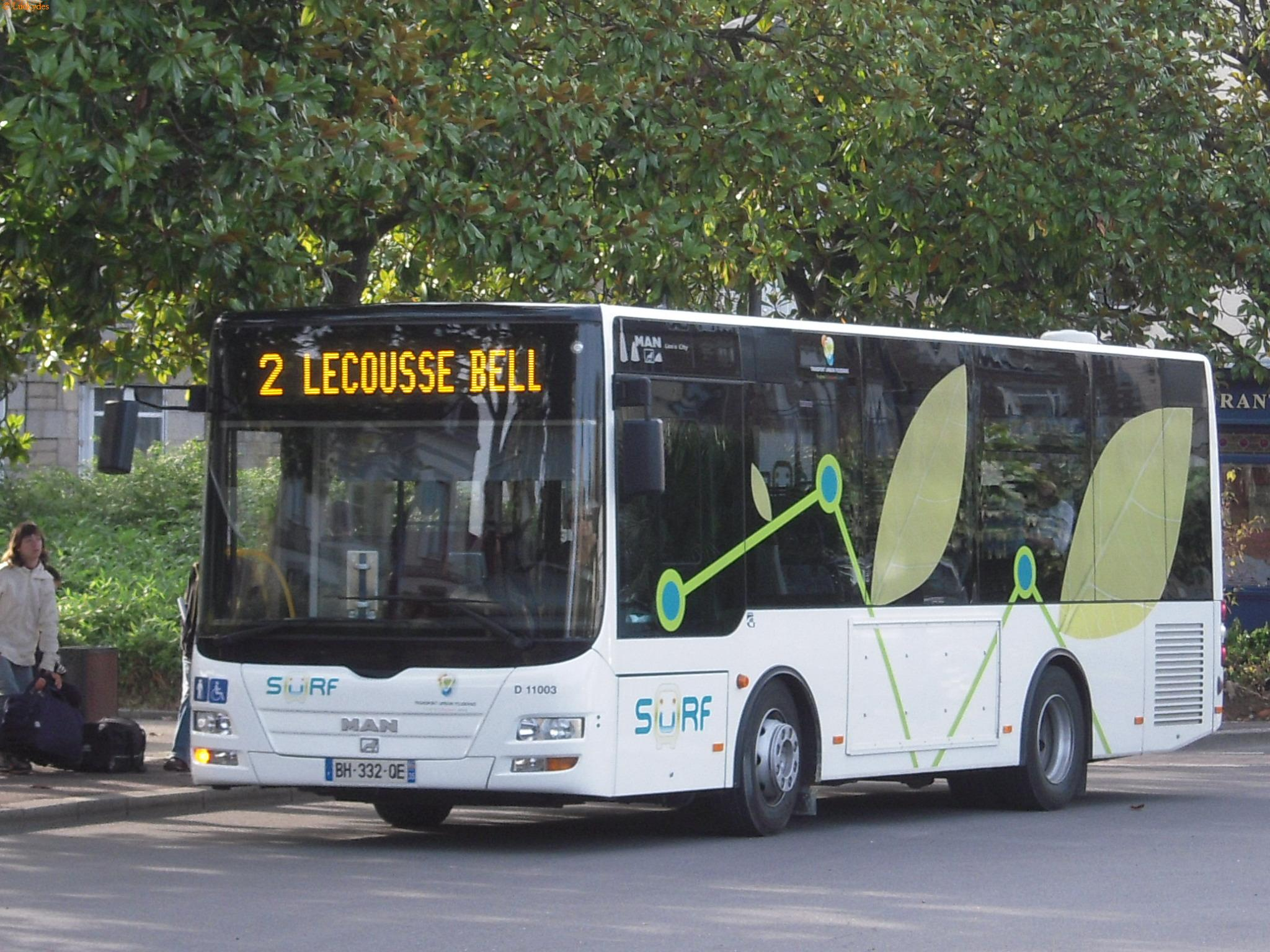
Bus Surf

### Routier
Fougères est desservie par l'autoroute des Estuaires (A84) reliant Caen à Rennes, et par la route nationale 12 qui traverse la ville d'est en ouest.

### Ferroviaire
Depuis l'arrêt du trafic régulier de voyageurs entre Fougères et Vitré en 1972, seuls le fret et quelques trains de pèlerins ont continué à circuler jusqu'en 1991, date de fermeture de la gare de Fougères. Par la suite, le bâtiment a servi comme point de vente SNCF, jusqu'à sa démolition en 2001 pour laisser place à un complexe commercial.
Plusieurs dessertes journalières Fougères-Laval sont assurées par un car TER. Liaison supprimée le 31 août 2018 en raison de la faible fréquentation, les voyageurs étant redirigés sur la ligne BreizhGo vers Rennes
L'hypothèse de la construction d'une ligne de train Fougères-Rennes est souhaitée par une association créée en 2014 sans pour autant que ce projet ne soit étudié par les pouvoirs publics,,.

## Sports et loisirs
Dans l'ancienne usine Réhault, réhabilitée et rebaptisée les Ateliers, près de la cristallerie, logent de nombreuses associations ainsi que la Maison des associations. Plus de 100 associations sont répertoriées, dans le domaine du sport et des loisirs notamment.

### Équipements sportifs
La ville compte de nombreux équipements sportifs municipaux pour permettre aux habitants de pratiquer leur sport dans les meilleures conditions possibles:
- Complexe sportif de Paron : terrains de football et gymnase
- Complexe sportif Jean-Manfredi (Paron Nord) : terrains de football, de rugby, piste d'athlétisme, vélodrome, practice de golf, anneaux de rollers, courts de tennis
- Stade municipal Berthelot : terrain de football
- Salle de sports Justy-Speker (sur parquet)
- Stade de la Madeleine : terrain de football et piste d'athlétisme
- Gymnase omnisports des Cotterêts
- Gymnase omnisports de la Chattière

D'autres équipements complètent l'offre :
- Centre aquatique Aquatis, de Fougères communauté, inauguré en mai 2010 : bassin sportif et fosse de plongée (intérieur) et ludiques (intérieur et extérieur), aquaboggan, jacuzzi, hammam, sauna, jeux d'eaux[102].
- Base de plein air de Chênedet (située sur la commune de Landéan) au cœur de la forêt de Fougères, sur la route de Louvigné-du-Désert
- CRAPA (Circuit rustique d'activités physiques) à Chenedet, près de l'étang
- Base de plongée de la Carrière du Rocher Coupé (gérée par le Codep 35 de la FFESSM)

D'autres centres sportifs existent également :
- Centre hippique Montaubert (appartenant à Fougères communauté)
- Dojo du Pays de Fougères
- Tennis Club fougerais
- Salle de l'Espérance
- Stand de tir

### Quelques clubs sportifs

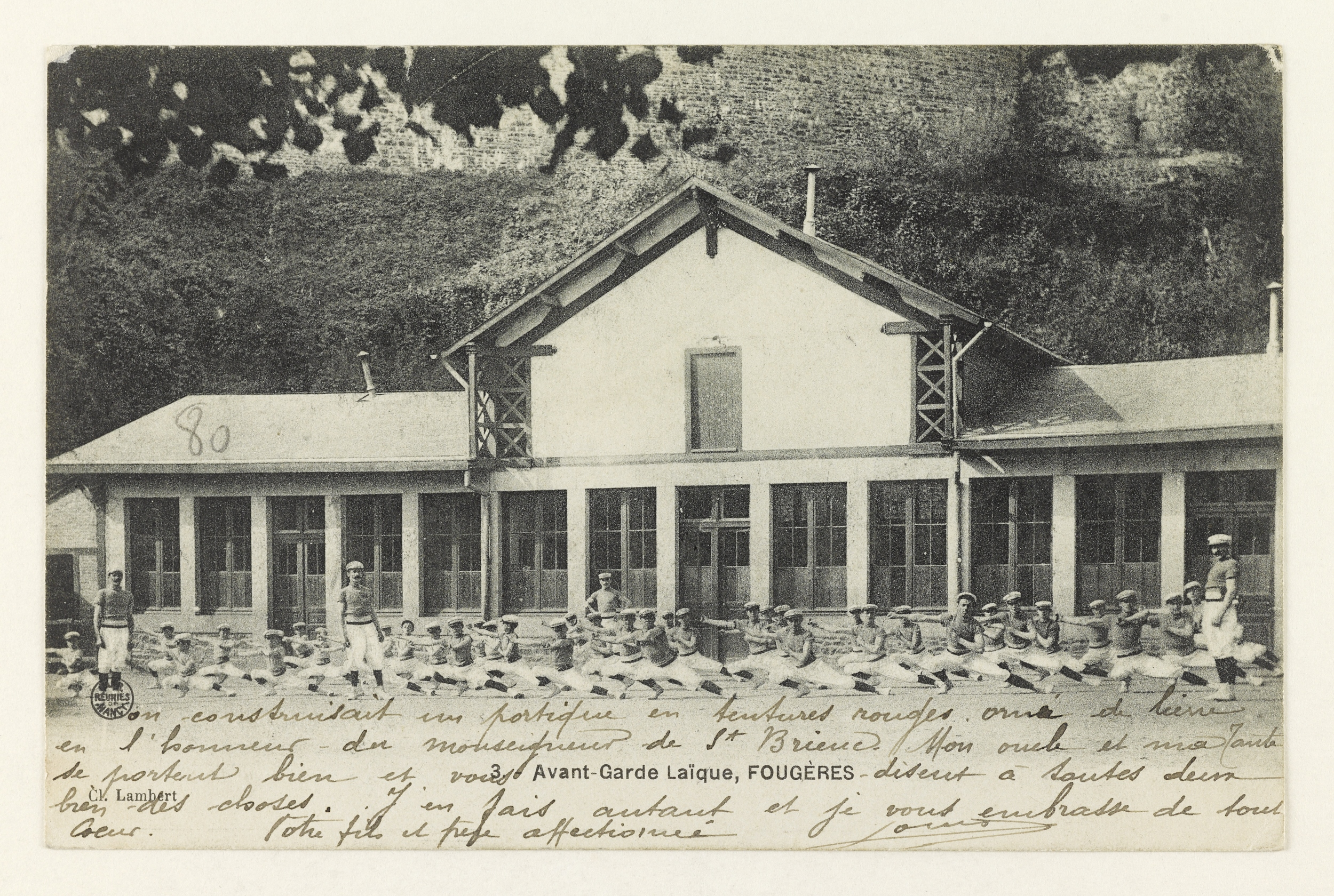
Avant-garde laïque Fougères

- Avant-garde laïque FougèresAvant-garde laïque de Fougères, un club omnisports comprenant notamment : 
  - AGL-Drapeau Football est un club né en 2011 de la fusion de deux associations historiques sur la ville[103], l'AGL (Avant-garde laique) et le Drapeau de Fougères fondé en 1893[104].
  - AGL Handball, double vainqueur de la Coupe de France en 1947 et 1948 en handball à onze (joué en plein air sur un stade de football)
- AKMDC, club de krav-maga, de karaté full contact et de karaté mix
- Pays de Fougères Basket
- Espérance Fougères club multiactivités culturelles & sportives (pétanque, tennis, tai chi chuan, aéromodélisme)
- Tennis Club fougerais (TCF)
- Fougères Volley Ball
- Club de natation fougerais et waterpolo depuis les années 1970
- Rugby à XV : Avant garde laïque de Fougères rugby engagé en championnat de France de rugby à XV de 3e division fédérale 2020-2021
- BCPF Badminton Club du Pays de Fougères
- Vigilante de Fougères Athlétisme et Gymnastique
- ASPTT Fougères Athlétisme
- Judo Club des Marches de Bretagne (JCMB)
- Fougères Football Club (FFC)

### Tournoi international de basket féminin
Chaque année la ville de Fougères invite quatre nations à participer à un tournoi de Basket. Ce tournoi concerne les U17 (âgées de 17 ans) ou les U16 (âgées de 16 ans) féminines. Pendant trois soirs (jeudi, vendredi, samedi), chaque nation s'affronte. En plus des matchs, a lieu un concours de 3 points où les basketteuses de chaque nation doivent marquer le plus de panier à 3 points.
À l'issue des trois matchs, la joueuse qui a marqué le plus de points est titrée « meilleur marqueuse du tournoi ».
Le premier tournoi fut en 1993, remporté par la Russie. La France a gagné le plus de victoires (7) devant la Russie (6) et l'Australie (3).

### Autres manifestations nationales et internationales
Le tour de France est passé à Fougères à six reprises :
- Tour de France 1985, le 11 juillet : ville-arrivée et ville départ
- Tour de France 2013, le 11 juillet : ville-départ
- Tour de France 2015, le 10 juillet : ville-arrivée
- Tour de France 2016, le 4 juillet : ville-étape
- Tour de France 2018, le 13 juillet : ville-départ
- Tour de France 2021, le 29 juin : ville-arrivée

## Culture
L'association de formation et d'animation populaire — ou AFAP — est une association créée en 1976 dont l'objectif est « de rassembler les personnes désireuses de faire connaître et de développer les cultures traditionnelles en pays de Fougères (musique, danse et chant) ». Comptant près de 200 adhérents, elle organise tous les ans le prix Froger-Ferron.

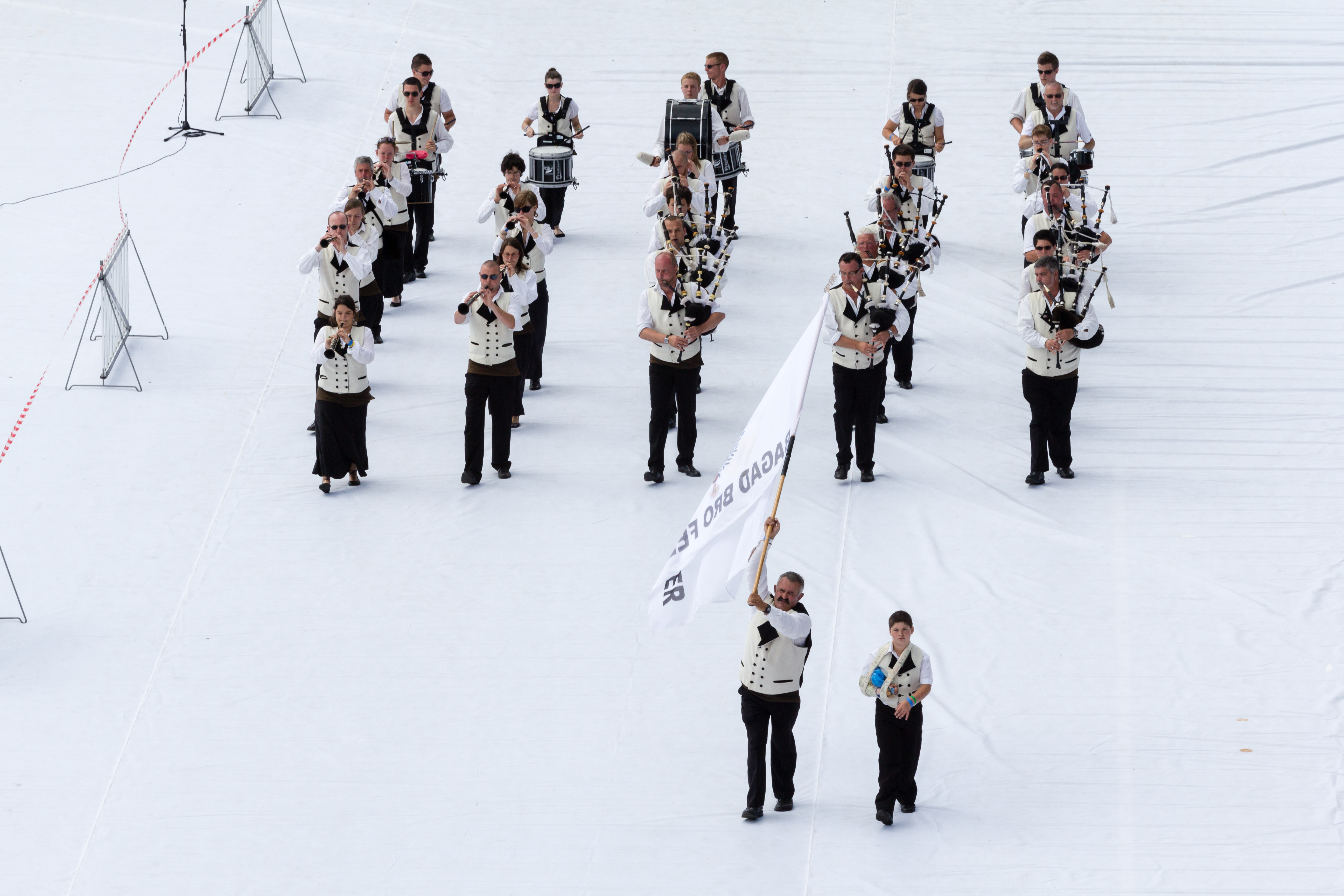
Le bagad Bro Felger lors de la grande parade du Festival interceltique de Lorient 2012, arrivée dans le stade du Moustoir.

Deux bagads, ensembles de musique traditionnelle bretonne, sont issus du pays de Fougères. Le Bagad Raoul II est le premier de la ville et un des premiers de Bretagne, créé en 1954 et rapidement baptisé Raoul II en l'honneur du fondateur de la ville de Fougères. Le bagad Bro Felger a été créé à l'automne 2002 à Fougères. Membre de la fédération Bodadeg ar Sonerion, il concourt actuellement en 2de catégorie du championnat national des bagadoù et est présent dans de nombreux festivals en France.
Une école Diwan a été ouverte en 2016[réf. souhaitée].
Tous les ans, depuis plus de vingt ans, en juillet se tient dans l'enceinte du château le Festival des Voix de Pays, organisé par le Centre culturel Juliette-Drouet, géré par Fougères Communauté. Anciennement intitulé "Voix des pays", le festival a changé de nom en 2015.
La ville de Fougères est citée dans le refrain de la chanson La Blanche Hermine, de Gilles Servat. L'auteur l'utilise comme un symbole de la résistance bretonne où elle est accolée à la ville de Clisson en Loire-Atlantique.
La municipalité est engagée depuis 2022 dans la promotion du gallo et du breton à travers les signatures des chartes "du Galo, dam Yan, dam Vèr" et "Ya d'ar brezhoneg".

## Médias
Les presses de l'agglomération fougeraise sont :
- le quotidien Ouest-France Édition de Fougères ;
- l'hebdomadaire La Chronique républicaine (plus 77 000 lecteurs) paraît tous les jeudis et parle principalement des actualités de Fougères mais aussi de tous son pays (Antrain, Saint-Brice-en-Coglès, Louvigné-du-Désert, Liffré, etc.) mais aussi du pays de Vitré, du nord de la Mayenne, et du sud de la Manche. Fondé en 1837, il a changé plusieurs fois de titre pour devenir en 1944 la Chronique républicaine ;
- Le Pays de Fougères, revue trimestrielle créée en 1975, décrit l'histoire, l'économie, les traditions, les arts et la littérature du pays de Fougères. Publiée pendant trente-deux ans, elle a disparu en 2008.

Il existe des magazines d'informations locales édités sur l'agglomération, tels que La Lettre de Fougères communauté.
Il a existé à Fougères plusieurs radios libres qui ont été :
- Radio des Marches de Bretagne (RMB) : 20 décembre 1983 - 1986. Ses locaux étaient situés 41, rue Nationale. Son slogan est « la radio fruitée ». À la fin des années 1980, l'équipe de RMB se retrouve scindée en deux. Un groupe décide de fusionner avec RCV (Radio Cité Vitré) pour donner naissance à FPB (Fréquence des Portes de Bretagne). L'autre équipe, quant à elle, crée Galaxie[109] ;
- Fréquence des Portes de Bretagne (FPB) : 1986 - 1997[110] ;
- Radio Mélusine : 1984 - 1992[111] : ses locaux étaient situés au 1, rue Nationale, à l'étage de l'actuel théâtre Victor-Hugo, désaffecté à cette époque ;
- Radio Galaxie : 1986 - 1992[109] : son slogan est l'« onde magique », chanté par les frères Costa qui réalisèrent l'habillage de la station ;
- Radio Mélusine Galaxie : 1992 - 1997[109] ;
- Radio des Trois Provinces - Crystal FM - Sensation[112].

## Personnalités liées à Fougères

### Personnalités fougeraises

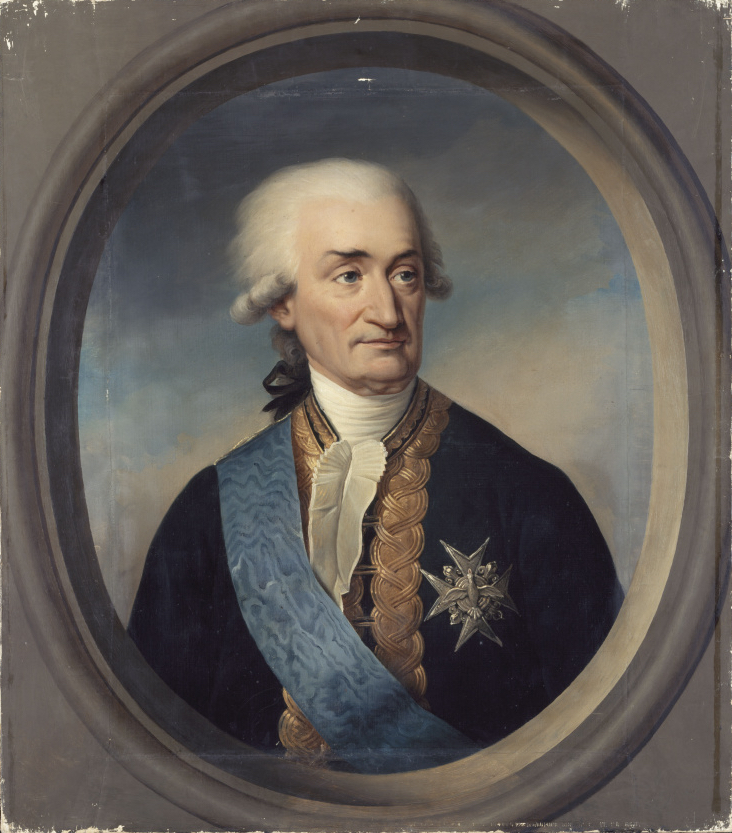
Luc Urbain du Bouëxic de Guichen.
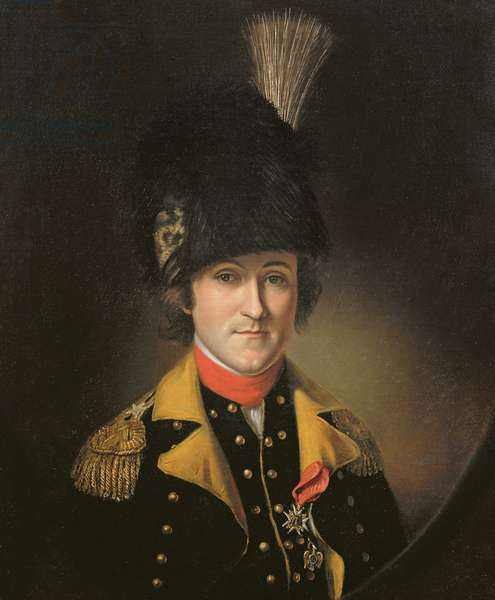
Armand Tuffin de La Rouërie.
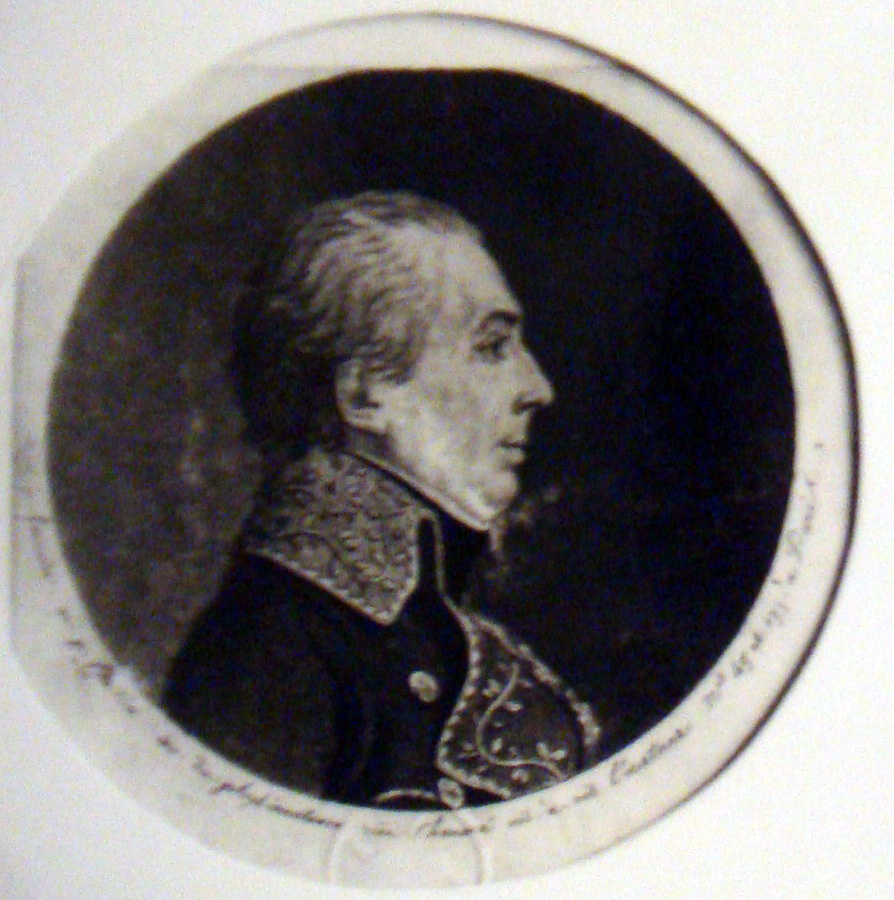
François René Jean de Pommereul.
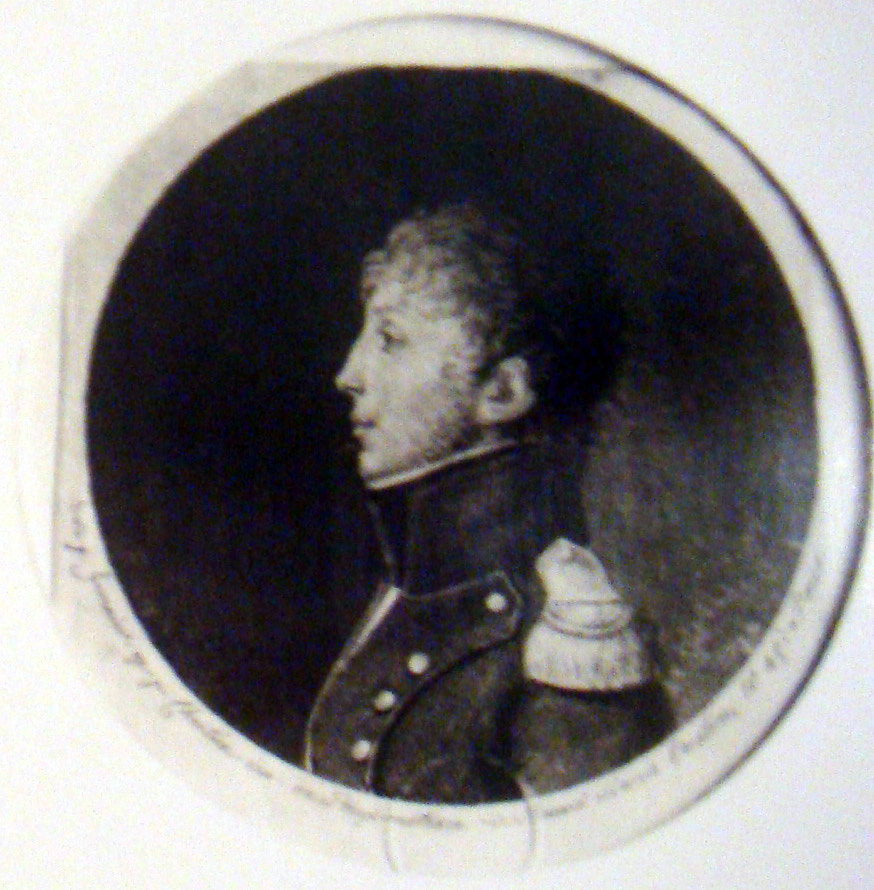
Gilbert de Pommereul.
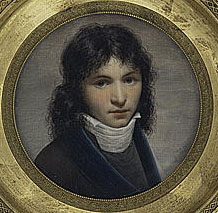
Aimé Picquet du Boisguy.
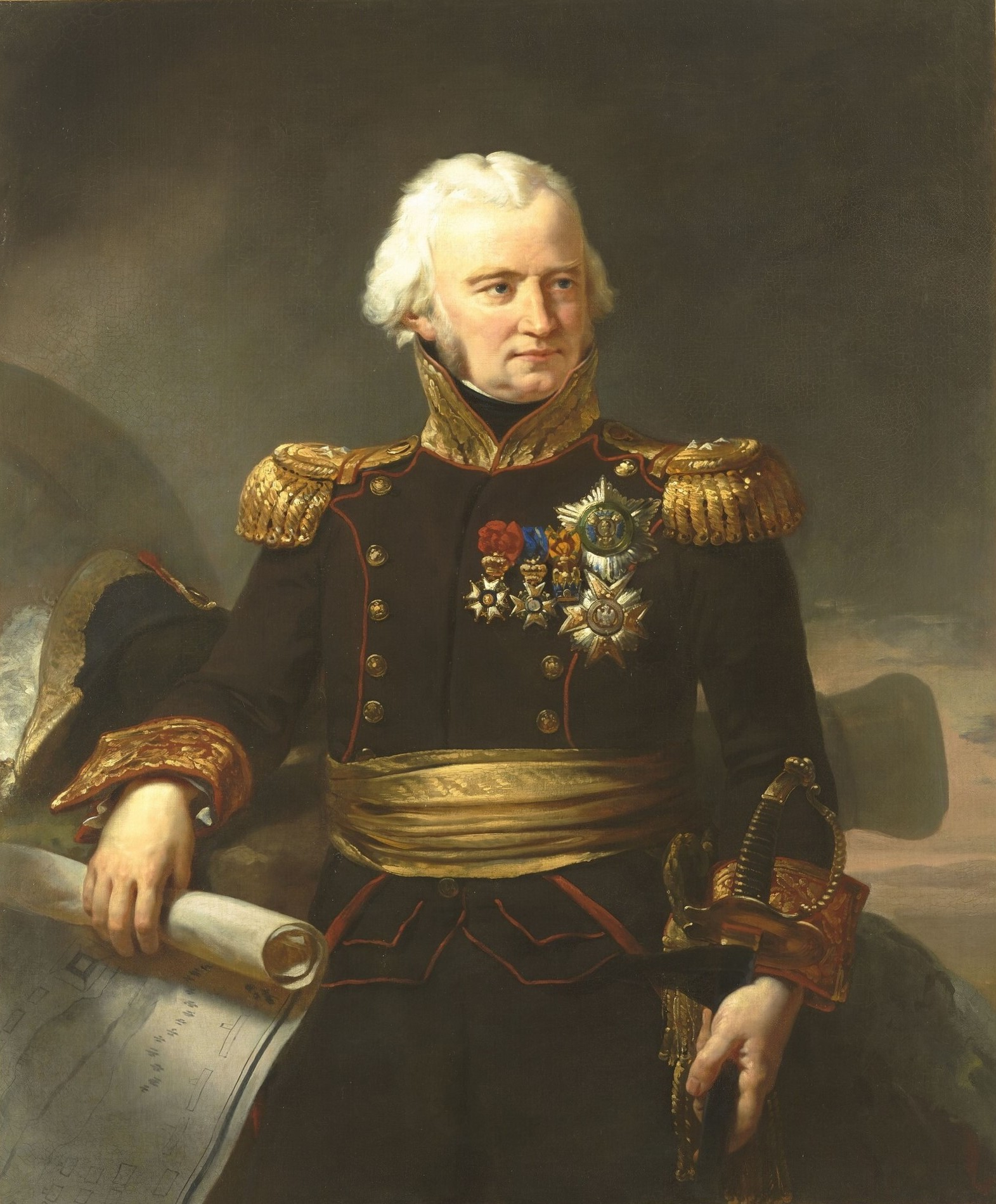
Jean Ambroise Baston de Lariboisière.
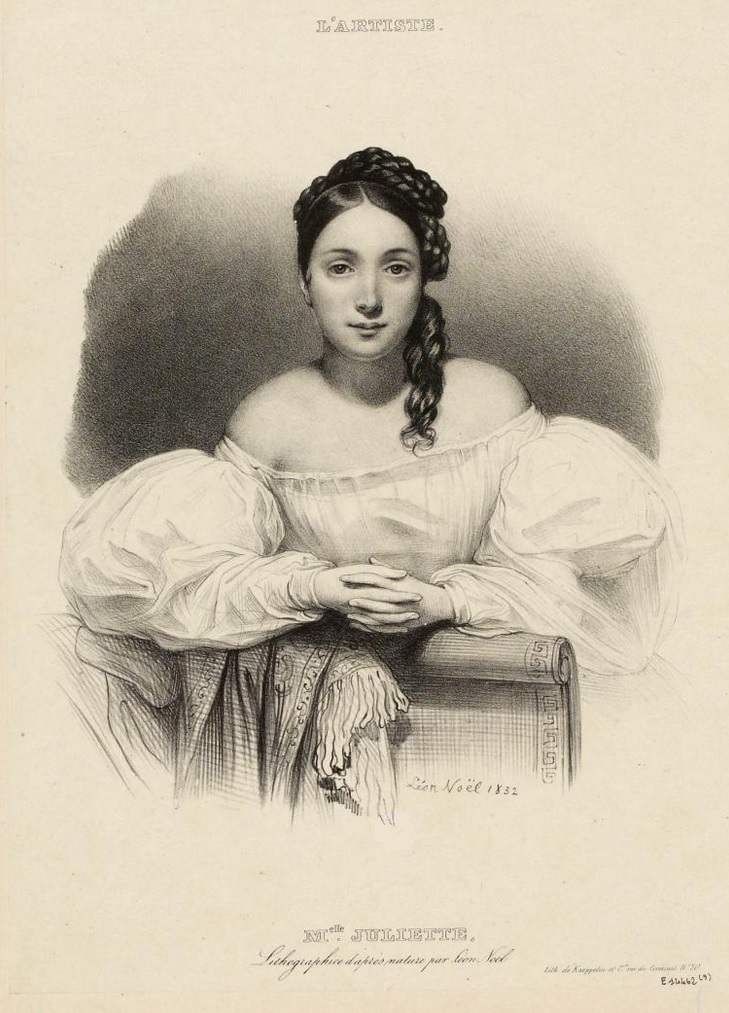
Juliette Drouet.
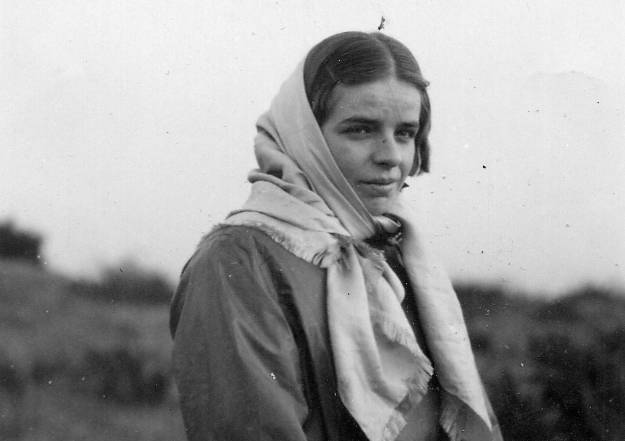
Thérèse Pierre.

- Eolia, momie égyptienne
- Hardouin de Chartres, intellectuel et professeur breton, y dirigea une école au XIe siècle.
- Yves Bachelot (1700-1779), religieux.
- Luc Urbain de Bouexic, comte de Guichen (1712-1790), lieutenant-général des Armées navales sous Louis XV et Louis XVI.
- Jean-François Fournier de La Pommeraye (1744-1794), homme politique né à Fougères, député du tiers aux États généraux de 1789.
- François René Jean de Pommereul (1745-1823) : général et baron de l'Empire, préfet d'Indre-et-Loire puis préfet du Nord sous le Premier Empire.
- Roch Pierre François Lebreton (1749-1806), député en 1791, membre de la Convention, député au Conseil des Anciens.
- Armand Tuffin de La Rouërie, dit le « colonel Armand » (1751-1793), général de l'armée américaine lors la guerre d'indépendance américaine, chef de l'Association bretonne sous la Révolution française.
- François Gesnouin (1750-1814), homme politique né à Fougères, député du Finistère au Conseil des Cinq-Cents.
- Julien-Jean-François Loysel (1751-1829), magistrat et homme politique.
- Louis Lebeschu de Champsavin[113] (1755-?), homme politique né à Fougères, député d'Ille-et-Vilaine.
- Jean Baston de La Riboisière (1759-1812) : général et baron de l'Empire, inspecteur général de l'artillerie sous le Premier Empire.
- Thérèse de Moëlien de Trojolif (1759-1793), cousine de La Rouërie, membre de l'Association bretonne.
- Guy Picquet du Boisguy (1772-1795), officier chouan, frère des précédents.
- Louis Picquet du Boisguy (1774-1804), officier chouan, frère du précédent.
- Gilbert de Pommereul (1774-1860), général d'empire, fils du précédent.
- Aimé Picquet du Boisguy (1776-1839), général des chouans de Fougères et de Vitré, maréchal de camp sous la Restauration.
- Jean-Marie Bachelot de La Pylaie (1786-1856), explorateur et botaniste.
- Jean-Marie ou Louis Despréaux Saint-Sauveur (1794-1843), botaniste français.
- Charles Doussault (1806-1880), peintre et architecte français.
- Juliette Drouet (1806-1883), comédienne, maîtresse de Victor Hugo. Elle a donné son nom au centre culturel Juliette-Drouet[114].
- Louis Léziart de Lavillorée, (1810-1871), homme politique.
- François Le Harivel (1812-1859), homme politique né à Fougères, député d'Ille-et-Vilaine de 1853 à 1859.
- Hyacinthe du Pontavice de Heussey (1814-1876), poète.
- Pierre Heude (1836-1902), prêtre jésuite, missionnaire en Chine et zoologiste.
- Jean-Marie Laloy (1851-1927), architecte.
- Albert Durand de la Beduaudière (1856-1943), peintre, photographe. Fondateur du syndicat d'initiative de Fougères en 1913.
- Emmanuel Auguste Victor Marie de La Villéon (1858-1944), artiste peintre.
- Alexandre Lefas (1871-1950), homme politique.
- L'abbé Louis Bridel (1880-1933).
- Georges Le Rumeur (1882-1941), nationaliste breton et poète de langue bretonne.
- Robert Diochon (1883-1953), footballeur.
- Constant Duclos (1885-1962), premier parachutiste militaire français.
- Jean Guéhenno (1890-1978), écrivain, journaliste et académicien[115]. Il a donné son nom à deux lycées publics[116].
- Marie Nelet de son nom de plume Myriam Thelen a écrit plusieurs livres dont « La Mésangère » et « Ceux d'hier, Ceux d'aujourd'hui » qui relatent la situation ouvrière à Fougères et en particulier les grèves de 1906. Le roman « La Mésangère » a obtenu le Prix Montyon de l'Académie Française.
- Théophile Briant (1891-1956), poète.
- Charles Berthelot (1901-1940), footballeur professionnel.
- Marin Poirier (1903-1941), résistant fusillé.
- Françoise Élie (1906-1968), résistante.
- Thérèse Pierre (1908-1943), résistante, responsable de l'arrondissement de Fougères où elle participe activement à l'organisation des FTP, elle est capturée par la Gestapo et tuée à la prison Jacques-Cartier de Rennes. Un collège public porte son nom à Fougères.
- Huguette Gallais (1921-2016) déportée et résistante française de la seconde guerre mondiale, membre du groupe de résistants "René Gallais" et du réseau "Ceux de la libération", croix de guerre avec palme, médaille de la résistance, croix du combattant volontaire, médaille de la France Libre, médaille de la déportation et commandeur de la légion d'honneur.
- Georges Franju (1912-1987), réalisateur.
- Yak Rivais (né en 1939), auteur de littérature pour la jeunesse.
- Philippe Nogrix (né en 1942), homme politique.
- Marc Baron (né en 1946), écrivain et poète.
- Pascal Ory, historien et membre de l'Académie française.
- Kristian Georgeault (né en 1955), indépendantiste breton d'Emgann.
- Bruno Bertin (né en 1963), dessinateur et scénariste de bande dessinée.
- Pascale Fonteneau (née en 1963), journaliste et romancière.
- Rémi Martin (né en 1965), acteur
- Hervé Coudray (né en 1965), entraîneur de basket-ball.
- Régis Hautière (né en 1969), scénariste de bande dessinée.
- Laurent Huard, (né en 1973), ancien footballeur professionnel au Stade rennais, AS Saint-Étienne et CS Sedan-Ardennes. Désormais, il est entraîneur au centre de formation du Stade rennais.
- Laurent Bardainne (né en 1975), saxophoniste français
- Samuel Buquet (né en 1976), illustrateur.
- Laurent Despas (né en 1977), journaliste, fondateur du média panafricain Koaci.com.
- Fabien Lemoine (né en 1987), footballeur professionnel formé au Stade rennais, évoluant depuis 2011 à l'AS Saint-Étienne.
- Maëva Coucke, (née en 1994), Miss France 2018

### Personnalités ayant séjourné à Fougères
- François-René de Chateaubriand : il vient souvent à Fougères où habite une de ses sœurs. Il n'en garde pas un très bon souvenir :
« Chez mes sœurs, la province se retrouvait au milieu des champs. On allait dansant de voisins en voisins, jouant la comédie dont j'étais parfois un mauvais acteur. L'hiver, il fallait subir à Fougères la société d'une petite ville, les bals, les assemblées, les dîners. »
- Balzac : après avoir découvert Fougères en 1828, il écrira le roman Les Chouans. (Lire le roman sur Wikisource). Un hôtel rue Nationale porte son nom.
- Victor Hugo a séjourné à Fougères avec sa maîtresse Juliette Drouet en juin 1836.
- Eduardo Camavinga, footballeur professionnel et international français né en 2002, a été formé au Drapeau de Fougères avant de rejoindre le Stade Rennais.
- Frédéric Molas et Sébastien Rassiat (nés en 1982, alias Joueur du Grenier ou JDG et Seb du Grenier) vidéastes sur la plateforme Internet YouTube, sont à Fougères depuis 2013 pour rejoindre leur collègue Karim Debbache (Crossed).
- Romain Filstroff (né en 1991, alias Linguisticae), vidéaste de vulgarisation linguistique, habite actuellement à Fougères.

Vues de Fougères
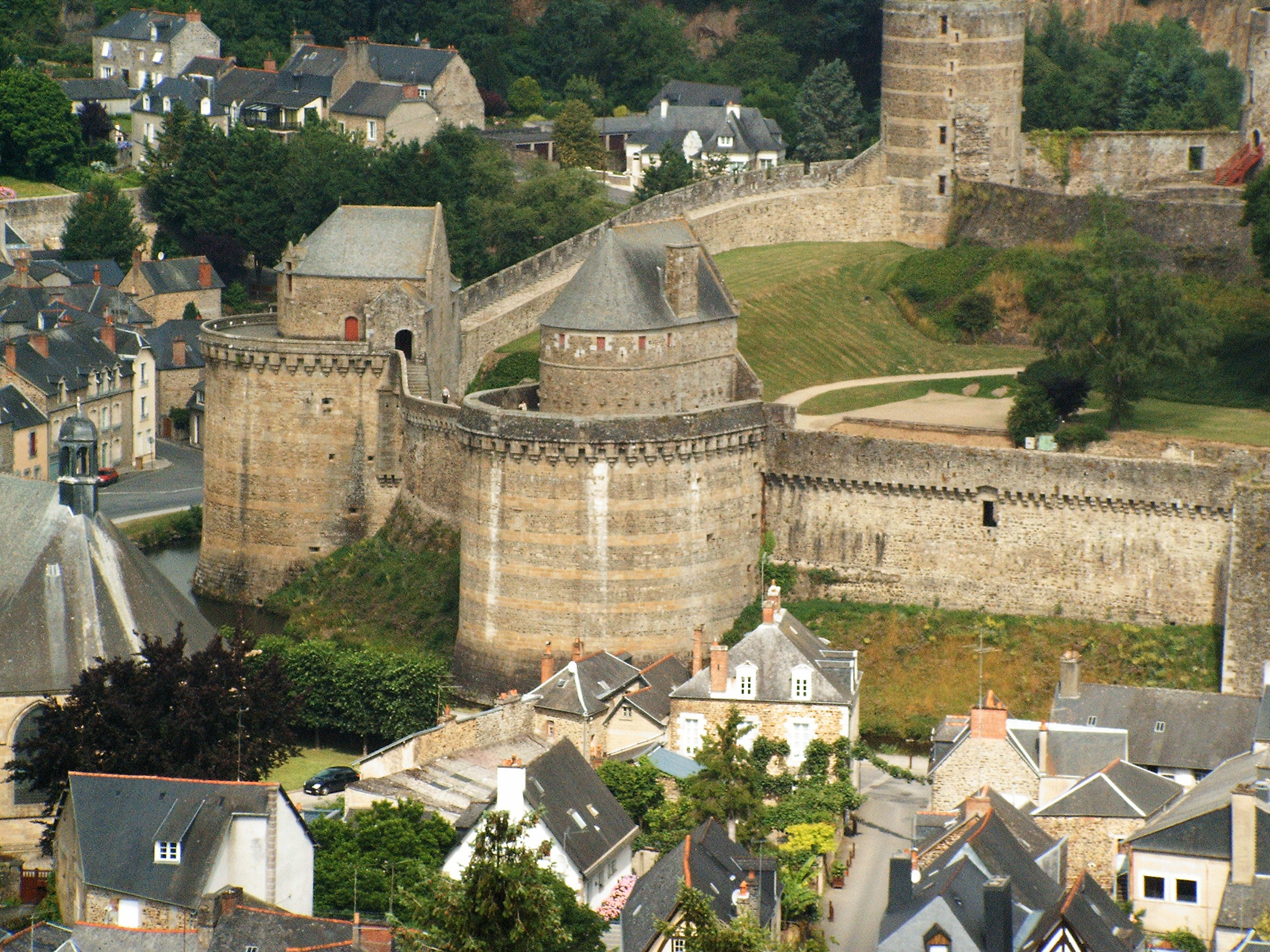
Vue du château.
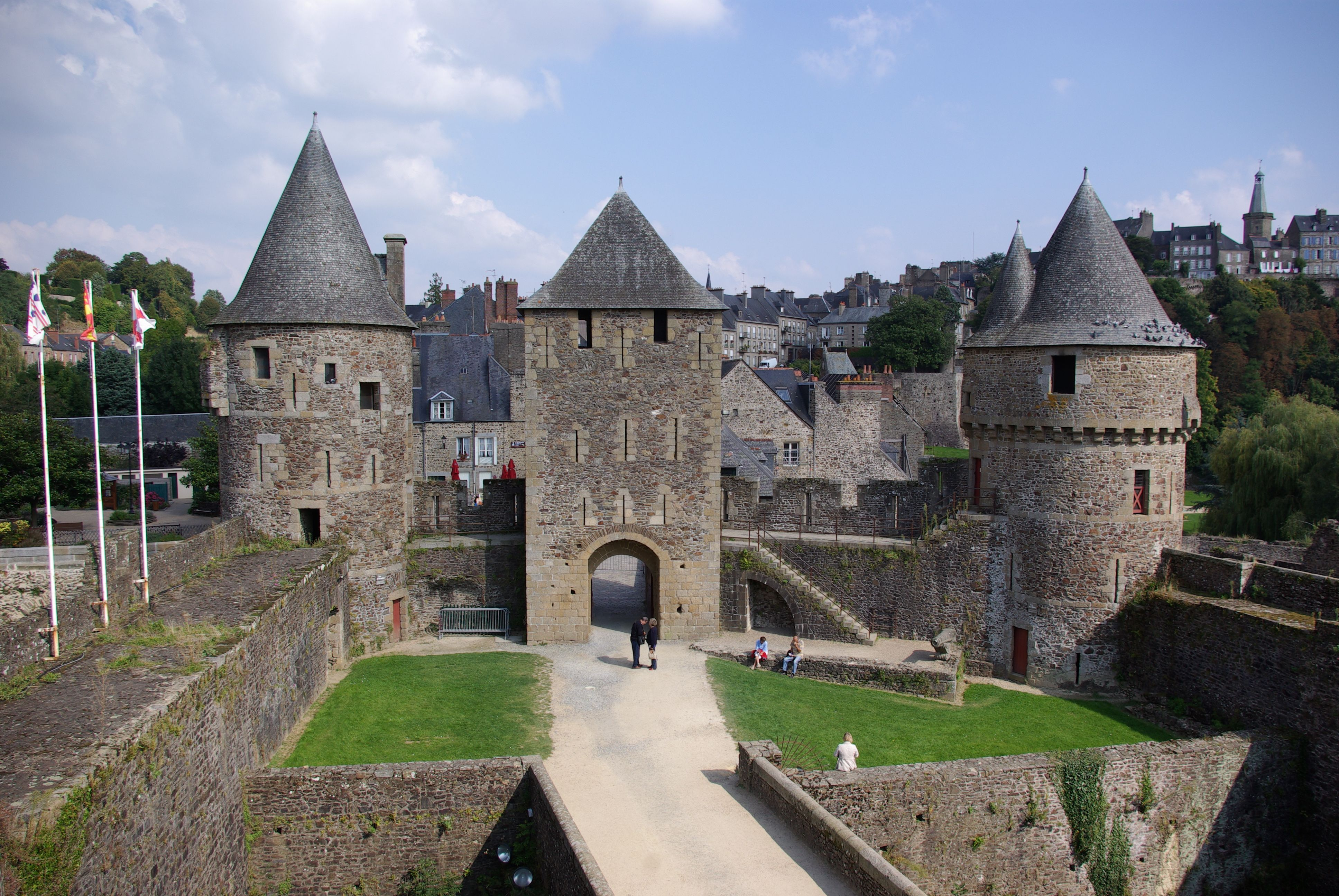
Le château.
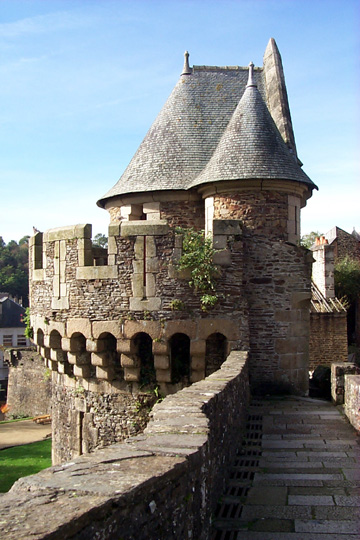
Tour Nichot des remparts de la ville haute.
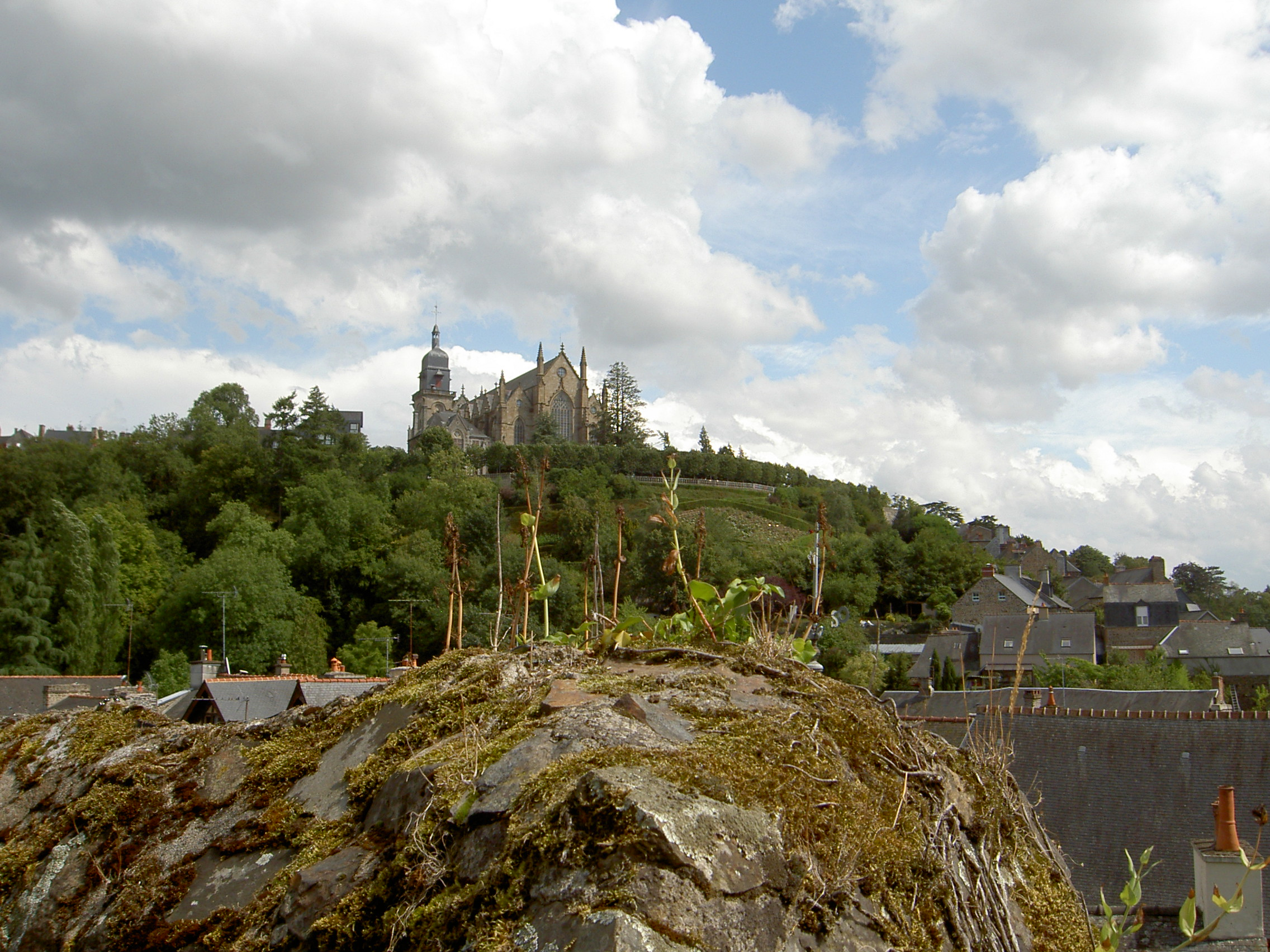
Ville haute : jardin public et église Saint-Léonard.
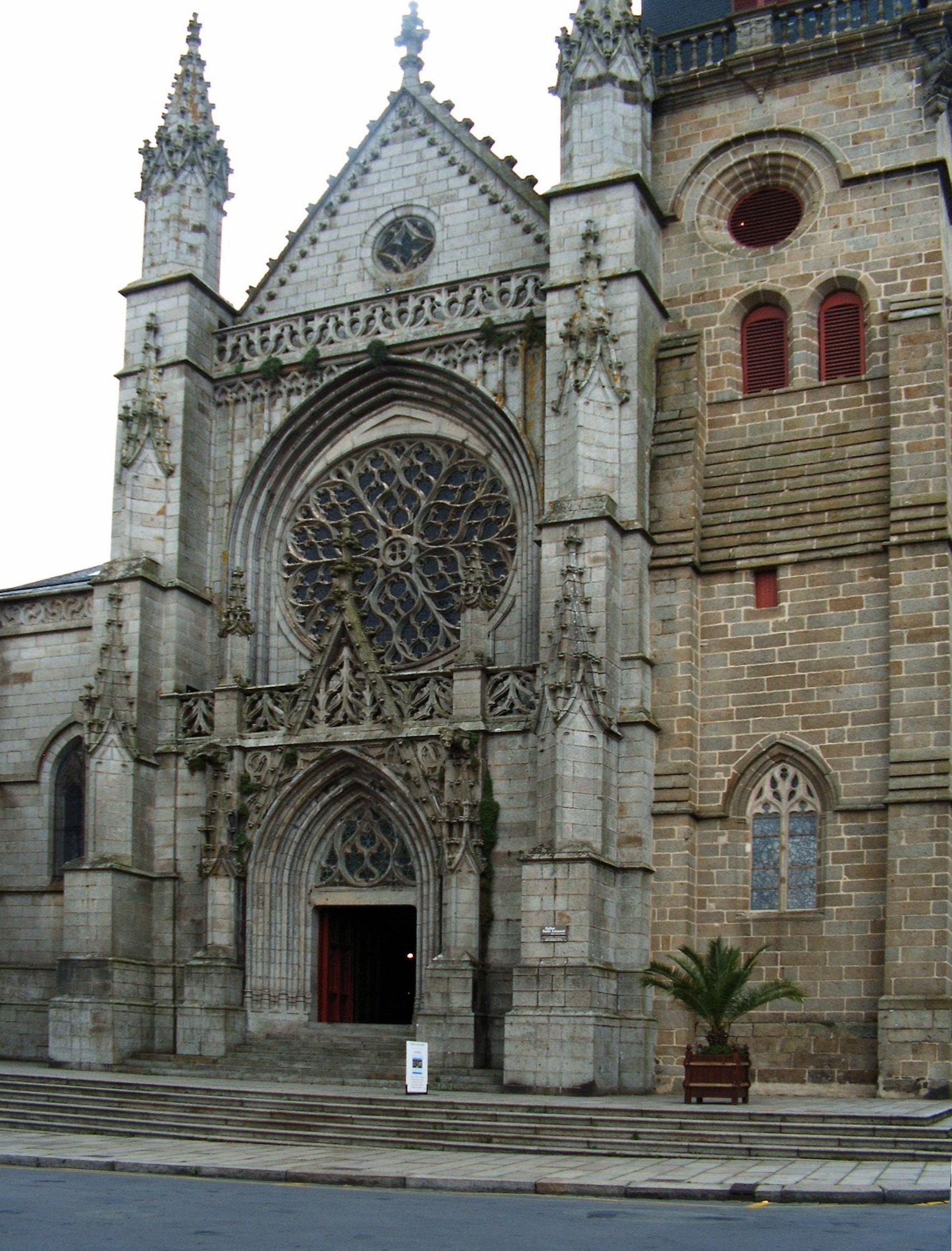
Église Saint-Léonard.
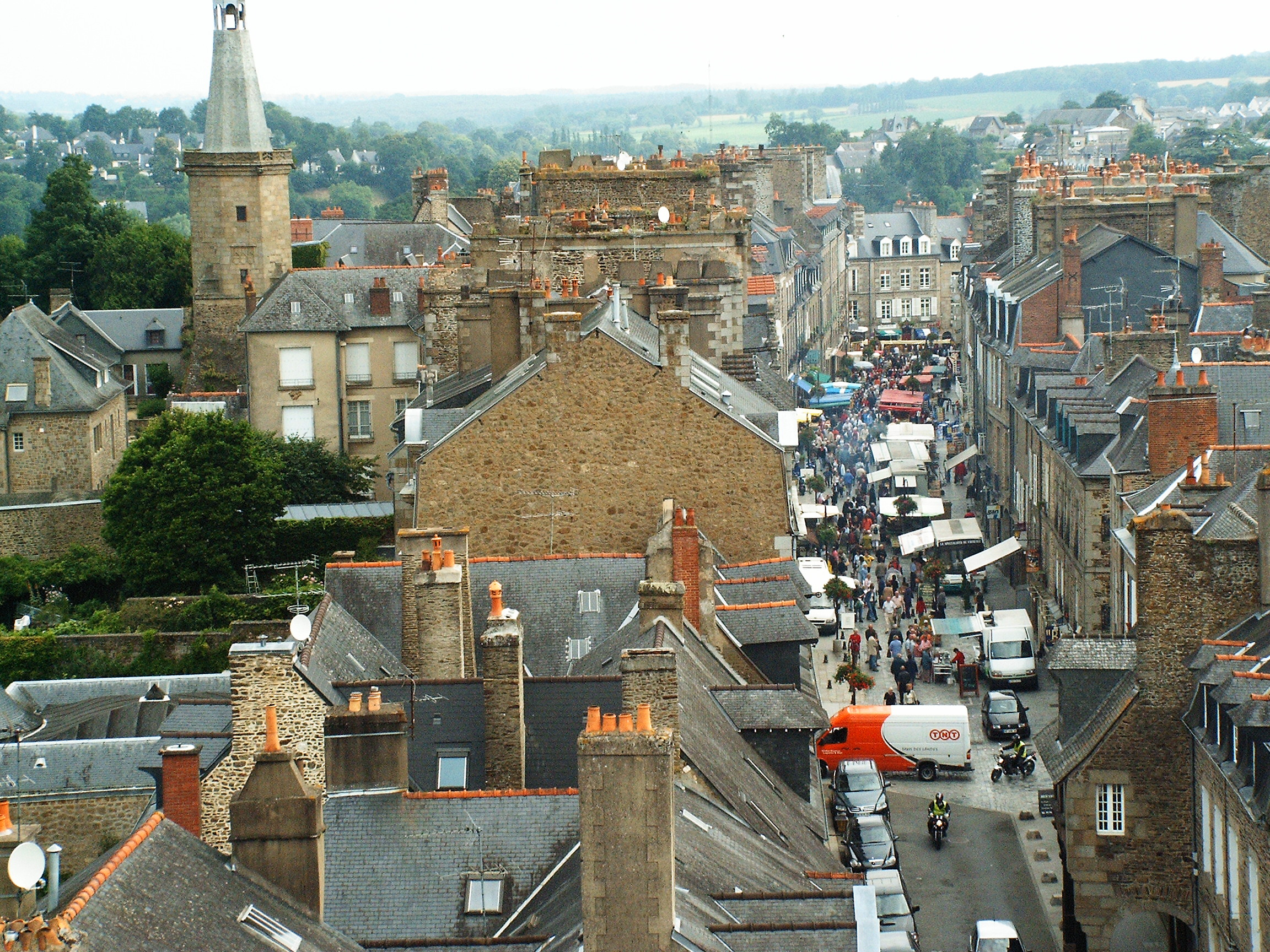
Vue depuis l'église Saint-Léonard.